# Ganges
El Ganges o Ganga (en idioma sánscrito y en la mayoría de las lenguas indias, gáṅgā, que significa «va, va», o sea, «que se mueve rápidamente»; en escritura devánagari, गंगा; en el sistema IAST de transliteración, gaṅgā) es un río internacional del subcontinente indio que fluye a través de India y Bangladés.
El curso de agua, de 2525 km, nace en los Himalayas occidentales en el estado indio de Uttarakhand, y fluye hacia el sur y al este a través de la llanura gangética de India del Norte. Después de entrar en Bengala Occidental, se divide en dos distributarios: el Hugli, o Adi Ganga, que atraviesa varios distritos de Bengala Occidental y desagua en la bahía de Bengala cerca de la isla Sagar; y el Padma, que fluye a través de Bangladés, y se une al Meghna que finalmente también desemboca en la misma bahía. La desembocadura, donde llega también el Brahmaputra forma el delta del Ganges, el mayor del mundo conocido como los Sundarbans («hermosos bosques»), una región de bosque espeso de manglar y uno de los principales hábitats del tigre de Bengala. En ella se encuentra el parque nacional de Sundarbans y ha sido declarada como Patrimonio de la Humanidad por la Unesco en 1997.
El Ganges y sus afluentes drena una cuenca fértil de 907 000 km² que soporta una gran concentración de población, con una de las densidades del mundo más altas (en 2005, una de cada doce personas del mundo vivía en la región). Su profundidad media es de 16 m y máxima de 30 m. Es el más importante de los siete ríos sagrados del hinduismo en el que millones de fieles se bañan para purificarse. Los indios van al río a morir en tropel en la creencia de que morir en el Ganges, y especialmente en Benarés, en la ribera izquierda, hace posible finalizar el ciclo de reencarnaciones y alcanzar el moksha (el equivalente del nirvana de los budistas). Es personificado como Maa Ganga (madre Ganges) o Ganga Deví (diosa Gaṅgā). Según la tradición, en tiempos inmemoriales las aguas del Ganges cruzaban el cielo, mientras las tierras desérticas de India perecían de sed. El rey Bhagiratha elevó plegarias a los dioses para que el cielo regara con sus aguas las tierras sedientas; los dioses le atendieron y enviaron las aguas a la tierra, aunque cayeron con tal violencia que amenazaron con segar la vida de todos los hombres. Entonces ocurrió el milagro: Shiva, compadecido de la humanidad atribulada, hizo que las aguas cayeran sobre su cabeza y resbalaran por sus largos cabellos durante mil años, antes de que el río sagrado naciera en el Himalaya, manso y moderado, sin peligro para los hombres.
También es vital para los 400 millones de indios que aún hoy viven cerca de su curso y dependen de él para sus necesidades diarias. Históricamente también ha jugado un importante papel como vía vertebradora y sustento de muchas antiguas capitales provinciales o imperiales (como Kannauj, Kamilya, Kara, Prayag o Prayagraj, Kashi, Pataliputra o Patna, Hajipur, Munger, Bhagalpur, Baranagar, Murshidabad, Baharampur, Nabadwip, Saptagram y Calcuta). Es sin embargo uno de los ríos más contaminados del mundo y una importante fuente de contaminación oceánica a escala mundial debido al vertido de desechos plásticos. Un estudio desarrollado por el Centro Helmholtz para la investigación medioambiental y publicado en 2018 lo ubica como el primero de los 10 ríos que más aportan a la contaminación marina ya que arrastra anualmente 545 millones de kilos de desechos plásticos. Los niveles de bacterias coliformes fecales procedentes de desechos humanos en las aguas del río cerca de Varanasi superan en medio millón de veces el límite oficial del gobierno de India. El Plan de Acción de Ganges, una iniciativa ambiental para limpiar el río, ha sido un gran fracaso hasta el momento, debido a la corrupción, a la falta de voluntad por parte del gobierno y a su burocracia, a la falta de experiencia técnica, a una planificación ambiental deficiente, y a la falta de apoyo de las autoridades religiosas.
Su alta contaminación es una amenaza para los seres humanos y la fauna, que involucra unas 140 especies de peces, 90 especies de anfibios y dos especies de delfines, el delfín del Ganges, en peligro de extinción, y el delfín del Irrawaddy. Es también interesante por una especie extraña de tiburones, el Glyphis gangeticus, cuya conservación se considera en peligro crítico.
| El Ganges, en particular, es el río de la India, amado por su gente, alrededor del cual se entrelazan sus recuerdos, sus esperanzas y sus temores, sus canciones de triunfo, sus victorias y sus derrotas. Ha sido un símbolo de la cultura y civilización milenarias de la India, siempre cambiante, siempre fluyente y, sin embargo, siempre el mismo Ganges. —Jawaharlal Nehru |

## Geografía

### Curso
Nominalmente, el Ganges comienza en la confluencia de los ríos Bhaguirati y Alaknanda en la ciudad de Devprayag en el estado indio de Uttarakhand. Su curso suele dividirse en tramos, siendo el tramo superior el que se extiende desde su origen hasta la presa de Narora, en el distrito de Bulandshahr (Uttar Pradesh); el tramo medio el que va desde la presa de Narora hasta el distrito de Ballia (Uttar Pradesh); y el tramo inferior el que va desde Ballia hasta el delta del Ganges.
El delta del Ganges, el mayor del mundo, se forma por el desagüe de tres ríos principales asiáticos — el propio Ganges, el Brahmaputra y el Meghna—, además de por múltiples canales y distributarios que se entrecruzan entre ellos: el Bhagirathi-Hugli y el Padma, en el caso del Ganges, y el Jamuna y el mismo Meghna, en el caso del Brahamaputra. Los mismos canales del delta han ido evolucionando a lo largo de la historia, conectando ríos que antes eran independientes y cambiando también la importancia y el caudal de los cursos principales. Además, al cambiar de país, esos cursos principales cambian también de nombre siendo a veces difícil establecer, desde el punto de vista hidrográfico, cual es el río principal y cuales son afluentes. India suele considerar que el Ganges continua en el delta a través del distributario Hugli, el menos importante, alcanzando el mar, tras pasar por el puerto fluvial de Calcuta, en el golfo de Bengala —que haría así del Ganges un río exclusivamente nacional— y que el Padma sería un distributario más. Bangladés, por su parte, presenta como río principal al Meghna, pese a ser el menos importante, consideran el Padma (curso principal del Ganges) y el Jamuna (curso principal del Brahmaputra) afluentes suyos.
Además, al haber construido India la presa de Farakka (1961-1972), una gran presa justo antes de que el Ganges entre en el delta, que permite regular el caudal que sigue por el Hugli y el que va al Padma, ha contribuido a alterar el flujo natural y ocasionando importantes problemas medioambientales y en la relación entre ambos países. Bangladés sostiene que el desvío ha elevado los niveles de salinidad, contaminado la pesca, obstaculizado la navegación y planteando una amenaza para la calidad del agua y la salud pública. Los niveles más bajos de humedad del suelo junto con el aumento de la salinidad también han llevado a la desertificación.
Sin embargo, desde el punto de vista de la fuente más lejana, el curso principal estaría formado por la secuencia Meghna–Padma–Ganges, siendo el Yamuna–Brahamaputra y el resto del Meghna sus afluentes.

#### Curso alto: en Uttarakhand

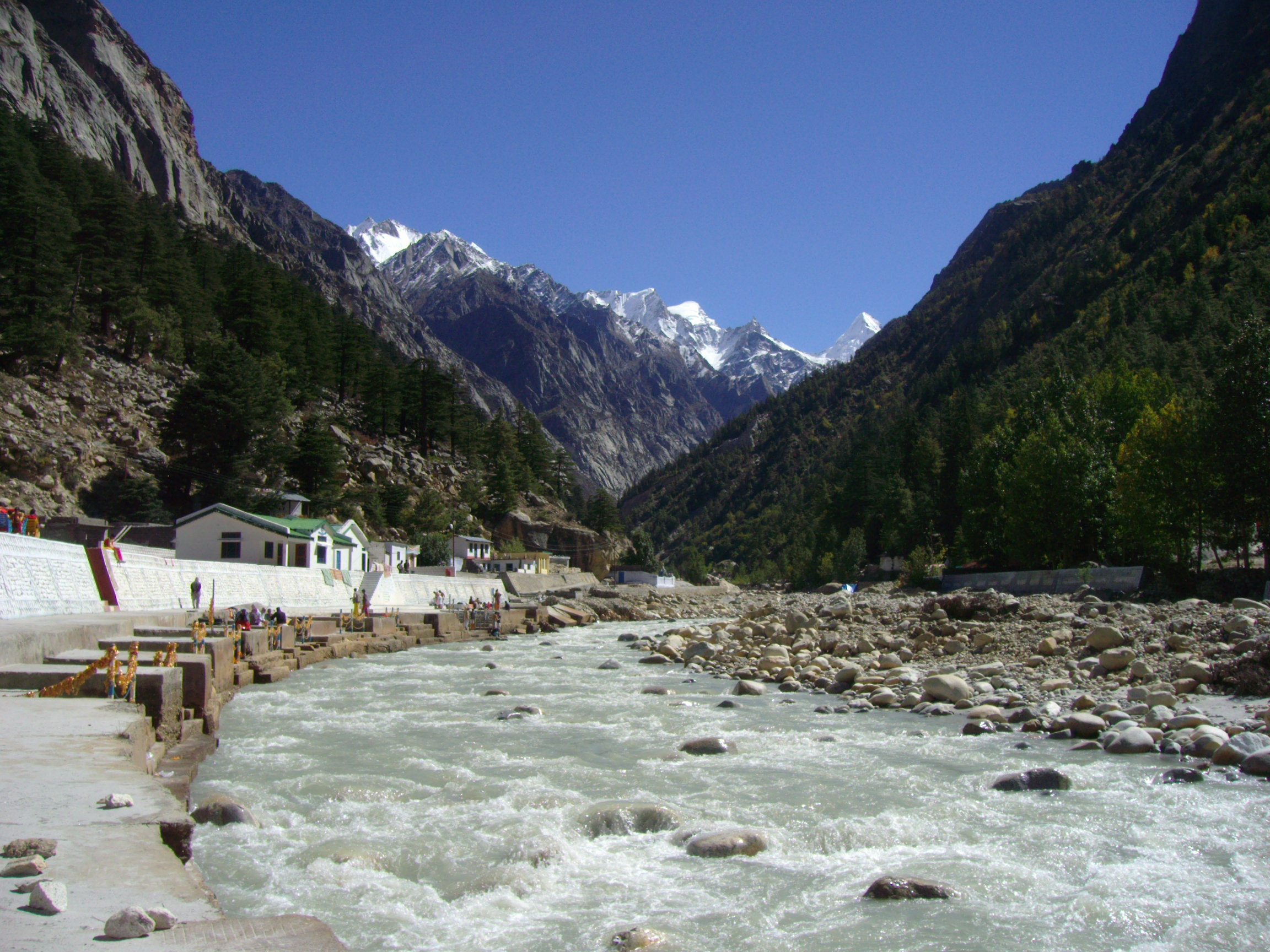
El río Bhagirathi en el glaciar Gangotri.

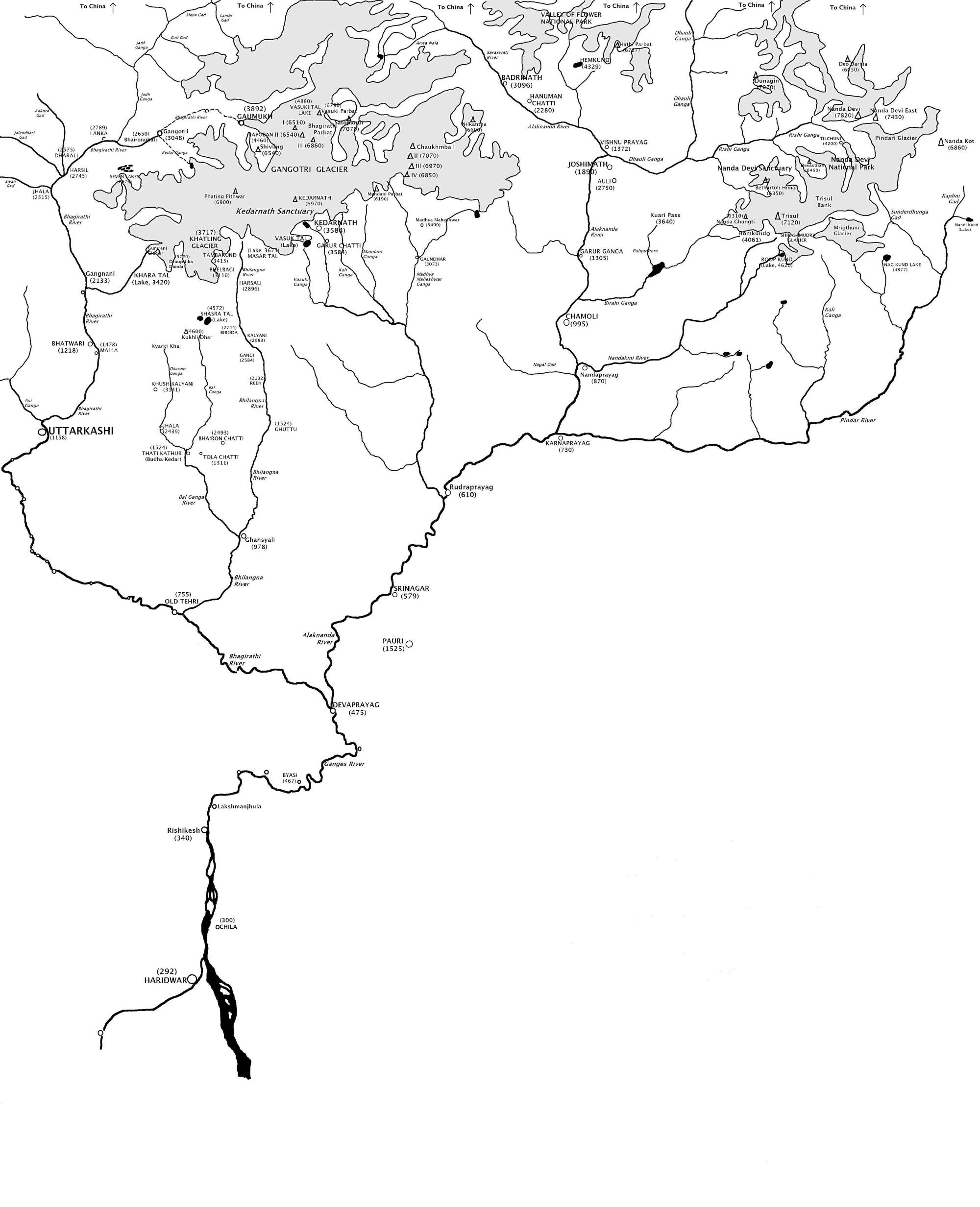
Las cabeceras en el Himalaya del Ganges, en la región Garhwal de Uttarakhand. Las corrientes de cabeza y los ríos están rotulados en cursiva; las alturas de las montañas, lagos y pueblos se muestran entre paréntesis en metros.

Su curso principal comienza en la confluencia de los ríos Bhaguirati y Alaknanda en la ciudad de Devprayag en la división de Garhwal del estado indio de Uttarakhand. En la cultura y la mitología hindú, se considera que el Bhagirathi es la fuente del Ganges, aunque el Alaknanda es más largo, y, por lo tanto, hidrológicamente, es la verdadera fuente.
Las cabeceras del Alakananda, localizadas en el parque nacional de Nanda Devi (1982, Patrimonio de la Humanidad desde 1989), están formadas por la nieve derretida de picos como el Nanda Devi, el Trisul y el Kamet. El Bhagirathi nace al pie del glaciar Gangotri, en Gomukh, a una altitud de 3892 m, siendo mitológicamente denominado como el que reside en los mechones de Shiva, simbólicamente Tapovan, un prado de belleza etérea a los pies del monte Shivling, a solo 5 km de distancia.
Aunque son muchas las pequeñas corrientes que alimentan las cabeceras del Ganges, se consideran sagradas las seis más largas —los ríos Alaknanda, Dhauliganga, Nandakini, Pindar, Mandakini y Bhagirathi— y sus cinco confluencias, conocidas como Panch Prayag (lit., 'cinco confluencias'), todas en el curso del Alaknanda. Son, en orden descendente, Vishnuprayag (a 1372 m s. n. m., donde se une al Alaknanda el Dhauliganga), Nandprayag (a 870 m, donde se une el Nandakini, una pequeña localidad que contaba con 1433 hab. en 2001), Karnaprayag (a 730 m, donde se une el Pindar, y que contaba con 6976 hab. en 2001), Rudraprayag (a 610 m, donde se une el Mandakini, con 19 313 hab. en 2011) y finalmente, Devprayag (a 475 m, donde el Bhagirathi se une al Alaknanda para formar el propio río Ganges), una localidad con 12 144 hab. en 2001, y un importante lugar de peregrinación.

Las cinco confluencias
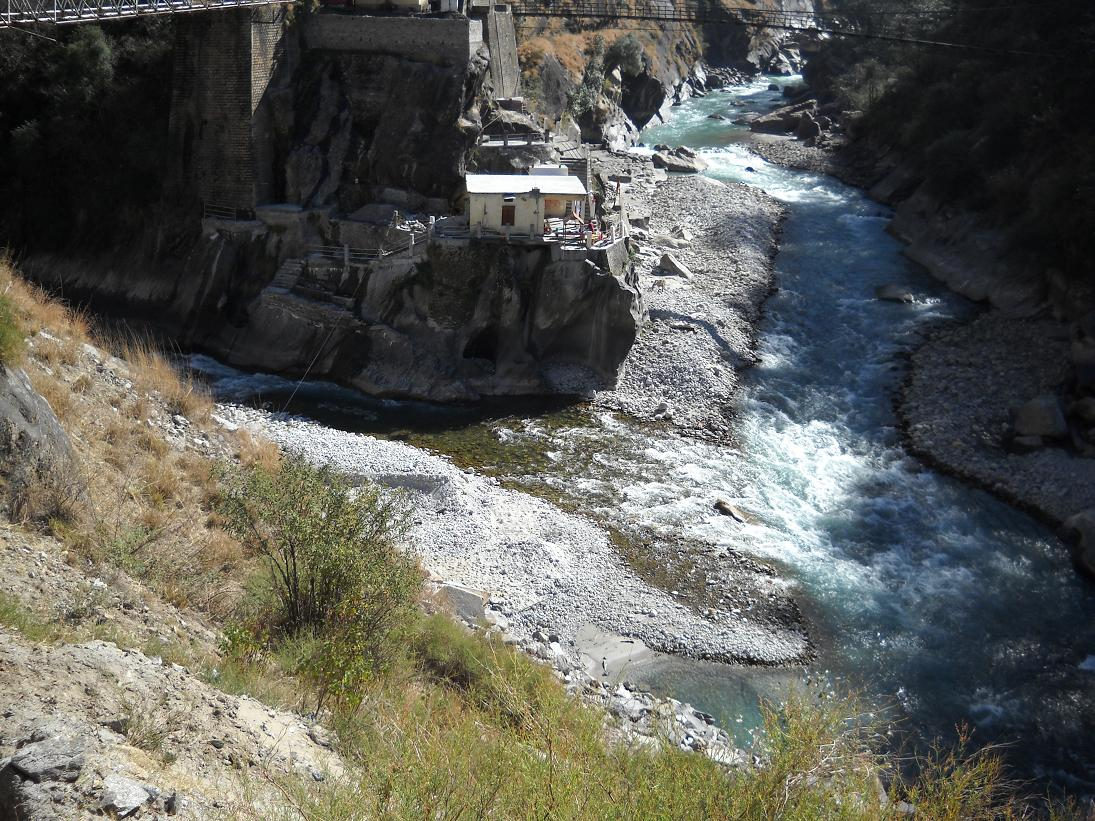
Vishnuprayag (donde el Dhauliganga se une al Alaknanda)
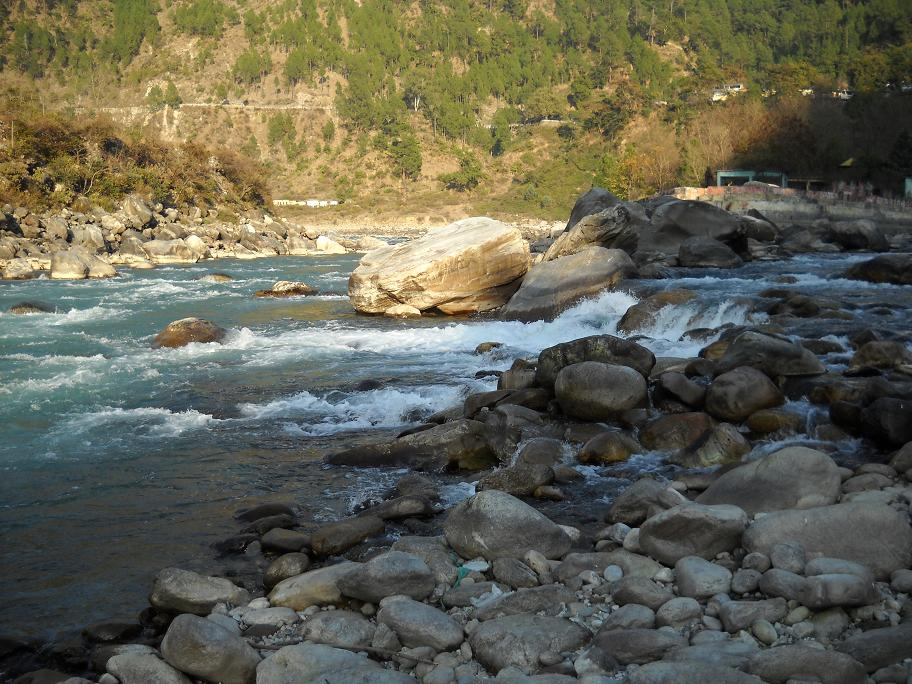
Nandprayag (donde se une el Nandakini)
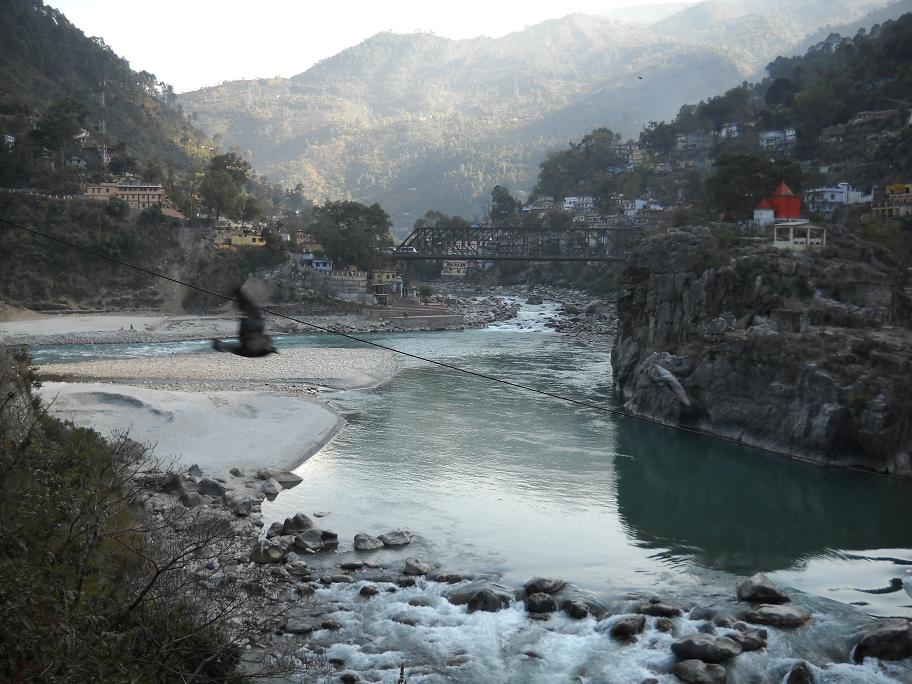
Karnaprayag, donde se une el Pindar
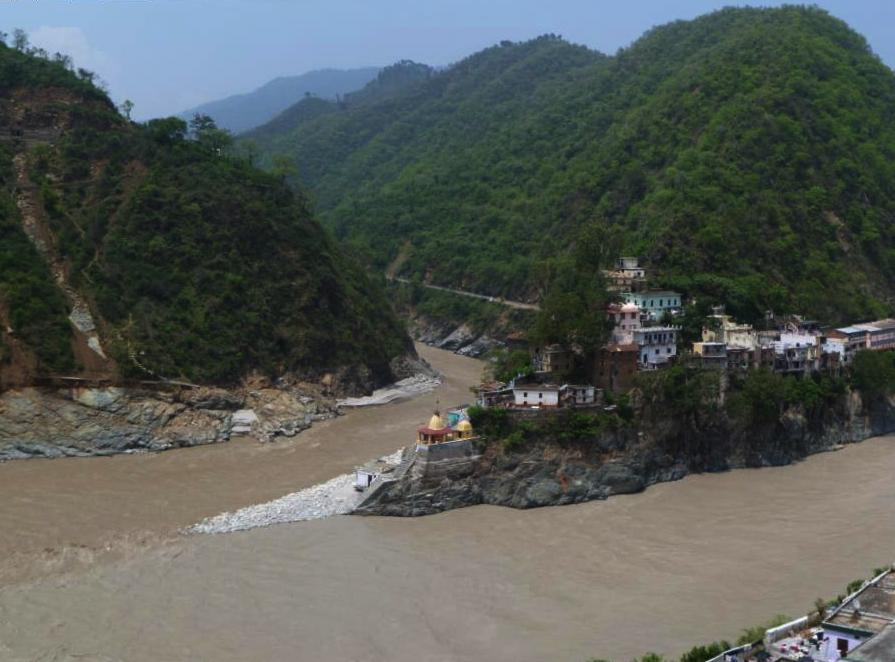
Rudraprayag (donde se une el Mandakini)
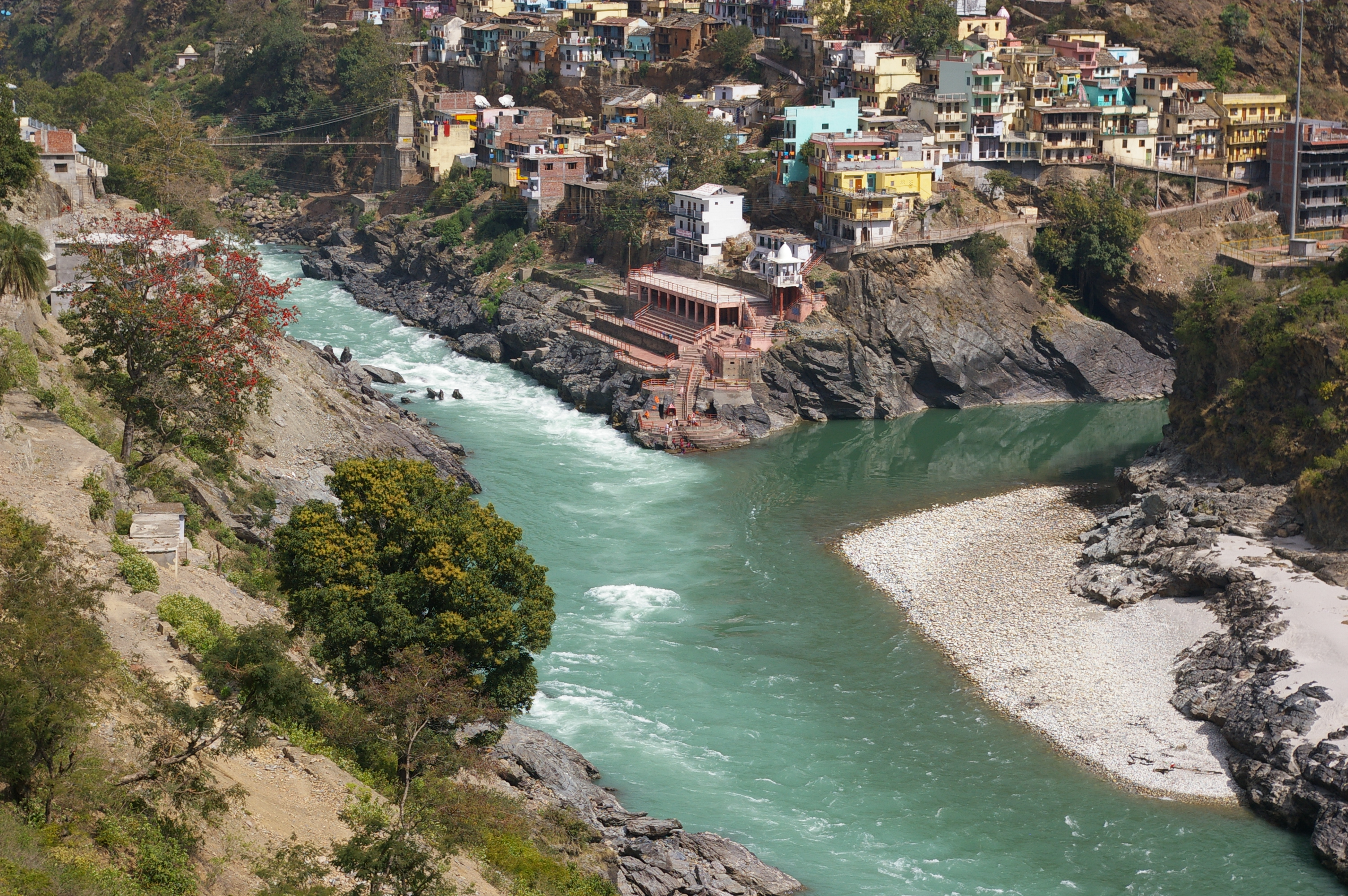
Devprayag, donde el Bhagirathi se une al Alaknanda, para formar el propio Ganges

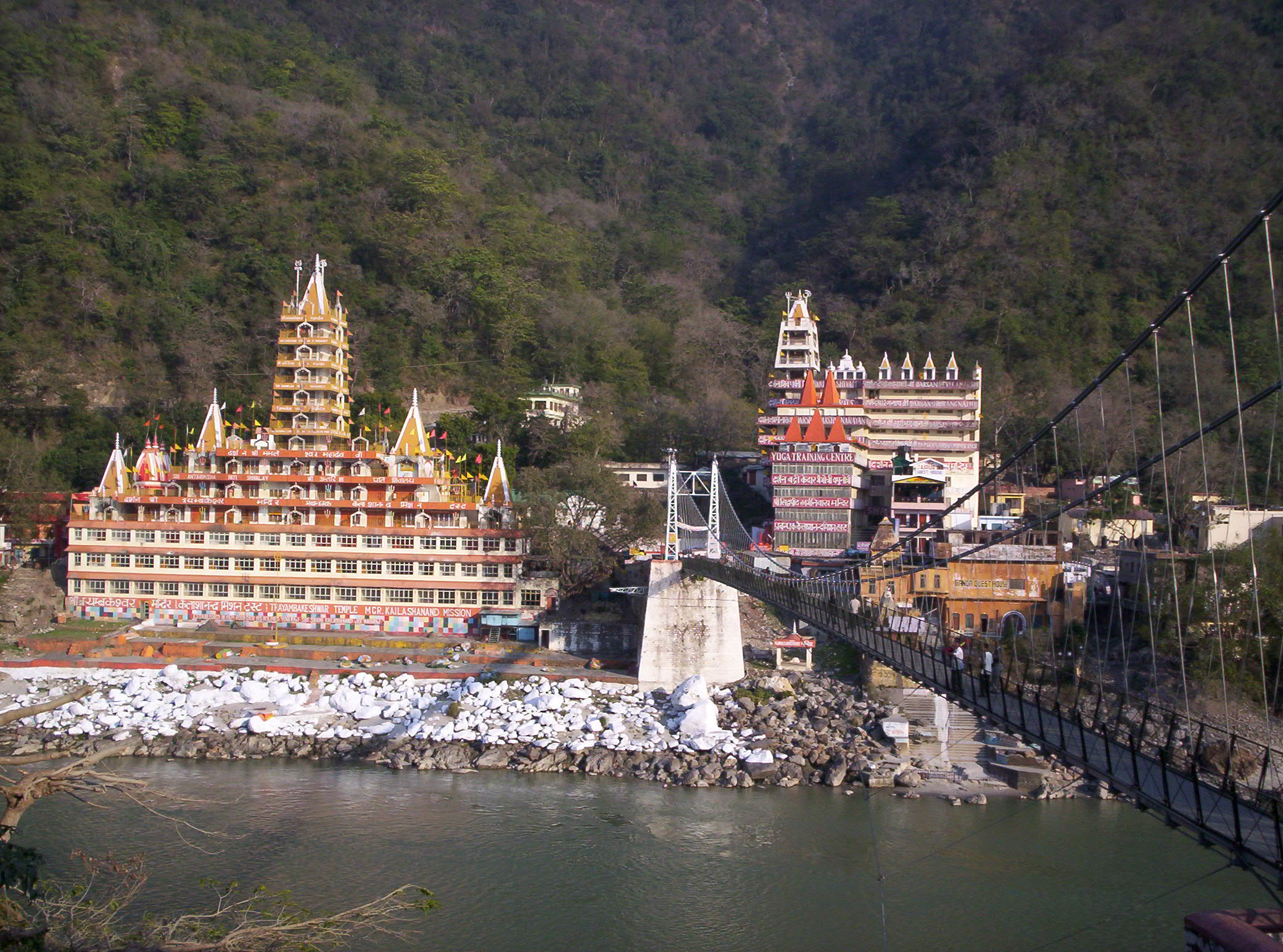
Vista de Rishikesh a través del puente Laxman Jhula.

Después de recorrer 250 km a través de su estrecho valle en el Himalaya desde las cabeceras, el Ganges emerge de las montañas en Rishikesh, ciudad santa y de peregrinación, considerada la «Puerta a los Himalayas Garhwal» y la «capital mundial del Yoga».

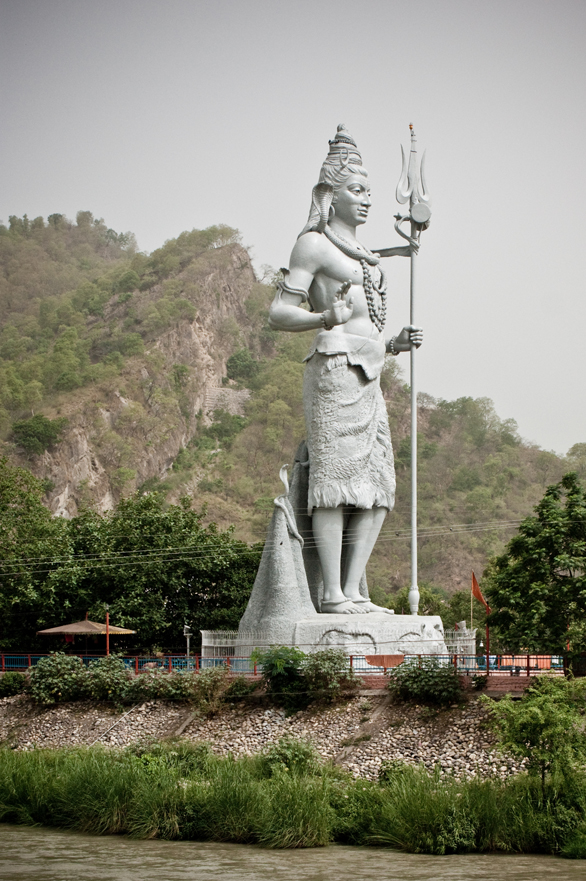
Estatua de Shiva en Har-ki-Pauri, Haridwar

Luego se adentra en la llanura gangética y a poco más de 10 km al sur alcanza otra ciudad santa de peregrinación, Haridwar donde en la tradición hindú la diosa Ganga apareció cuando Shiva liberó el poderoso río de los mechones de su cabello. Haridwar es considerada como uno de los siete lugares más sagrados (Sapta Puri) para los hindúes. Según el mito del Samudra manthan,[cita requerida] es —junto con otros cuatro sitios, Ujjain, Nashik y Prayagraj — donde las gotas de Amrit, el elixir de la inmortalidad, se derramaron accidentalmente desde la jarra mientras era transportada por el ave celeste Garuda. Brahma Kund, el lugar donde cayó Amrit, se encuentra en Har ki Pauri (literalmente, 'pasos del Señor') y se considera el ghat más sagrado de Haridwar.
Esto se manifiesta en el peregrinaje del Kumbha Mela, que se celebra cada 12 años, cuando millones de peregrinos, devotos y turistas se congregan en la ciudad para realizar un baño ritual en el Ganges para lavar sus pecados y alcanzar el moksha. Haridwar también es el centro de otra peregrinación, la de Kanwar, en la que millones de participantes recogen agua sagrada y la llevan a cientos de kilómetros para ofrecer en los santuarios de Śiva. En septiembre de 2015, el ministro de turismo de la Unión, Mahesh Sharma, anunció que Rishikesh y Haridwar serán las primeras ciudades en India que recibiran el título de «ciudades gemelas con patrimonio nacional».
En Haridwar, una presa, situada a unos 300 m s. n. m., desvía parte de las aguas del río hacia el canal del Ganges, construido por los británicos entre 1842 y 1854 que irriga la región del Doab de Uttar Pradesh. El Ganges, cuyo curso se encaminaba más o menos hacia el sudoeste hasta ese punto, comienza a virar hacia el sureste para describir un amplio arco de unos 800 km a través de las llanuras del norte de India, que por él se llama llanura gangética, una planicie con poco desnivel y en la que recibe numerosos y largos afluentes. Poco después de entrar en la llanura, abandona el estado de Uttarakhand y se adentra en Uttar Pradesh, por su extremo noroccidental.

#### En Uttar Pradesh

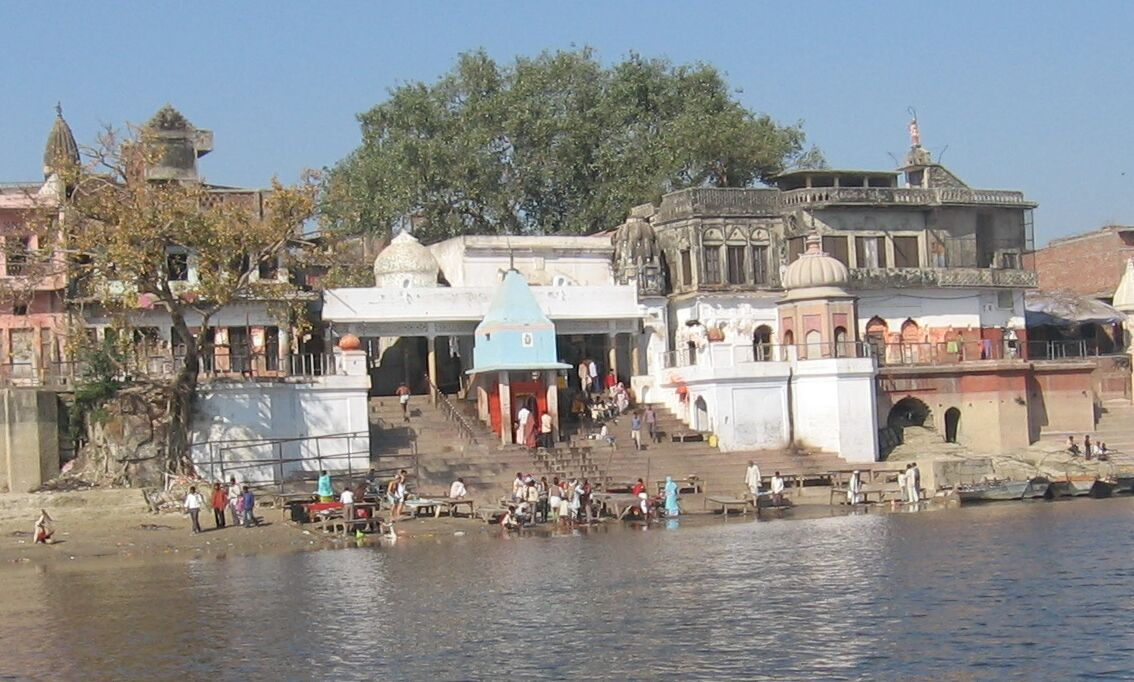
Ghat en Bithoor

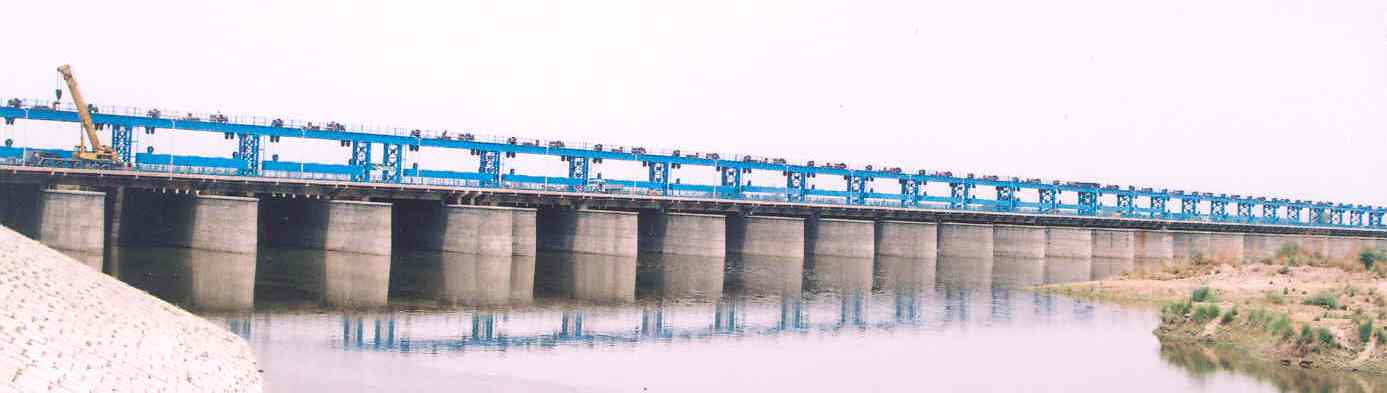
La presa del Ganges, a la entrada de la ciudad de Kanpur

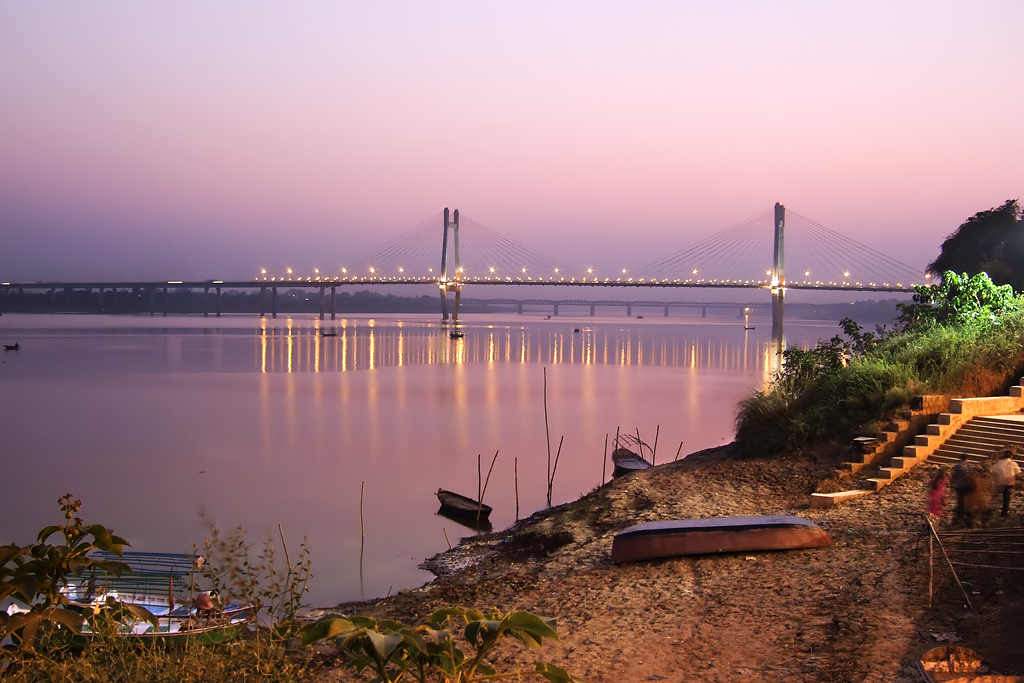
El Nuevo puente Yamuna, conectando Naini y Prayagraj, durante la temporada de lluvias

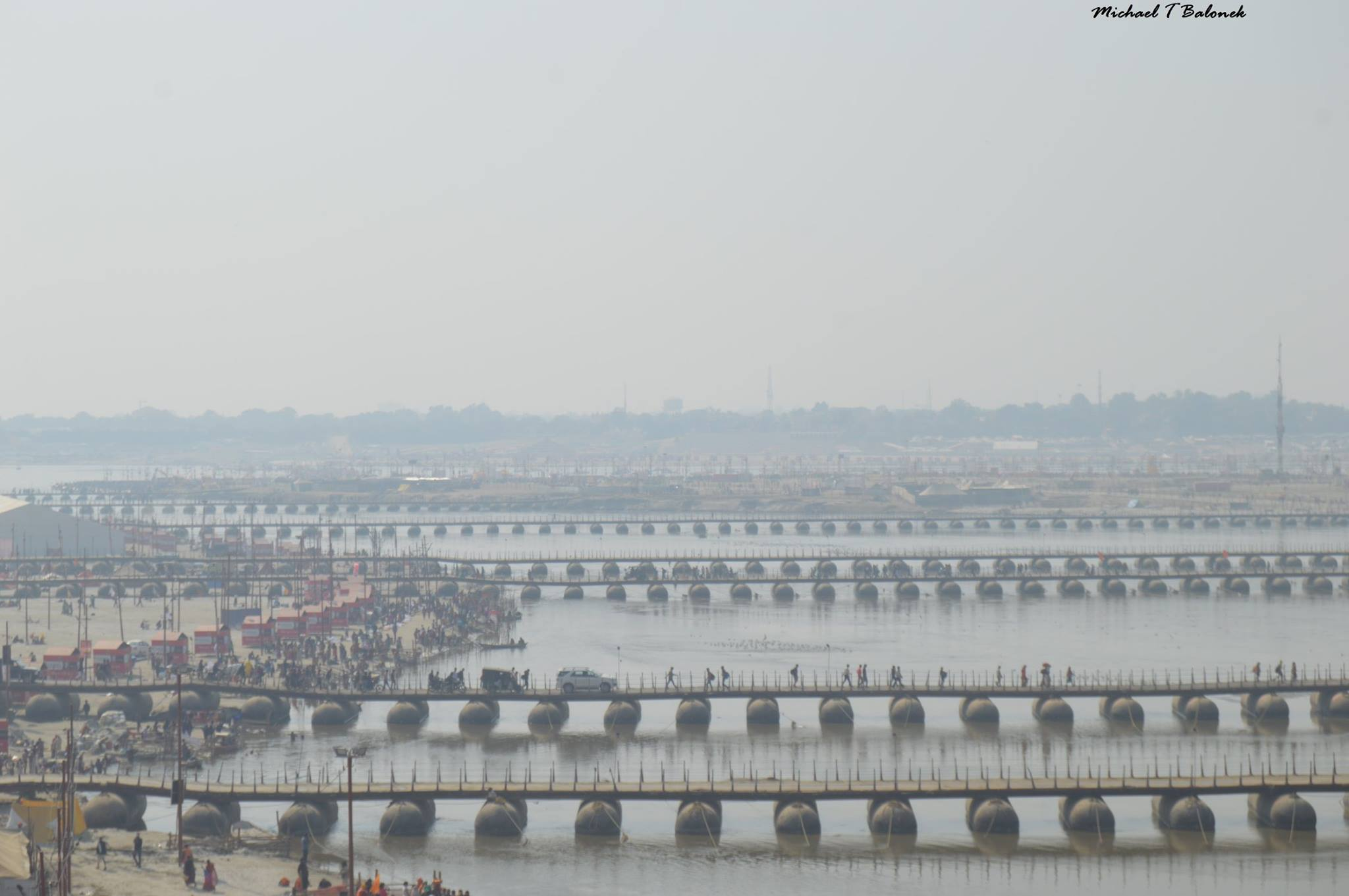
Kumbh Mela en 2019, vista desde el puente Shastri n.º 2

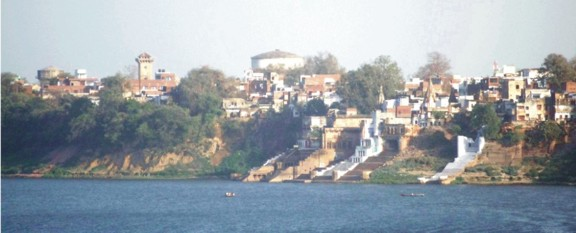
En Mirzapur

Pasa por las ciudades de Bijnor (93 297 hab. en 2011), Anupshahar, Narora 22 775 hab., Kachhla y Kannauj (84 862 hab.), la antigua capital imperial de la dinastía Pushyabhuti a finales del siglo VII). Kannauj es famosa por la destilación de esencias y perfumes, y se la conoce como la «capital del perfume de la India» y es famosa por su tradicional perfume Kannauj, una entidad protegida por el gobierno. Esta industria se ve amenazada por el auge de los perfumes elaborados con productos químicos, en lugar de usar attar, elaborado a partir de los pétalos de las flores cultivadas en esta zona.
Sigue luego el Ganges su avance en dirección suroeste por Farrujābād (275 754 hab.), una de las ciudades más destacadas por el bordado zardozi y el tejido zari —tipo de bordado con hilo metálico tradicionalmente hecho de oro o plata—, una artesanía fue introducida por los afganos en el siglo XII.
Recibe después, por la margen izquierda y llegando desde el Himalaya, al río Rāmgangā, un largo afluente de 560 km y una cuenca de 30 641 km² que le aporta un caudal anual medio de unos 500 m³/s. Luego pasa por Bithoor (una ciudad de peregrinación hindú, que sería el lugar de nacimiento de los hijos de Rama, Luv y Kush).  
Justo antes de entrar en Kanpur está embalsado mediante la presa del Ganges, una presa de 621 m de longitud inaugurada en 2000 que quiere cambiar la fisonomía de la ciudad disponiendo un jardín botánico y acondicionando el cauce canalizado a su paso por la ciudad. Janpur, en la ribera meridional, es la ciudad más poblada a orillas del Ganges. Con 2 920 496 hab. en 2011, era la ciudad urbana más populosa de Uttar Pradesh  y con más cuatro millones y medio (4 581 268 hab. era la 8.ª área metropolitana del país. Iimportante centro industrial y comercial, famosa por sus industrias del cuero y textiles, es la primera fábrica de lana de la India, comúnmente conocida como «Lal Imli» (que literalmente significa 'Tamarindo rojo', por una marca producida por la antigua fábrica de la British India Corporation establecida aquí en 1876. También se le apodaba la «Manchester del Este».  Hoy es famosa por su arquitectura colonial, sus jardines, sus dulces, su dialecto y sus productos de cuero, plástico y textiles de alta calidad que se exportan principalmente a Occidente.
Al salir de Kanpur pasa frente a una de sus ciudades suburbiales, Jajmau, un importante centro industrial que tiene las mayores empresas de la piel y donde está el aeropuerto de Kanpur.
Pasa por la ciudad sagrada de Prayag, ahora Prayagraj (1 168 385 hab.), en una confluencia sagrada para el hinduismo en la que cada doce años se celebra el Kumbhamela. El principal ghat en Prayagraj es el Ghat de Saraswati, a orillas del Yamuna. Tiene escaleras que descienden al agua verde del Yamuna por tres lados. Encima hay un parque que siempre está cubierto de césped verde. Posee instalaciones para pasear en bote y hay rutas para llegar al Triveni Sangam en barco. Aparte de este, hay más de 100 ghats en Prayagraj. A principios del siglo XX, Prayagraj, entonces perteneciente al Imperio británico, la ciudad era célebre por su universidad, conocida como la «Oxford del Este».
Nada más dejar atrás Prayag, el Ganges se une después al río Yamuna en la Triveni Sangam —'lugar donde se unen tres ríos', encuentro del Ganges, Yamuna y el invisible Saraswati, que según las leyendas hindúes, brota del subsuelo.— una confluencia en la que el Yamuna es más caudaloso que el propio Ganges, contribuyendo aproximadamente con 2950 m³/s, aproximadamente el 58.5 % del caudal combinado. En frente de la confluencia, al otro lado del Ganges, está la ciudad de Jhusi (33 901 hab-) y al otro lado del Yamuna, la ciudad industrial de Naini, comunicada a través del viejo puente y del nuevo puente..
Sigue el Ganges hacia el este y se encuentra con el río Tamsa (también llamado Tons o Tauns), que le aborda por el sur llegando desde la cordillera de Kaimur y contribuye con un caudal medio de unos 190 m³/s. Continua por la pequeña localidad de Sirsa (12 686 hab.) —donde hay una central eléctrica de la NTPC Limited—, Chunar (37 185 hab.) y Mirzapur (234 871 hab.), última ciudad de importancia antes de llegar a Benarés (Varanasi). Mirzapur es conocida por sus industrias de alfombras y objetos de latón, y por la tradición musical del kajari y el birha. Como curiosidad, la hora estándar de la India se calcula desde la torre del reloj de Mirzapur, con una precisión casi exacta de 4 minutos angulares, en la longitud de referencia de la hora estándar de la India, a 82°30′ E.

El Ganges en Uttar Pradesh, antes de Benarés
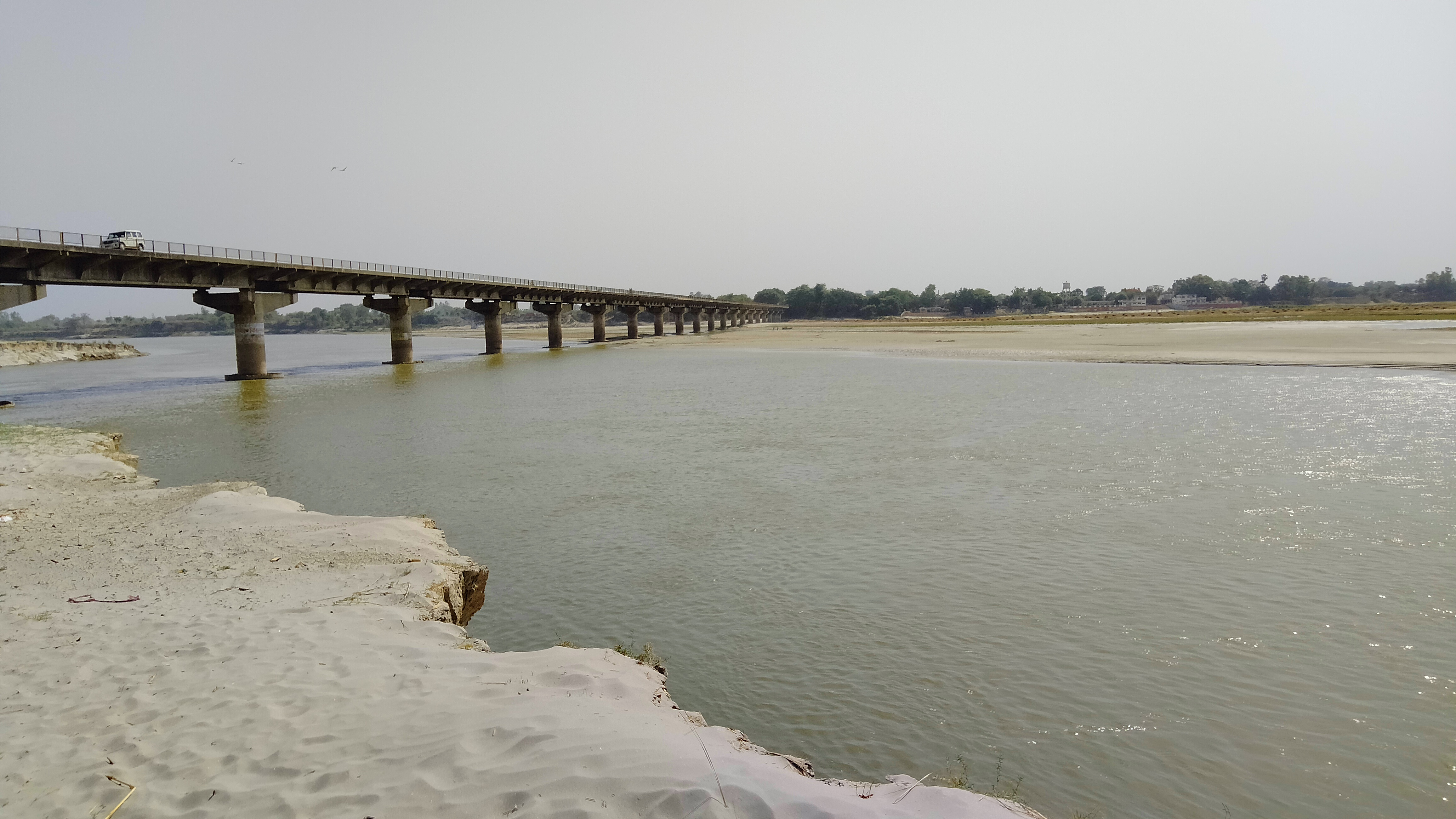
Mehndi Ghat, en Kannauj
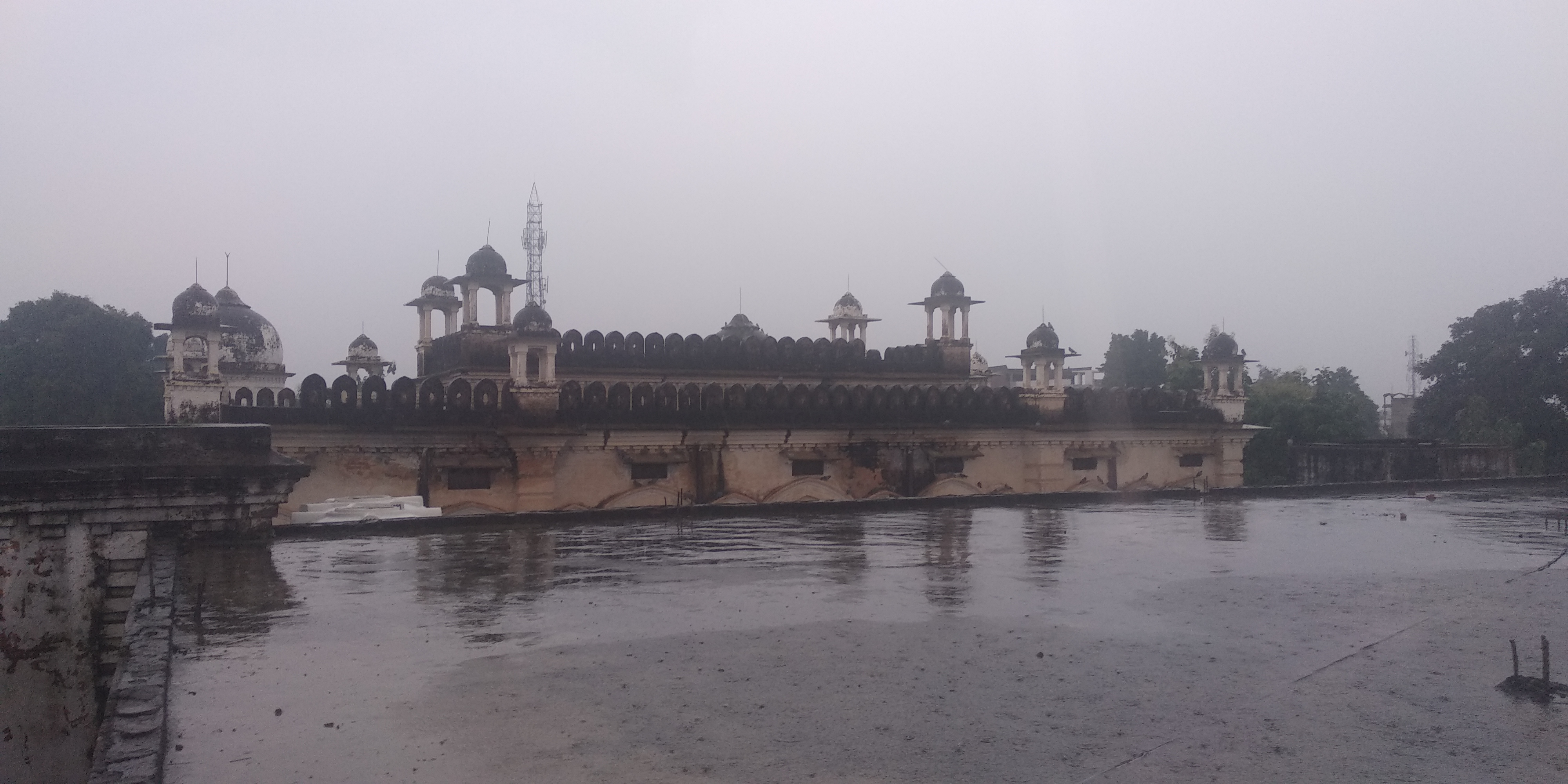
El antiguo palacio del rey de Kannauj
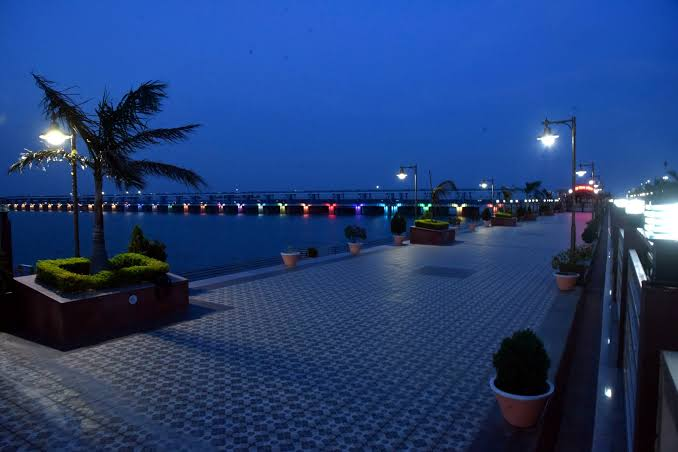
Viista del puente sobre el Ganges en Kanpur
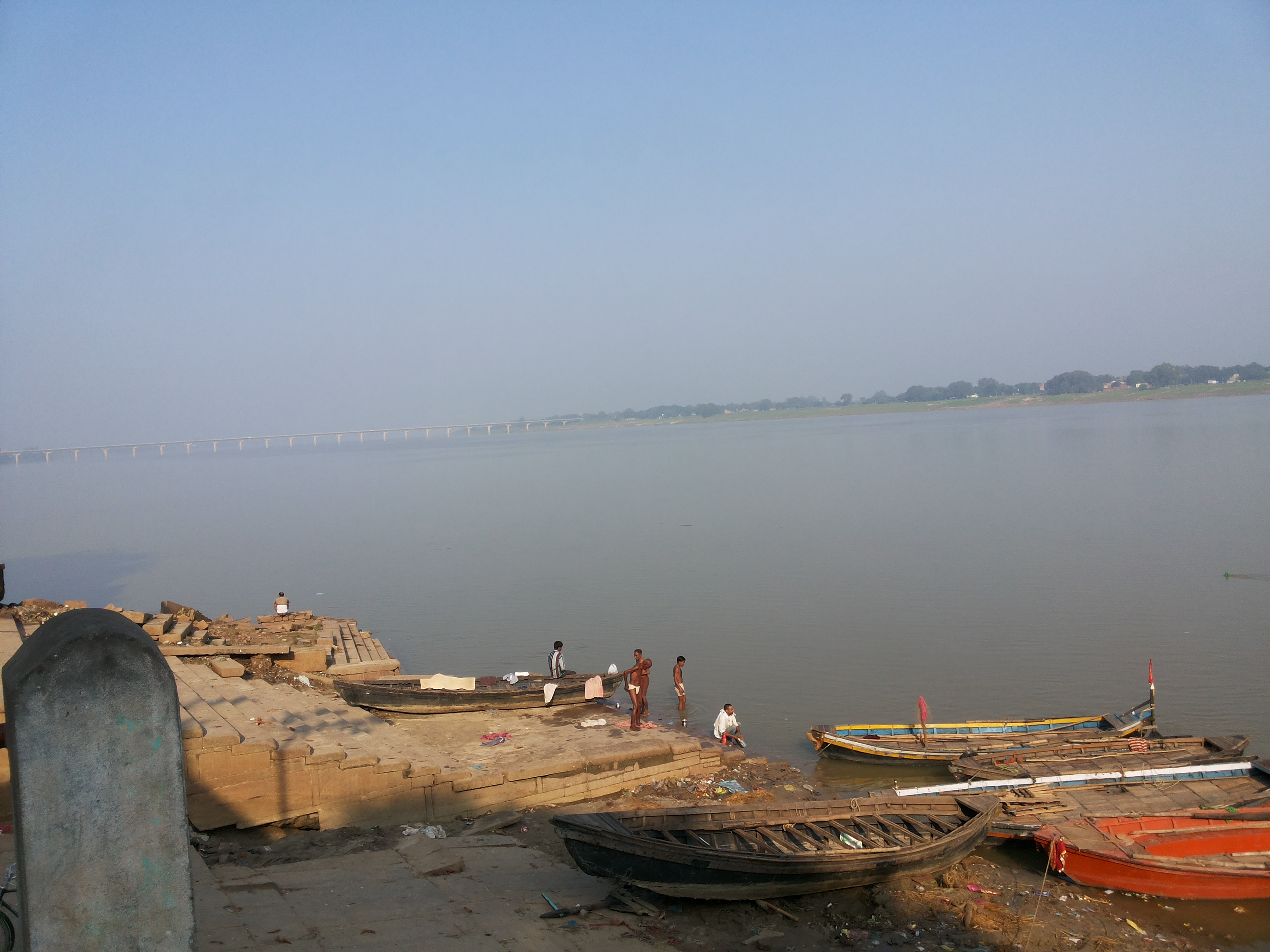
Nar ghat en Mirzapur, con un Ganges y muy ancho

La ciudad de Benarés tiene 88 ghats de renombre mundial, la mayoría de ellos para el baño y la ceremonia puja, y solo dos se usan exclusivamente como sitios de cremación. Los extensos tramos de ghats, graderías con enlosados de piedra donde los peregrinos realizan abluciones rituales, realzan la orilla del río con una gran cantidad de santuarios, templos y palacios construidos al borde del agua.
La mayoría de los ghats fueron reconstruidos después de 1700, cuando la ciudad era parte del Imperio maratha. (fueron patrocinados por marathas (scindias), holkares, bhonslees y peshwas). Muchos ghats están asociados con leyendas o mitologías, mientras que otros muchos son de propiedad privada. Una atracción popular entre los visitantes de la ciudad es un paseo en barco por la mañana en el Ganges a través de los ghats, siendo los más afamados Dashashwamedh, Manikarnika y Panchganga.

El Ganges en Benarés
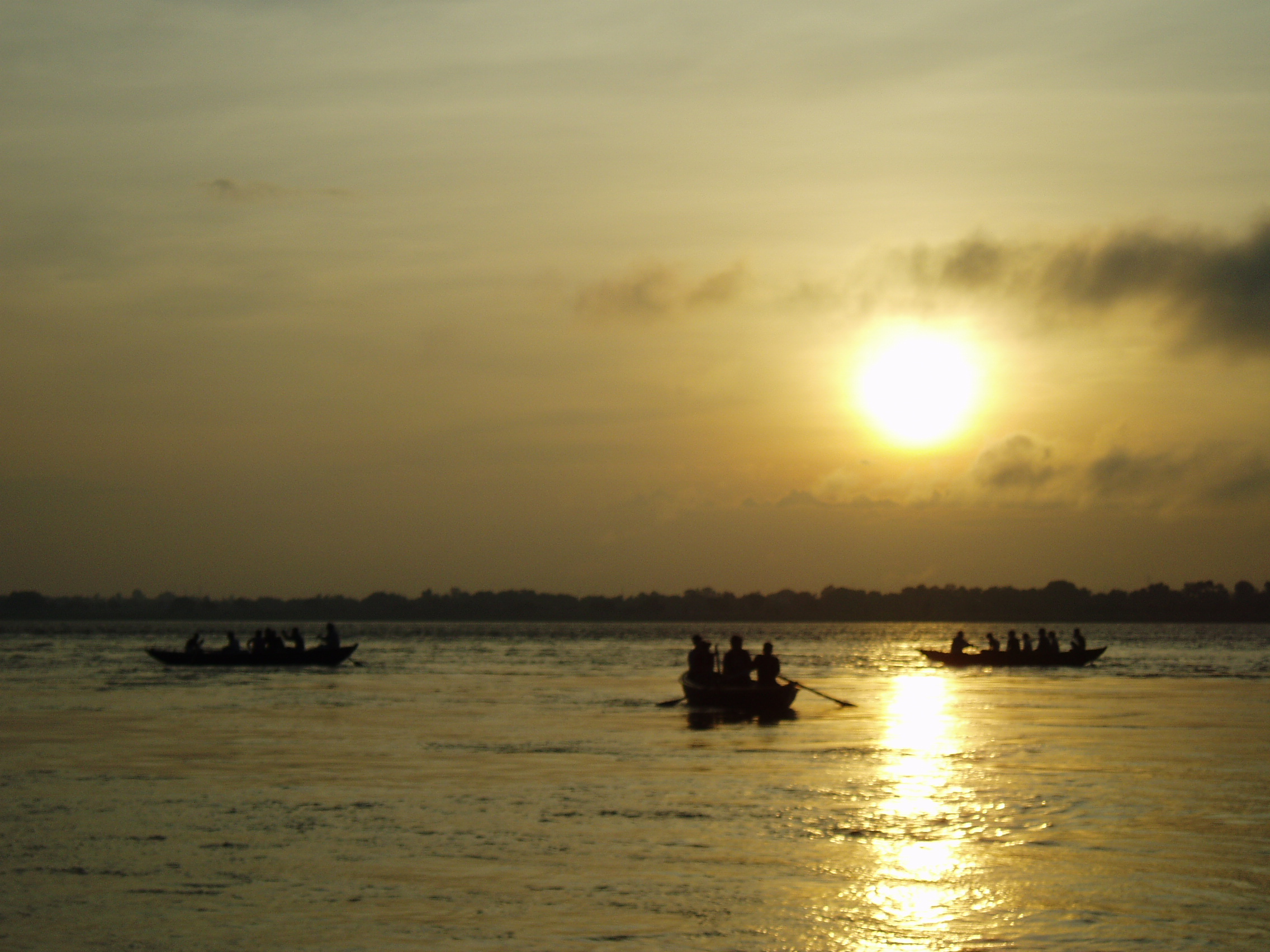
Amanecer en el Ganges cerca de Benarés
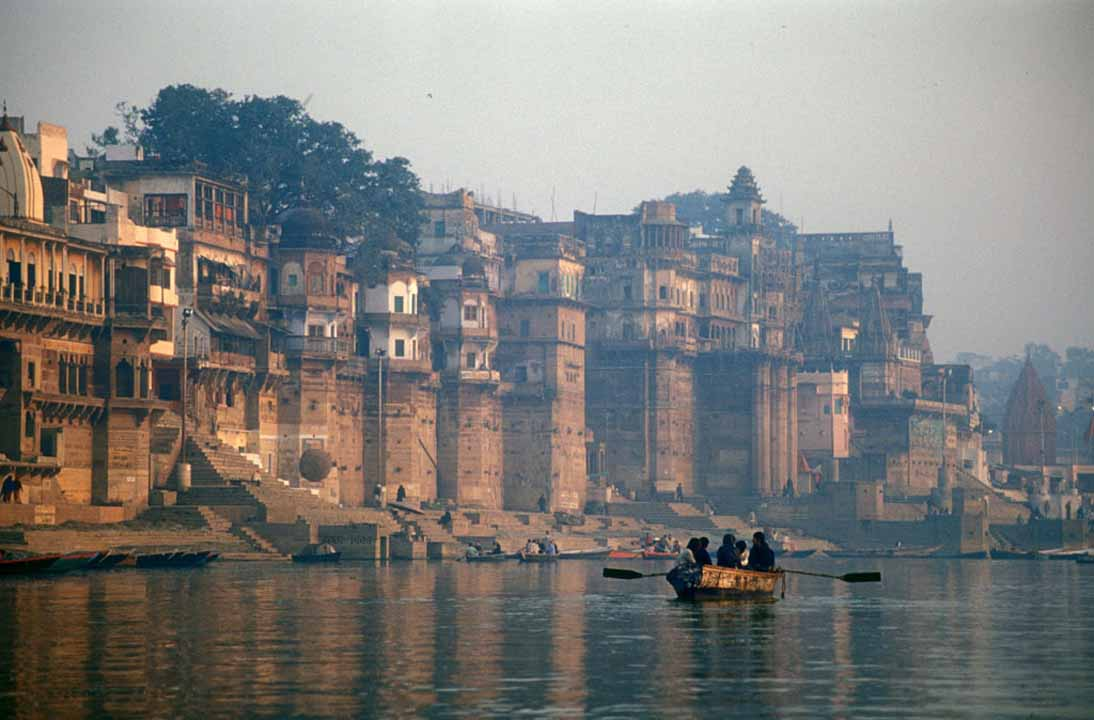
El Ganges a su paso por Benarés
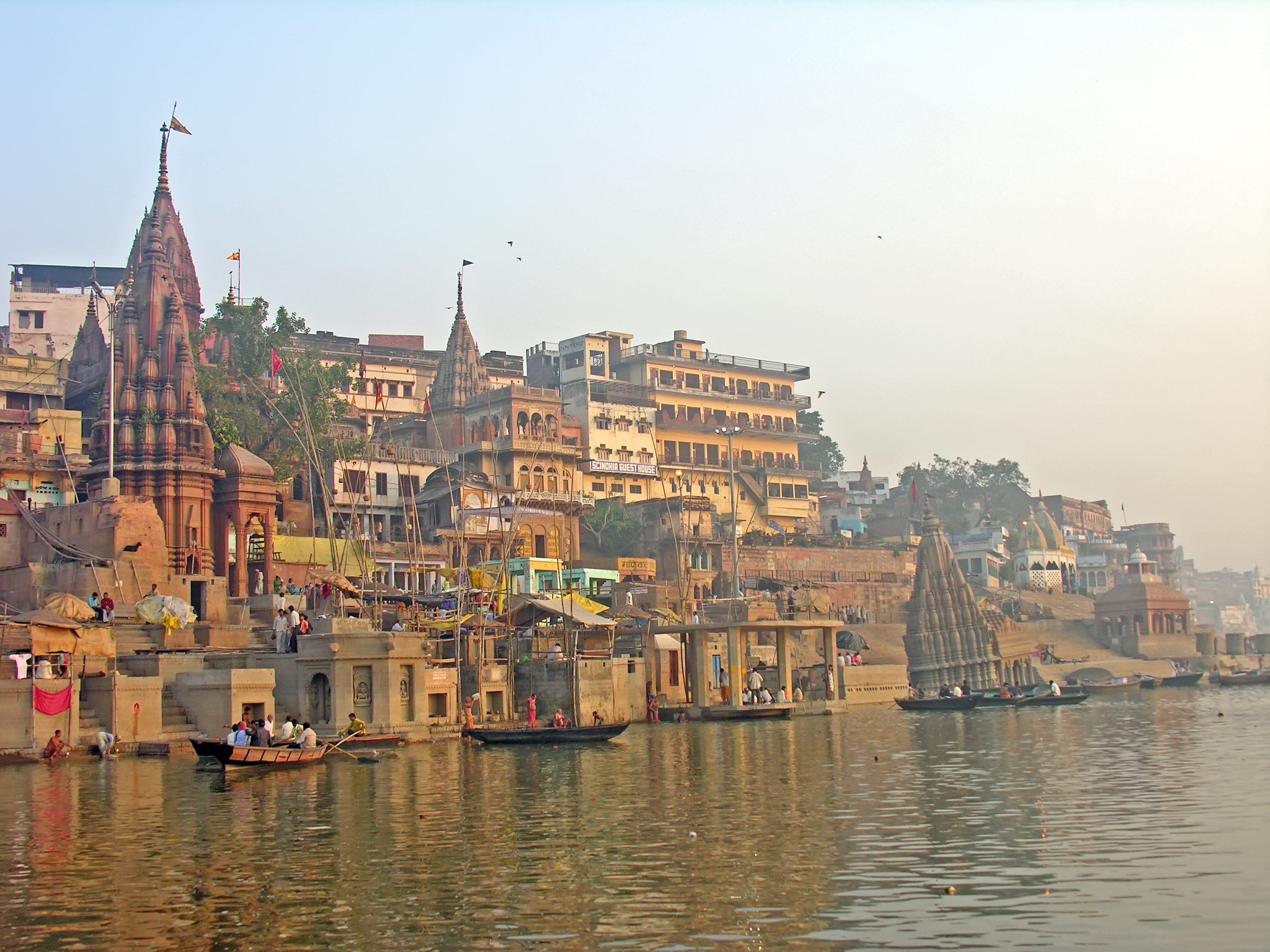
Templos hindúes tras el Manikarnika Ghat
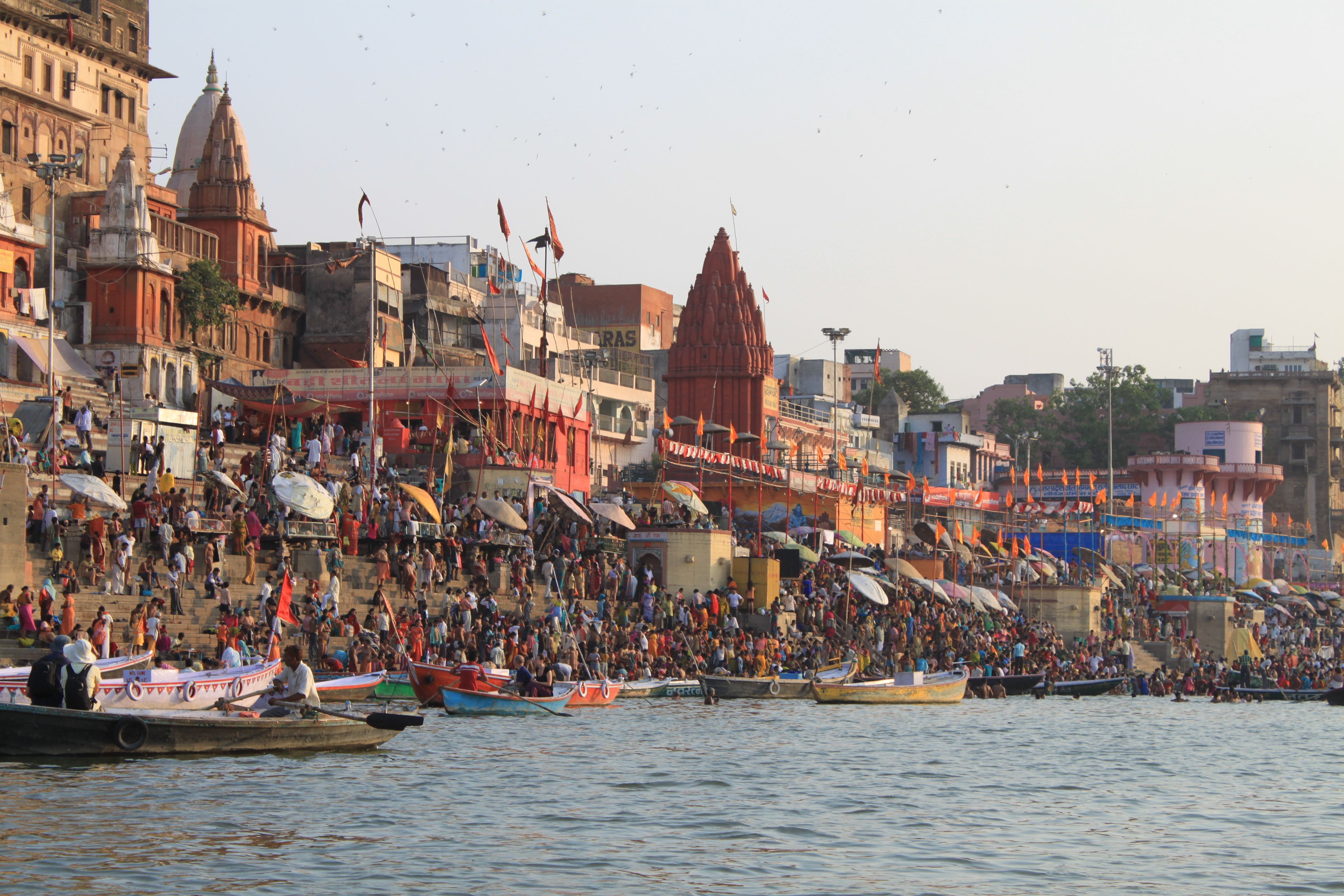
Ceremonia al amanecer

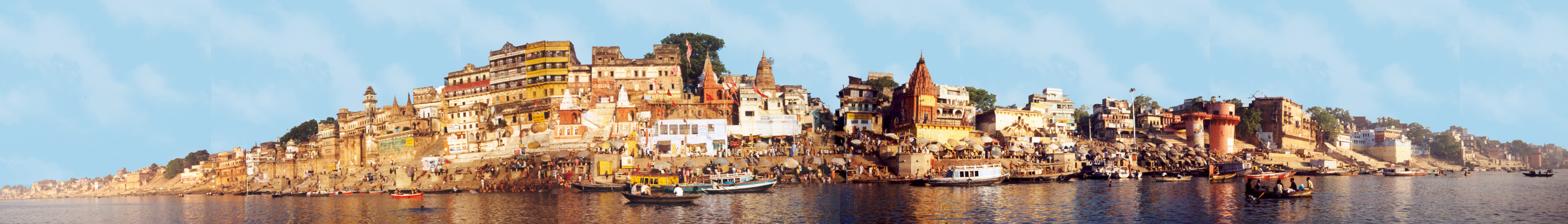
Ribera del Ganges en Benarés con los muchos ghats

Al poco de salir de Benarés, el Ganges recibe al río Gomti, que llega desde el norte desde el Himalaya, y aporta un caudal anual medio de 234 m³/s,antes de alcanzar la pequeña localidad de Saidpur. Continua su lento avance y el río pasa por Zamania (33 243 hab.)—lugar sagrado ya que el Ganges fluye hacia el Norte— y llega a Ghazipur (121 020 hab.), bien conocida por su fábrica de opio, establecida por la British East India Company en 1820 y que sigue siendo la fábrica legal de opio más grande del mundo, produciendo el medicamento para la industria farmacéutica mundial. Tras recorrer unos 40 km alcanza la pequeña localidad de Chausa (9011 hab.), donde recibe por la derecha al corto río Karmanasa (192 km y 11 709 km² de cuenca) en cuya confluencia comienza un tramo en que el Ganges será frontera estatal entre Uttar Pradesh, al oeste, y Bihar, al este. En Chausa tuvo lugar una notable batalla entre el emperador mogol, Humayun y el afgano, Sher Shah Suri. Se peleó el 26 de junio de 1539 y Sher Shah salió victorioso y se coronó a sí mismo como Farīd al-Dīn Shēr Shah.

#### Tramo fronterizo Uttar Pradesh-Bihar
Al comenzar el tramo fronterizo, el Ganges pasa frente a Buxar a Ballia y después llega a la ciudad de Chhapra (222 036 hab.), en Bihar, en la confluencia con el río Ghaghara, que llega desde el oeste y también fluye desde los Himalayas de Nepal, con un caudal medio anual de 2990 m³/s, el más caudaloso de sus afluentes. Chhapra creció en importancia como mercado fluvial en el siglo XVIII cuando neerlandeses, franceses, portugueses e ingleses establecieron refinerías de salitre en el área.
Finalmente se interna en el estado de Bihar.

#### En Bihar

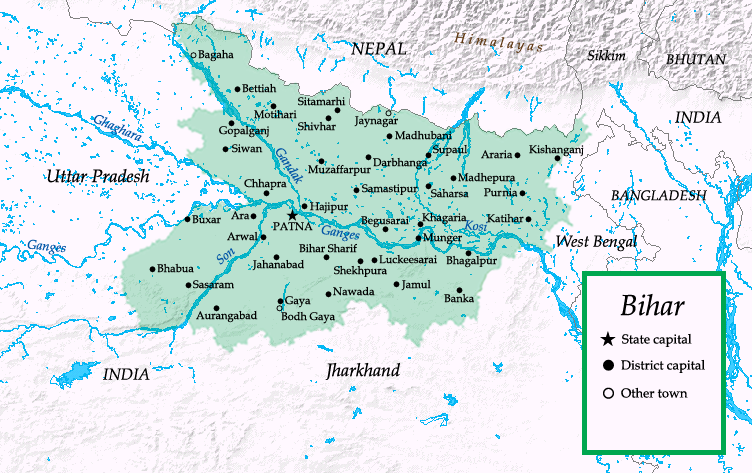
El Ganges atraviesa de oeste a este el estado de Bihar por su parte central, recibiendo a los ríos Ghagara, Son, Gandak, y Kosi

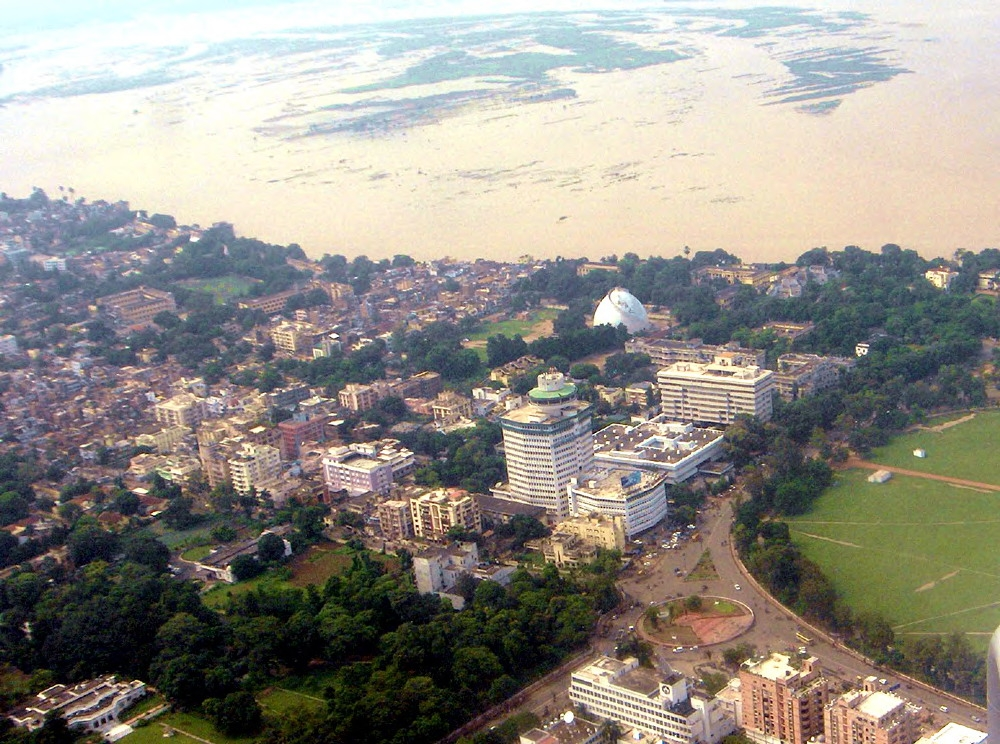
Vista aérea de Patna, la capital de Bihar, con el Ganges al fondo

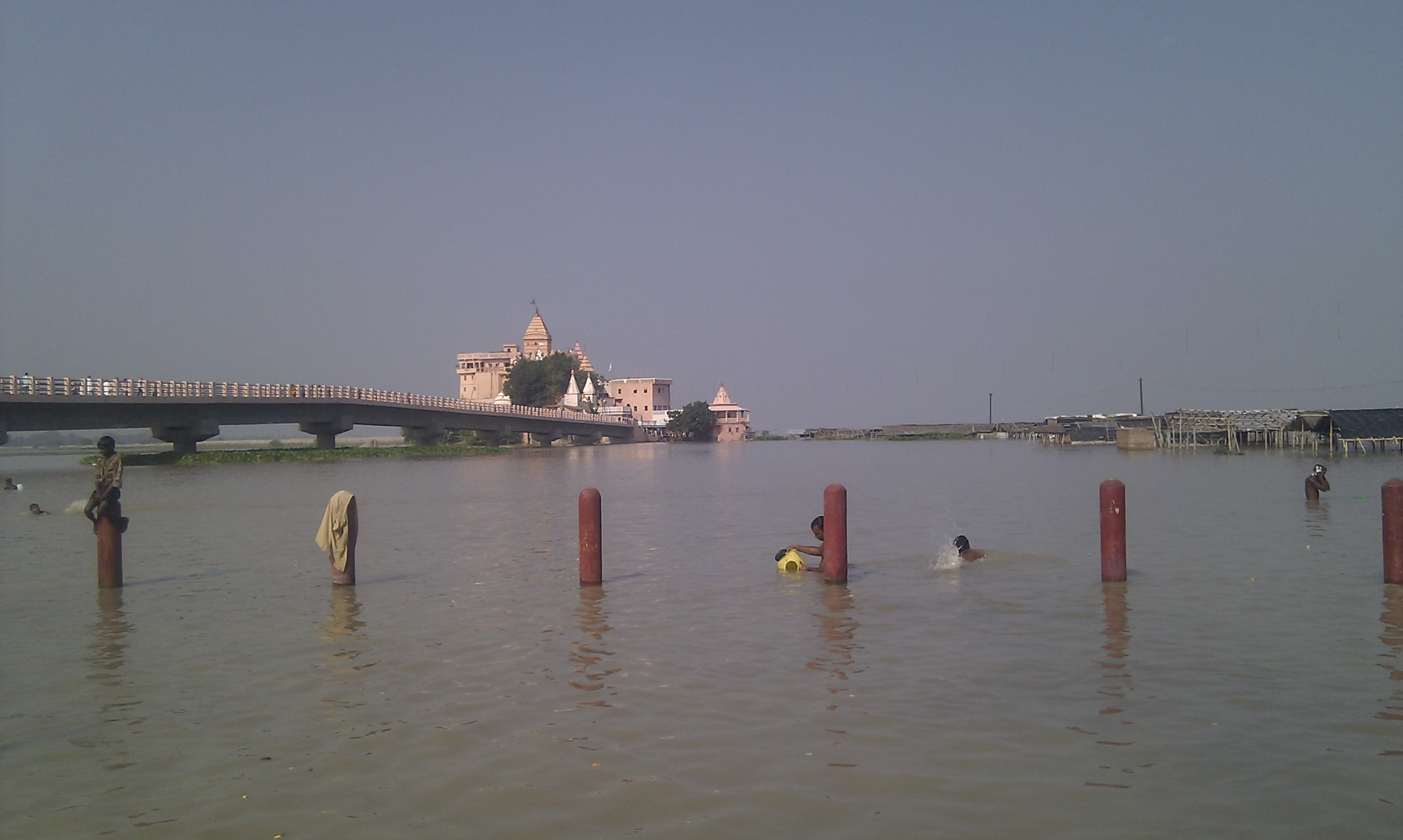
El templo de Ajgaibi Nath, cerca de Bhagalpur

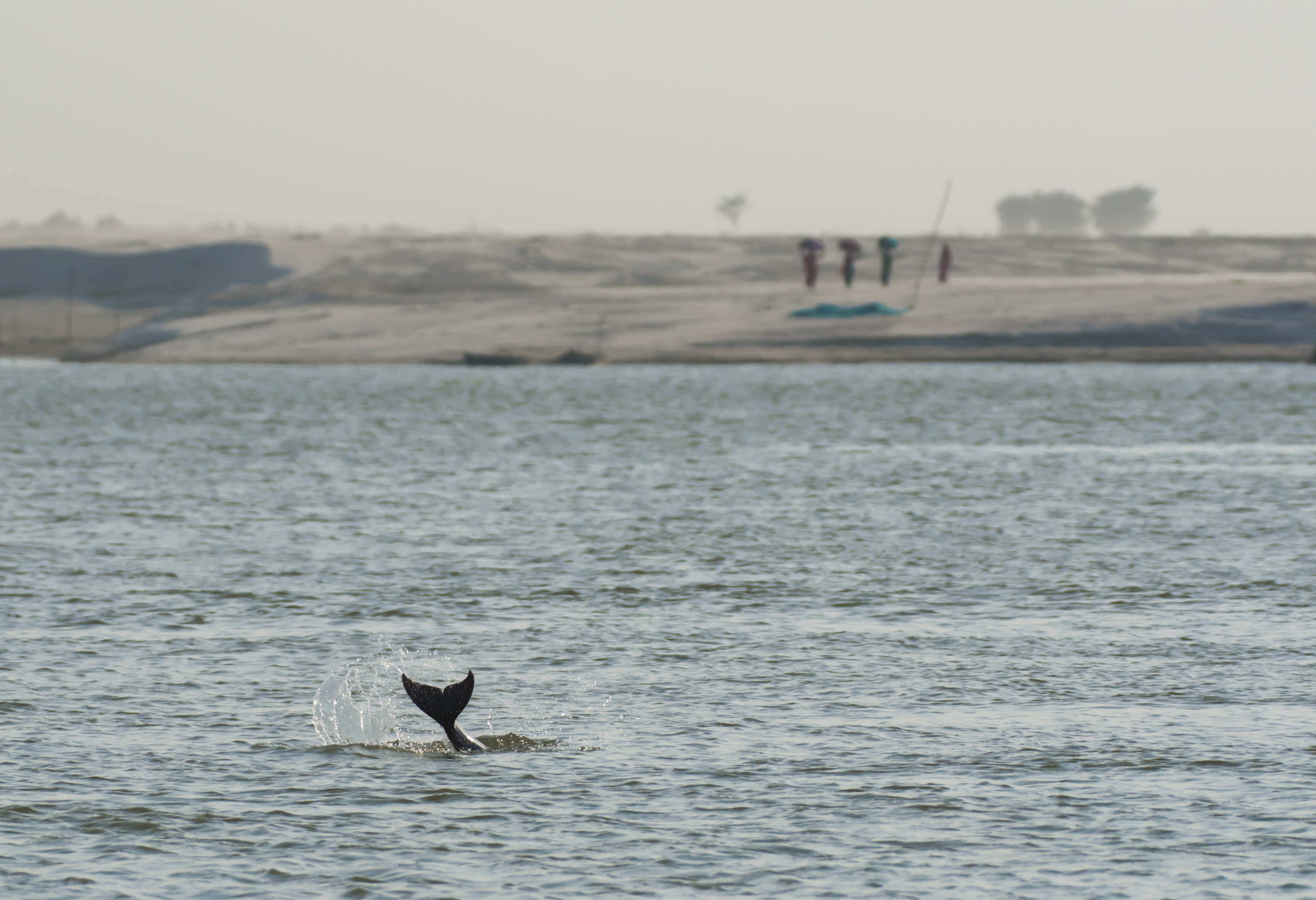
Delfín en el Santuario del delfín gangeático Vikramshila

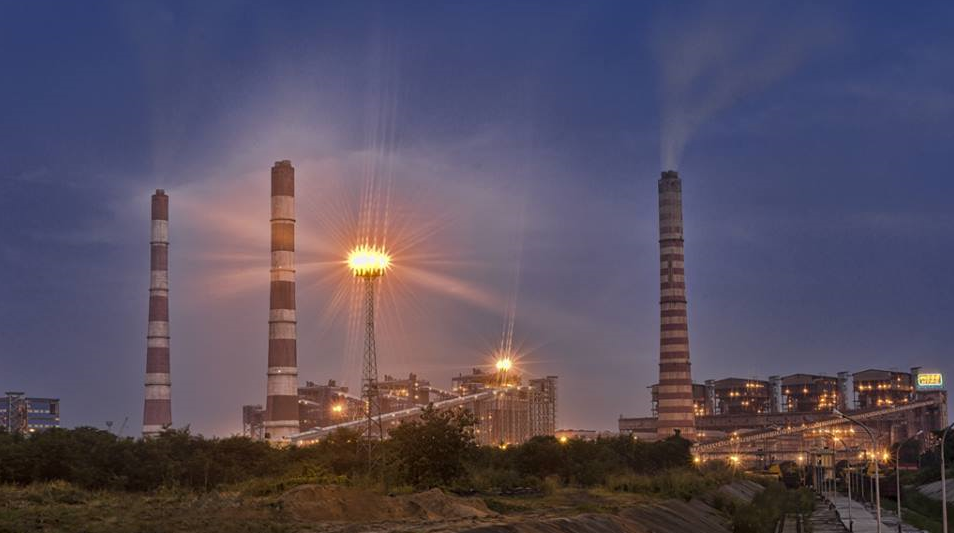
La central térmica en Kahalgaon

Al poco de entrar en Bihar, el Ganges recibe por la margen derecha, llegando desde el suroeste, al río Son, el más largo de los afluentes meridionales (784 km y una cuenca de 30 437 km²), que contribuye con unos 1000 m³/s. Poco después llega a la ciudad satélite de Danapur (182 241 hab.) y luego alcanza la capital de Bihar, Patna (1 684 222 hab.), donde recibe por izquierda, llegando desde el norte, al río Gandak, fluyendo desde Nepal y contribuyendo con 1654 m³/s. Patna, edificada sobre los restos de Pataliputra, la antigua capital del Imperio maurya, y una de las ciudades indias habitadas de forma continua (desde el siglo V a. C.), es hoy un centro comercial de productos agropecuarios (arroz, maíz, trigo, soya, sésamo, caña de azúcar, linaza) y también un importante centro artesanal (tejidos de algodón y seda; orfebrería, metalurgia y cerámicas). Frente a Patna, en la orilla izquierda entre el Ganges y el Gandak, se encuentran Hajipur (153 077 hab.) y Sonpur (288 102 hab.), una vez famosa por su larga plataforma ferroviaria (la 8.ª del mundo) y que también alberga la Feria de Ganado más grande de Asia que comienza en Kartik Poornima (luna llena), con una duración entre quince días y un mes, en el mes de noviembre-diciembre y se celebra a orillas del Ganges-Gandak.
Luego el Ganges recibe otro afluente meridional, el río Punpun que llega desde el suroeste (200 km).
Sigue el Ganges en dirección oeste pasando por las ciudades de Barahiya (43 032 hab.), Begusarai (251 136 hab.), capital financiera e industrial de Bihar, la pequeña Barauni (24 620 hab.), las ciudades gemelas de Jamalpur (105 406 hab.) y Munger (213 101 hab.), Sultanganj (52 892 hab.) y Bhagalpur (410 210 hab.), ciudad de la Seda, dedicada tradicionalmente a tal industria y hoy un centro educativo, comercial y político, listada para su desarrollo en el marco del programa «Smart City», una iniciativa conjunta entre el gobierno y la industria. El Ganges sigue frente a Kahalgaon (33 700 hab.) que una vez fue capital en el exilio del sultanato de Jaunpur (1494-1505). Muy cerca está la «Kahalgaon Super Thermal Power Station», una central de carbón de 2340 MW que obtiene el agua del Ganges y que quema diariamente entre 39000-55000 toneladas y emite 65 toneladas de cenizas anuales.
En esta sección hay un tramo de unos 50 km (entre Sultanganj y Kahalgaon) protegido desde 1991 como «Vikramshila Gangetic Dolphin Sanctuary», un santuario fluvial establecido para proteger el delfín gangético, —declarado como Animal Acuático Nacional de India, decisión tomada en octubre de 2009 en la primera reunión de la Autoridad Nacional de la Cuenca del Río Ganges (National Ganga River Basin Authority, NGRBA)—, y también la «Rehabilitation Area for Garuda is Bhagalpur», dedicada a salvaguardar el marabú argala (Garuda, un dios mitológico similar al ave fénix), un ave de gran tamaño de la que apenas quedan 1000 ejemplares en el mundo.
Poco después, unos 13 km aguas abajo de Kahalgaon, alcanza el Ganges el sitio arqueológico de  Vikramashila, un antiguo monasterio budista que fue sede de una de las grandes universidades monásticas del budismo Mahayana durante la dinastía Pala, establecida por el rey Dharmapala (783-820) para contrarrestar la supuesta decadencia de Nalanda (también en Bihar, unos 200 km al oeste). Tenía alrededor de cien profesores y mil estudiantes y fue destruida, como otras instituciones budistas, por las tropas musulmanas a principios del siglo XIII. El sitio, de unas 40 ha. tiene los restos del monasterio y de unos 108 pequeños templos budistas.
Luego el Ganges recibe por la izquierda, cerca de Kursela y llegando desde el noroeste, al río Kosi   (729 km y una cuenca de 95 156 km²), que fluye desde Nepal, contribuyendo aproximadamente con 2166 m³/s, respectivamente. El Kosi es el tercer afluente más grande del Ganges, después del Ghaghara y del Yamuna.

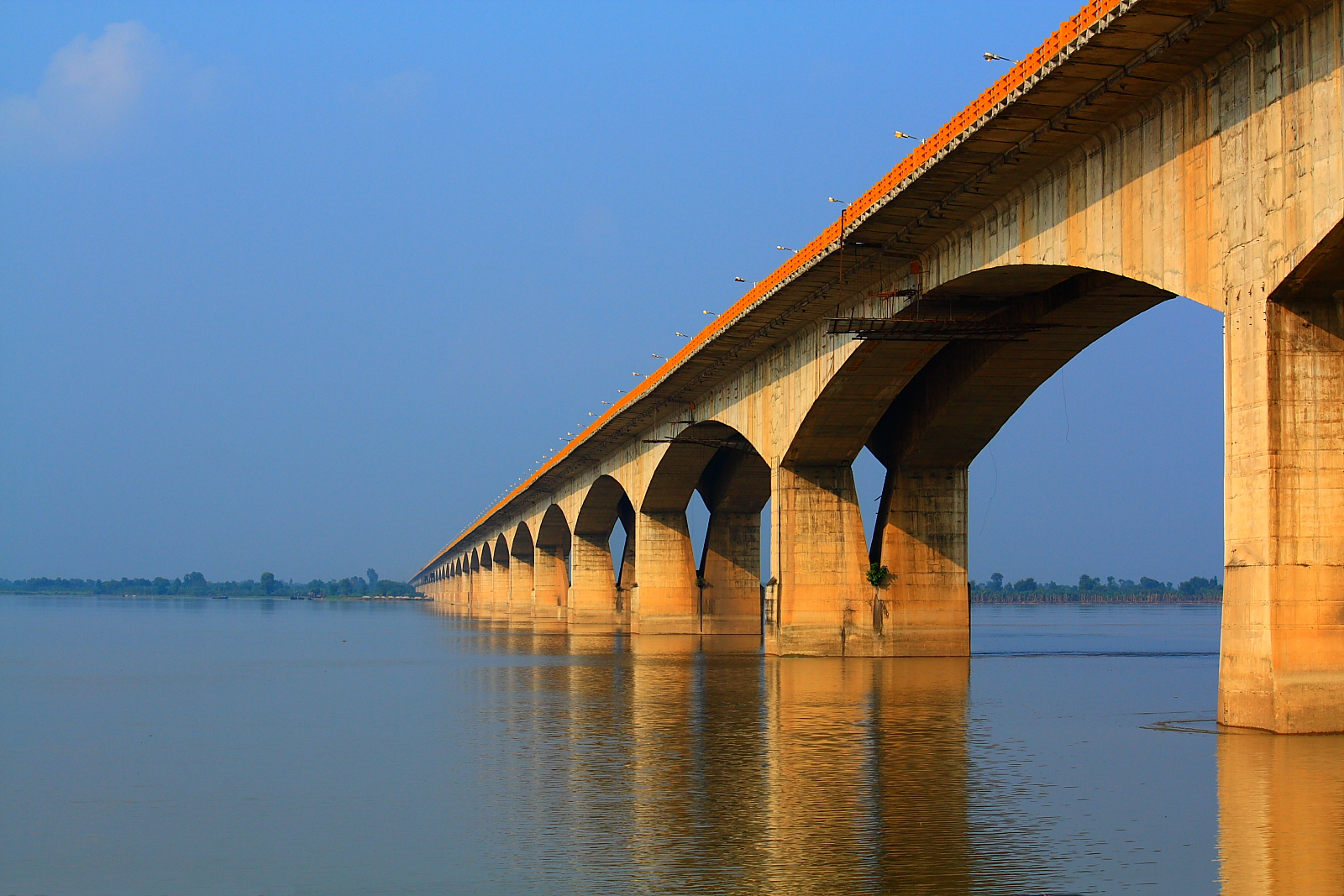
Puente Gandhi Setu en Patna
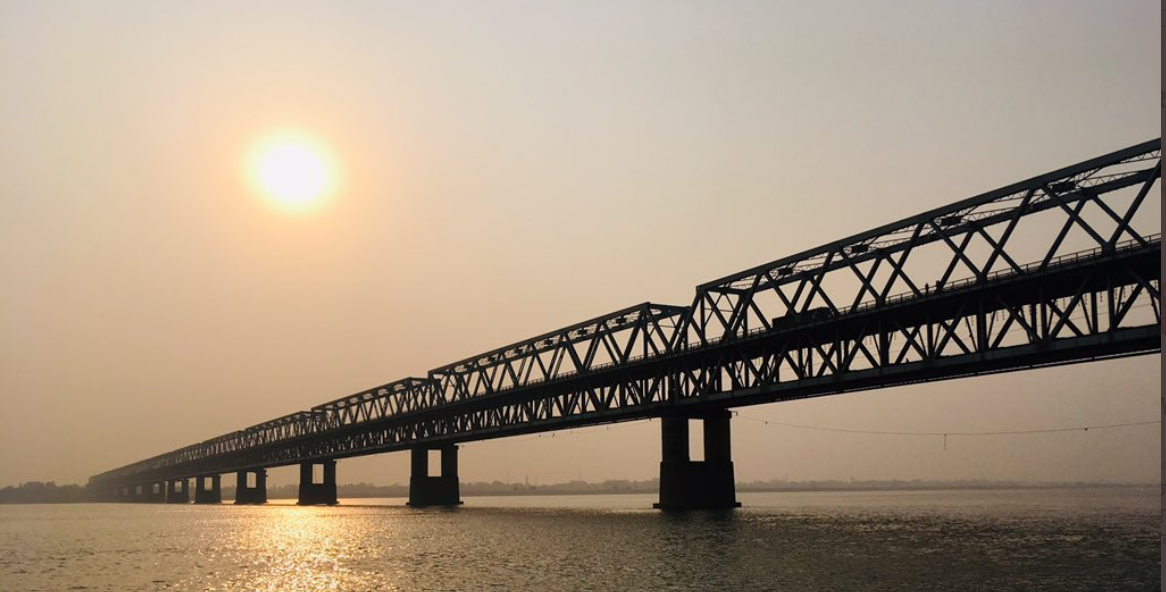
El Rajendra Setu, inaugurado en 1959, un puente de 2000 m y uso mixto carretero-ferroviario, fue el primer puente sobre el Ganges construido tras la Independencia de la India y el primero en unir el norte y el sur de Bihar (Barauni-Mokama).
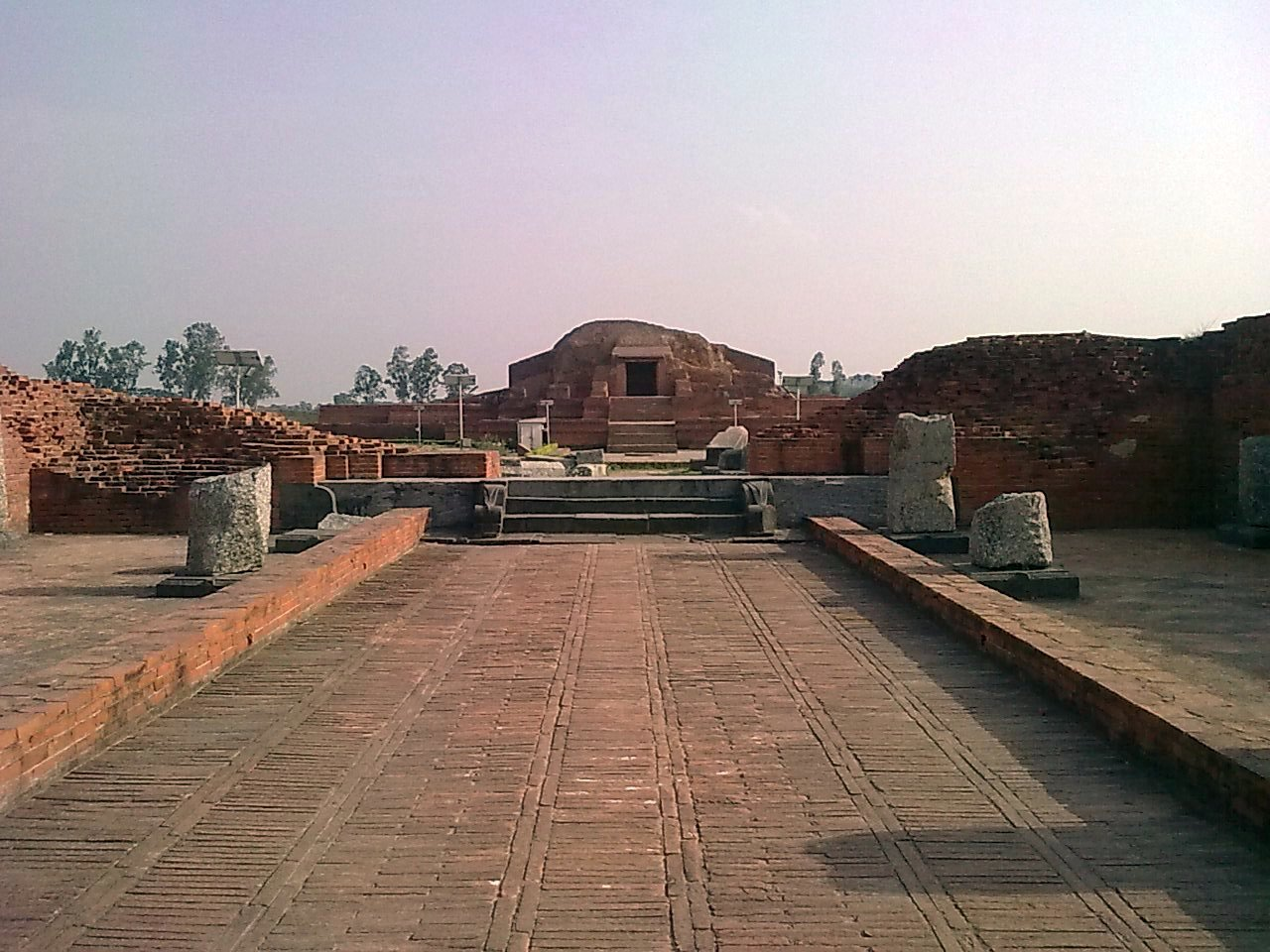
Ruinas del monasterio de Vikramshila

#### En Jharkhand-Bengala Occidental
Tras alcanzar Sahibganj (111 954 hab.), el Ganges comienza a fluir en dirección S-SE y se inicia tramo en que su curso marcará el límite entre estados indios, primero entre Bihar y Jharkhand, y luego entre Jharkhand y Bengala Occidental.
Después se interna en Bengala Occidental en un corto tramo de menos de 20 km, en el que pasa frente a Pakur (45 840 hab.), donde comienza su desgaste con la ramificación de su primer distributario, el Bhāgirathi, que más adelante se convertirá en el río Hugli. Justo antes de la frontera con Bangladés, la presa de Farakka controla el flujo del Ganges, desviando parte del agua a un canal de alimentación conectado al Hugli con el fin de mantenerlo relativamente libre de sedimentos.

#### Bhagirathi-Hugli

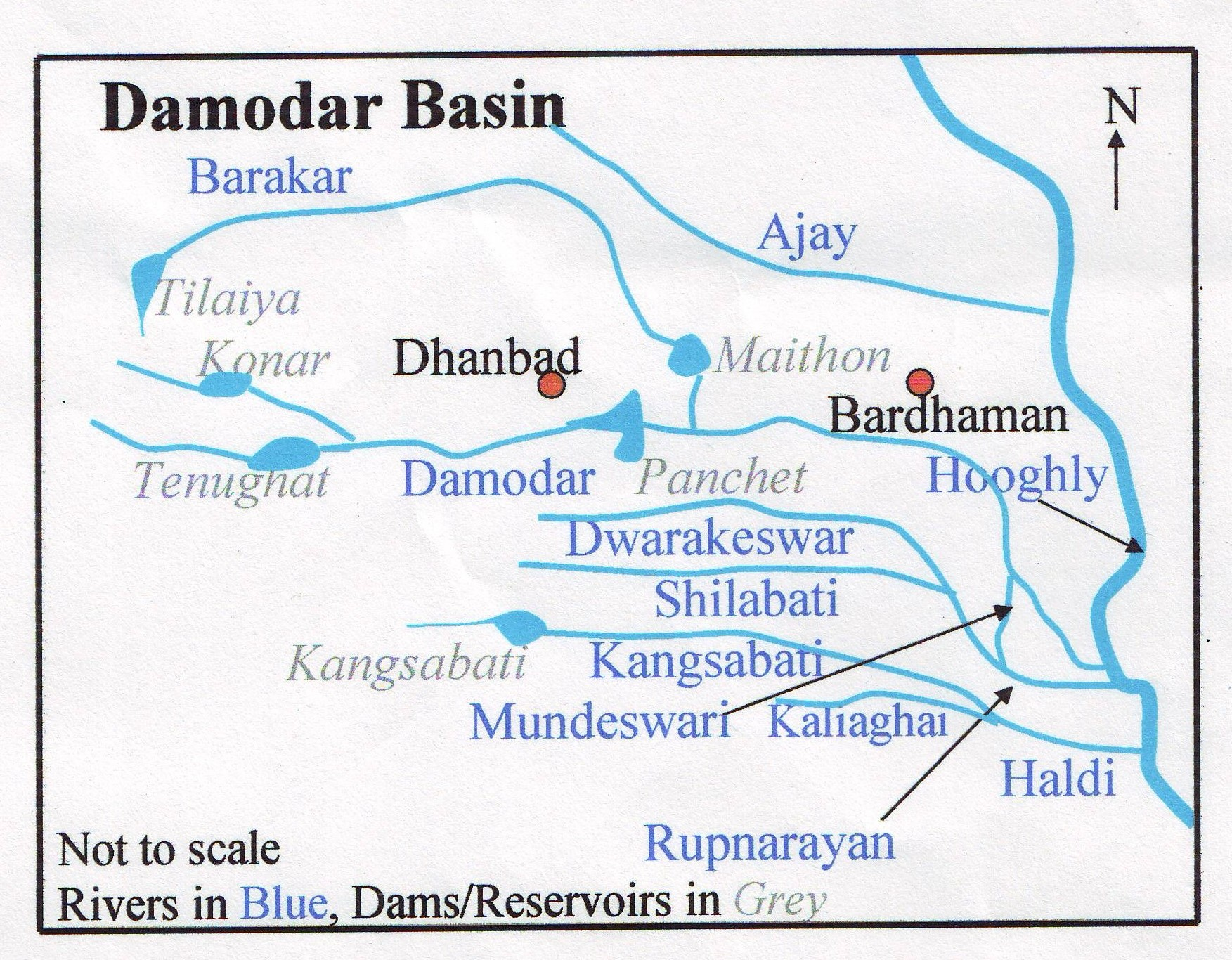
Esquema del tramo final del Hugli

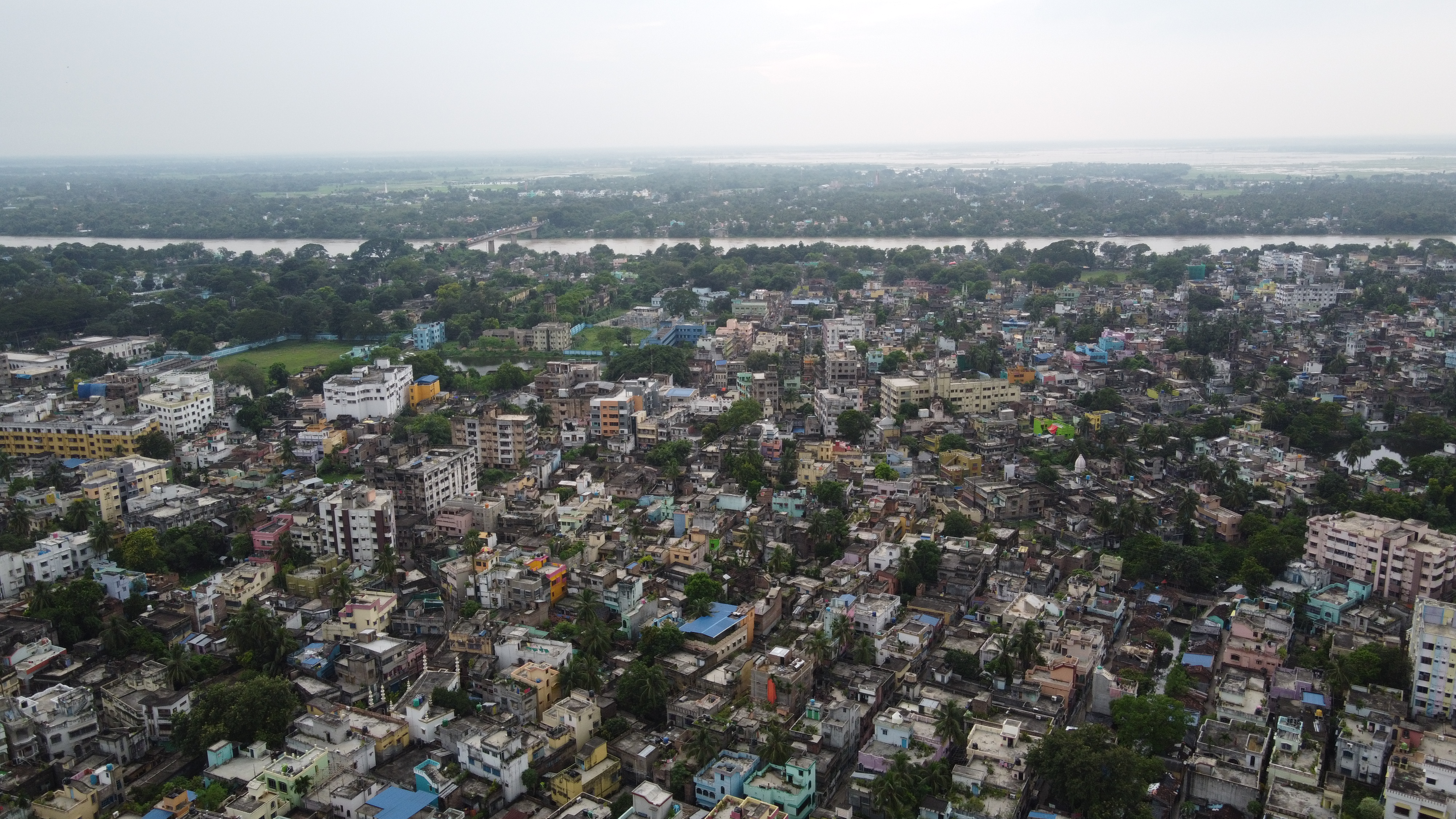
Vista de Baharampur y el Bhagirathi

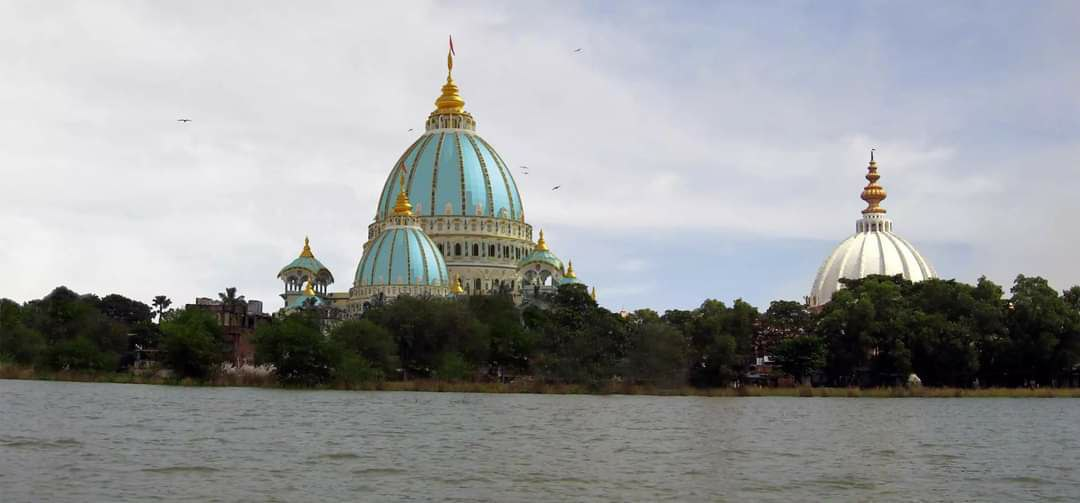
La cúpula del templo del Planetario Védico (ISKCON), con 113 metros de altura, el mayor templo del mundo, en Nabadwip sobre el Bhagirathi.

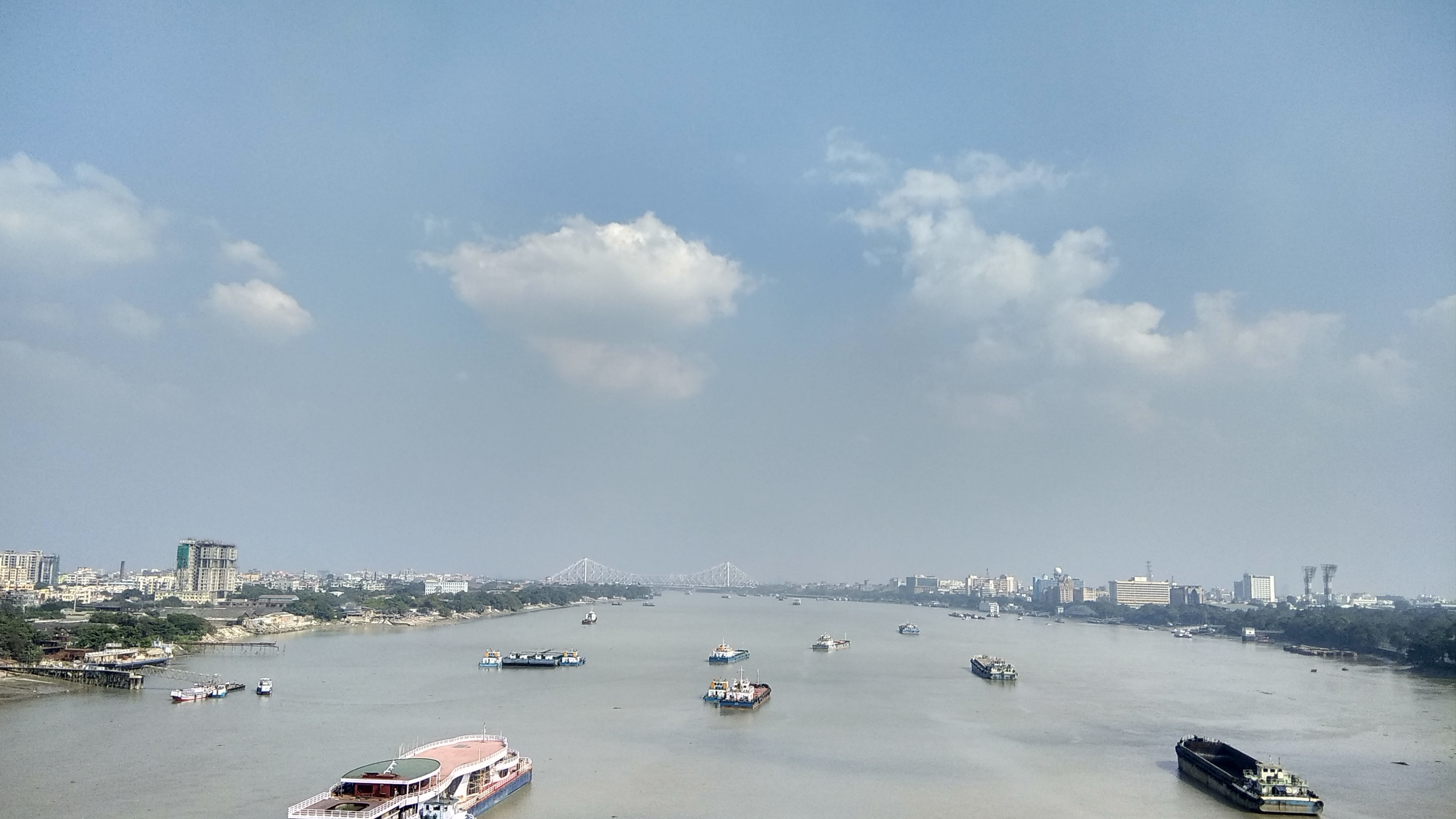
Embarcaciones en el Hugly en Calcuta con el puente de Howrah al fondo

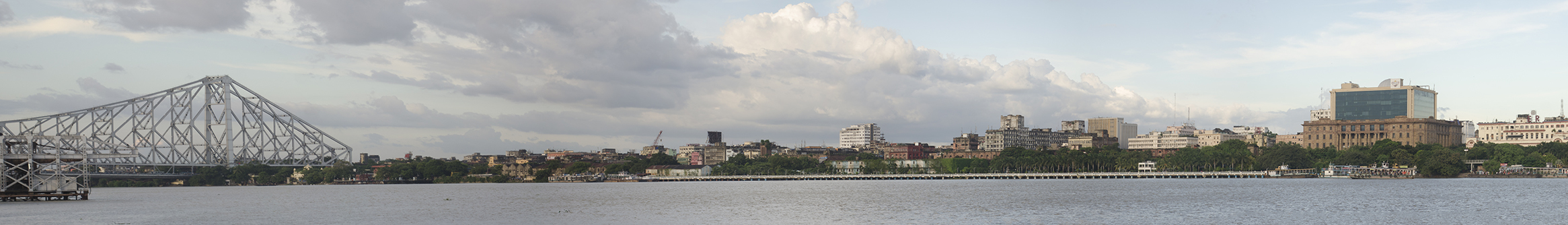
Vista desde Howrah

En la ribera del Bhagirathi están las ciudades de Raghunathganj, Jangipur (88 165 hab.), Jiaganj Azimganj, Murshidabad y Baharampur (305 609 hab.), el primer centro de la East India Company en India y no de los centros comerciales, administrativos, educativos y políticos más importantes de Bengala y de la India. Sigue el río su avance por Katwa (81 615 hab.), donde recibe al río Ajay por la derecha, llegando desde el oeste. Continua por Nabadwip (125 543 hab.), donde desagua el río Jalangi, que llega desde el este, por la margen izquierda. En esta confluencia se forma ya nominalmente el río Hugli.
El Hugli sigue después por Kalna (56 722 hab.), Shantipur (151 774 hab.), Balagarh (2365 hab.),  Chakdaha (95 203 hab.) y Mogra  (112 267 hab.). En Naihati (217 900 hab.) comienza la región de Calcuta metropolitana, siguiendo el Hugly su discurrir el río por Chandannagar (166 867 hab.), Kalyani ((100 620 hab.), Hugli-Chuchura ((288 090 hab.) y finalmente llega a Calcuta (4 496 694 hab.) en la orilla oriental del río, y su gemela Howrah (1 077 075 hab.), en la ribera occidental.
Kolkata, también conocida como Calcuta (su nombre oficial hasta 2001), es la capital y la ciudad más grande del estado de Bengala Occidental. Es el principal centro financiero y comercial del este y noreste de la India. Calcuta es la séptima ciudad más poblada de la India,  mientras que el área metropolitana de Calcuta, con más de 15 millones, es la tercera más poblada del país. Calcuta es considerada por numerosas fuentes como la capital cultural de la India y una ciudad de gran importancia histórica y cultural en la región histórica de Bengala. Howrah es un importante centro industrial y de transporte, y también es una puerta de entrada a Calcuta (y al resto de Bengala Occidental) a través de la estación de tren de Howrah y el puente de Howrah.
Tras dejar atrás Calcuta, sigue el Hugli por Budge Budge (76 837 hab.), Uluberia (222 240 hab.), Pujali (37 047 hab.) y Gadiara, donde recibe por la derecha al río Damodar, con una cuenca de 25 820 km². Tras pasar po Diamond Harbour (41 802 hab.) recibe al corto río Haldi (24 km) por la derecha, en la localidad industrial  homónima de Haldia (200 762 hab.), donde está un importante puerto fluvial. Finalmente el Hugli desemboca en la bahía de Bengala cerca de la isla Sagar.

El tramo Bhagirathi-Hugli
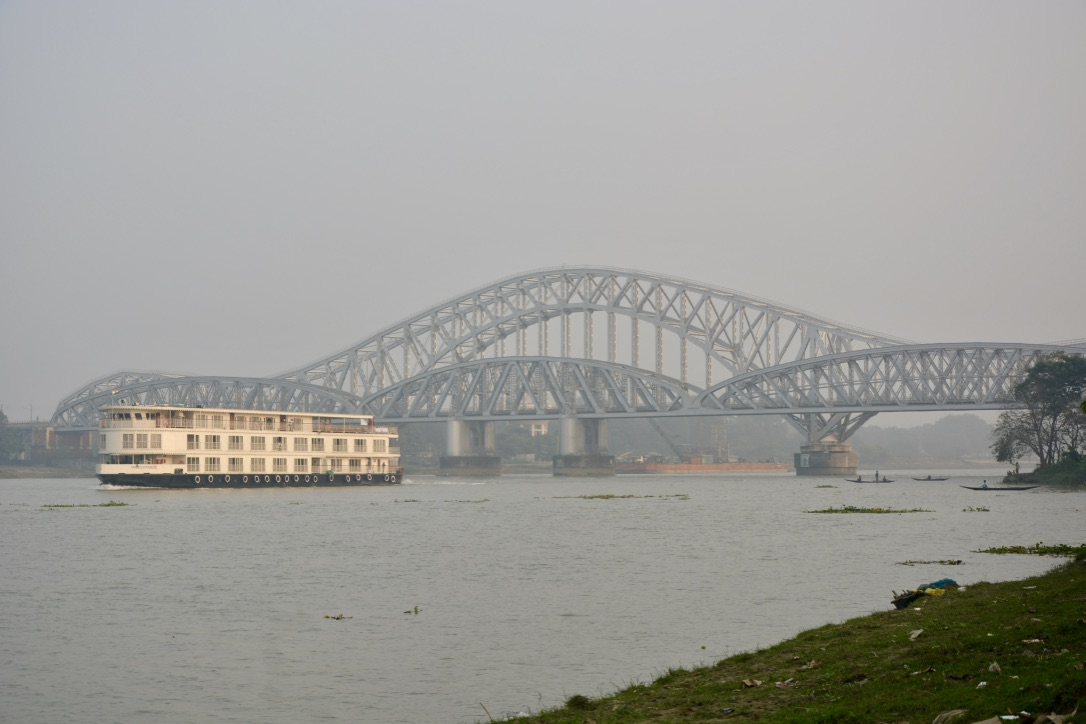
El puente del Jubileo (1882-1887) y el puente ferroviario Sampreeti, inaugurado en 2016, cruzan el Hugli en Naihati
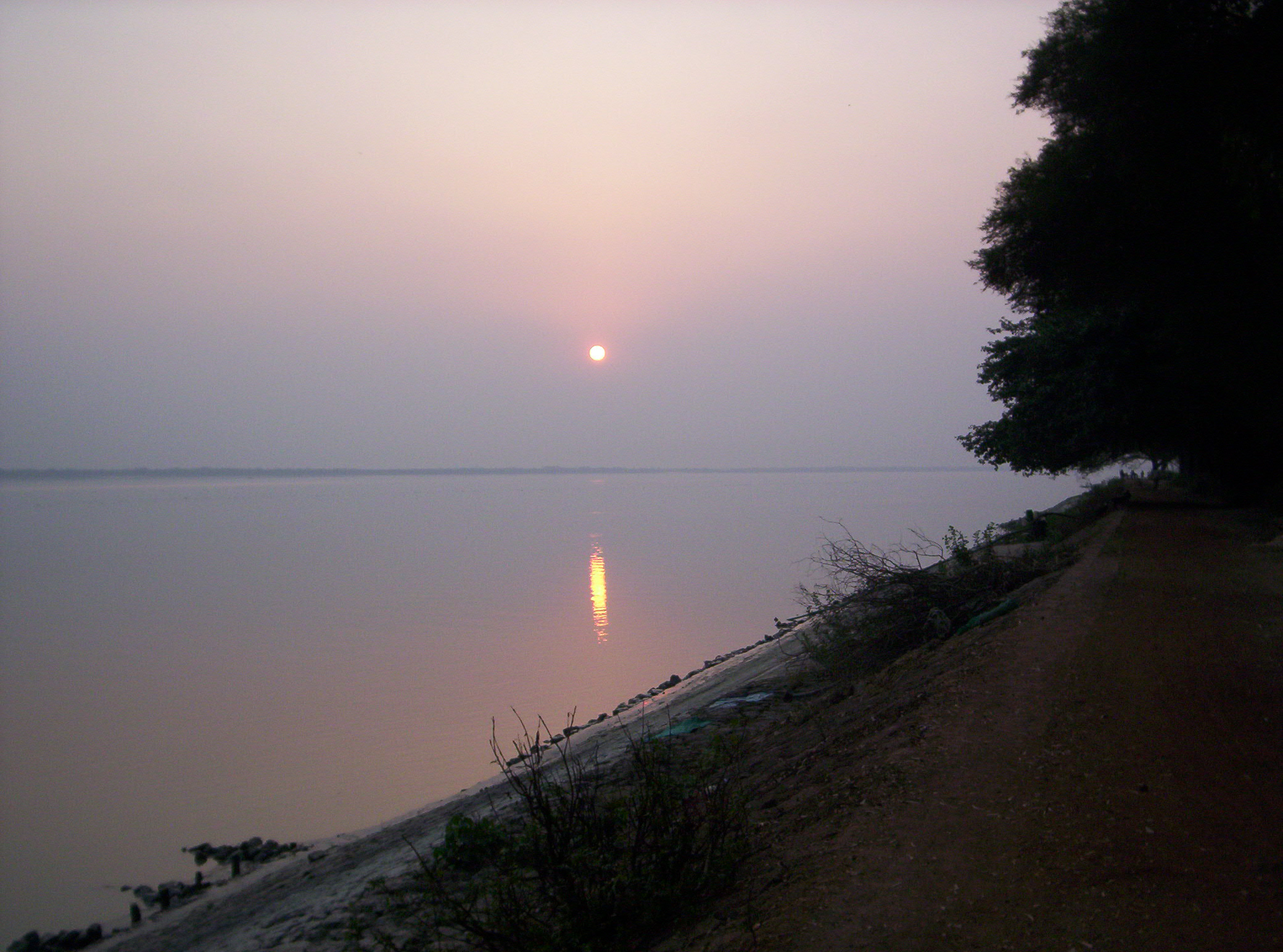
Atardecer en  Gadiara
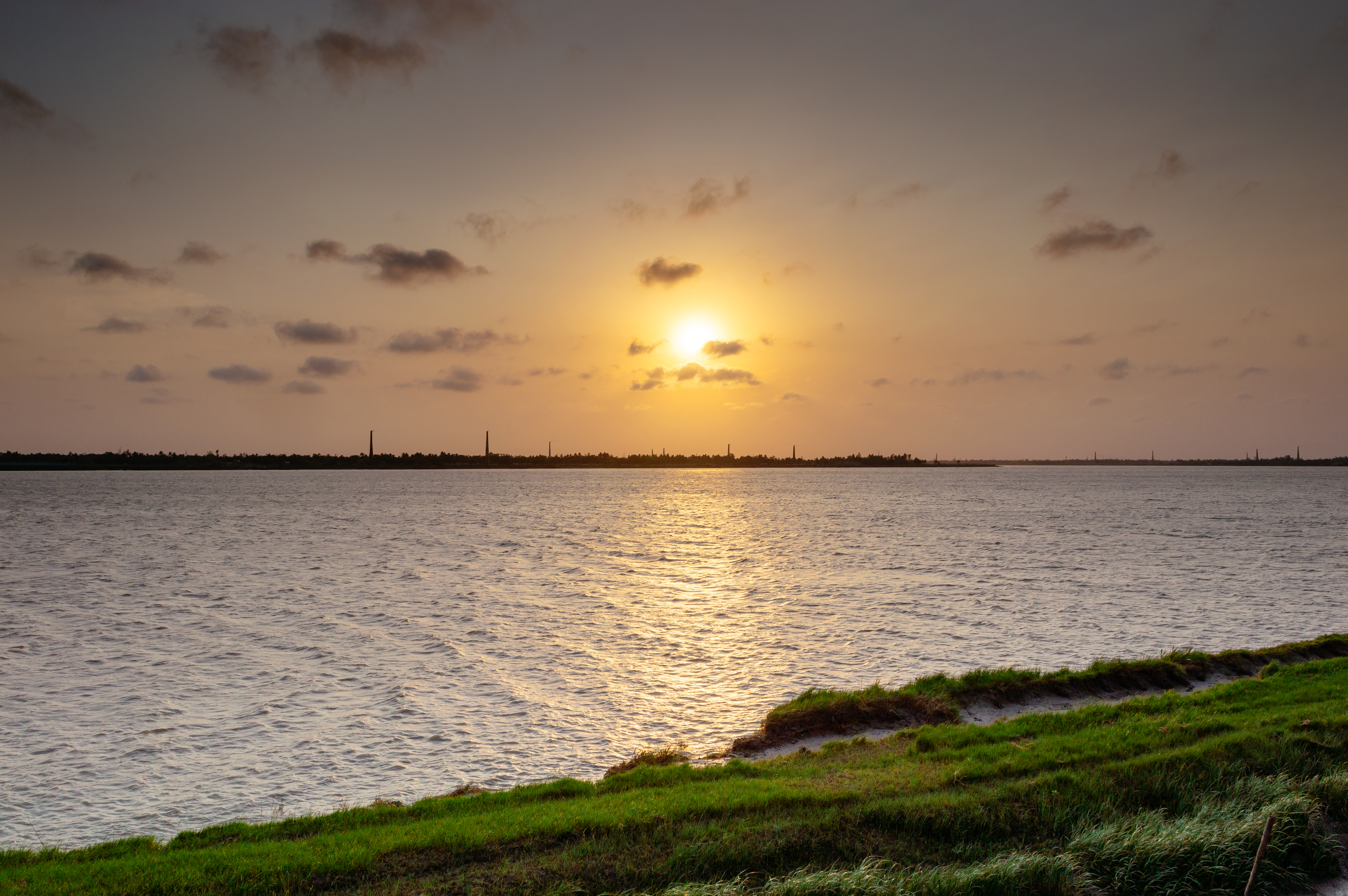
Atardecer en el río Haldi
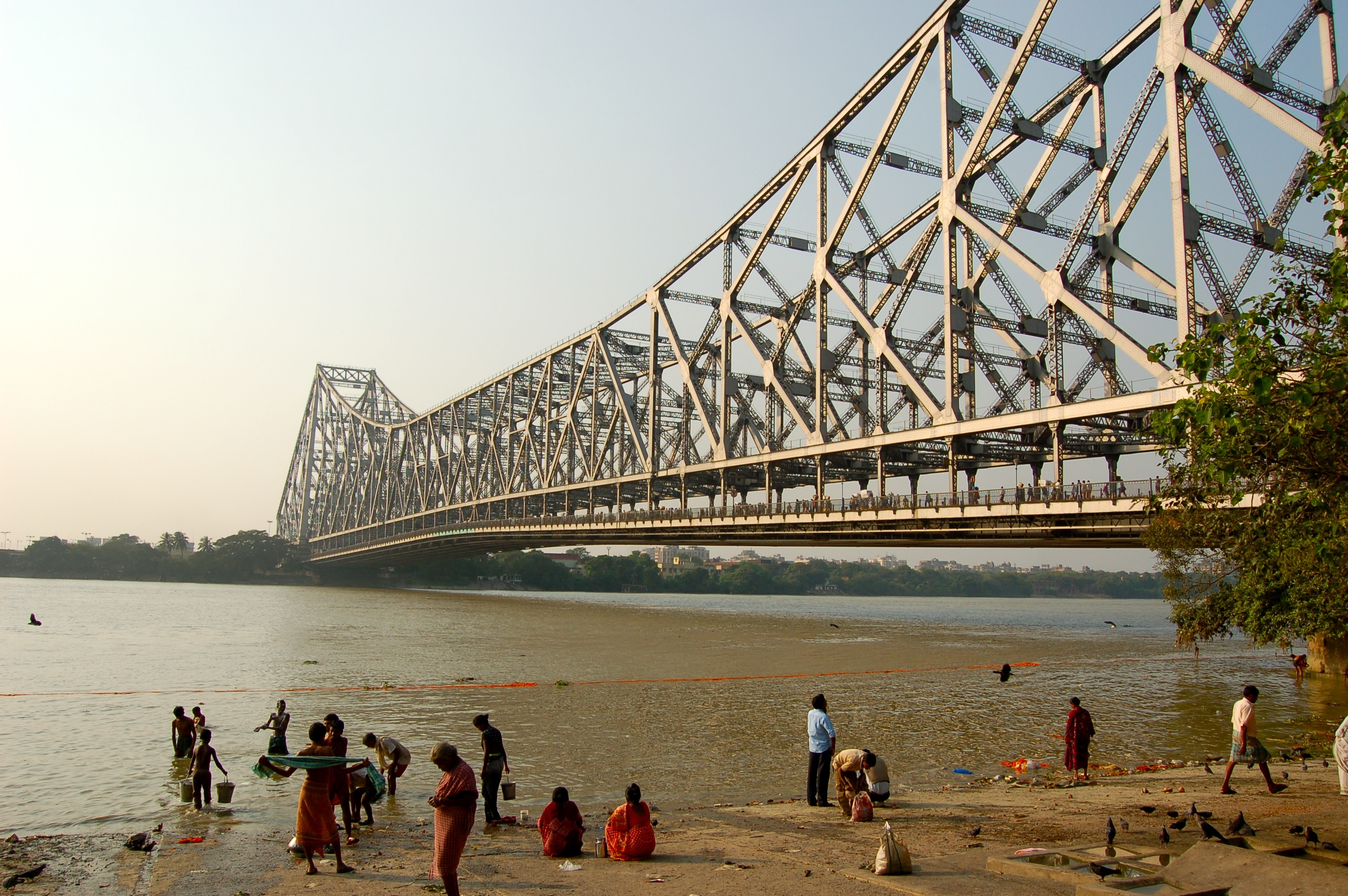
El puente de Howrah

#### Frontera internacional indo-bangladesí

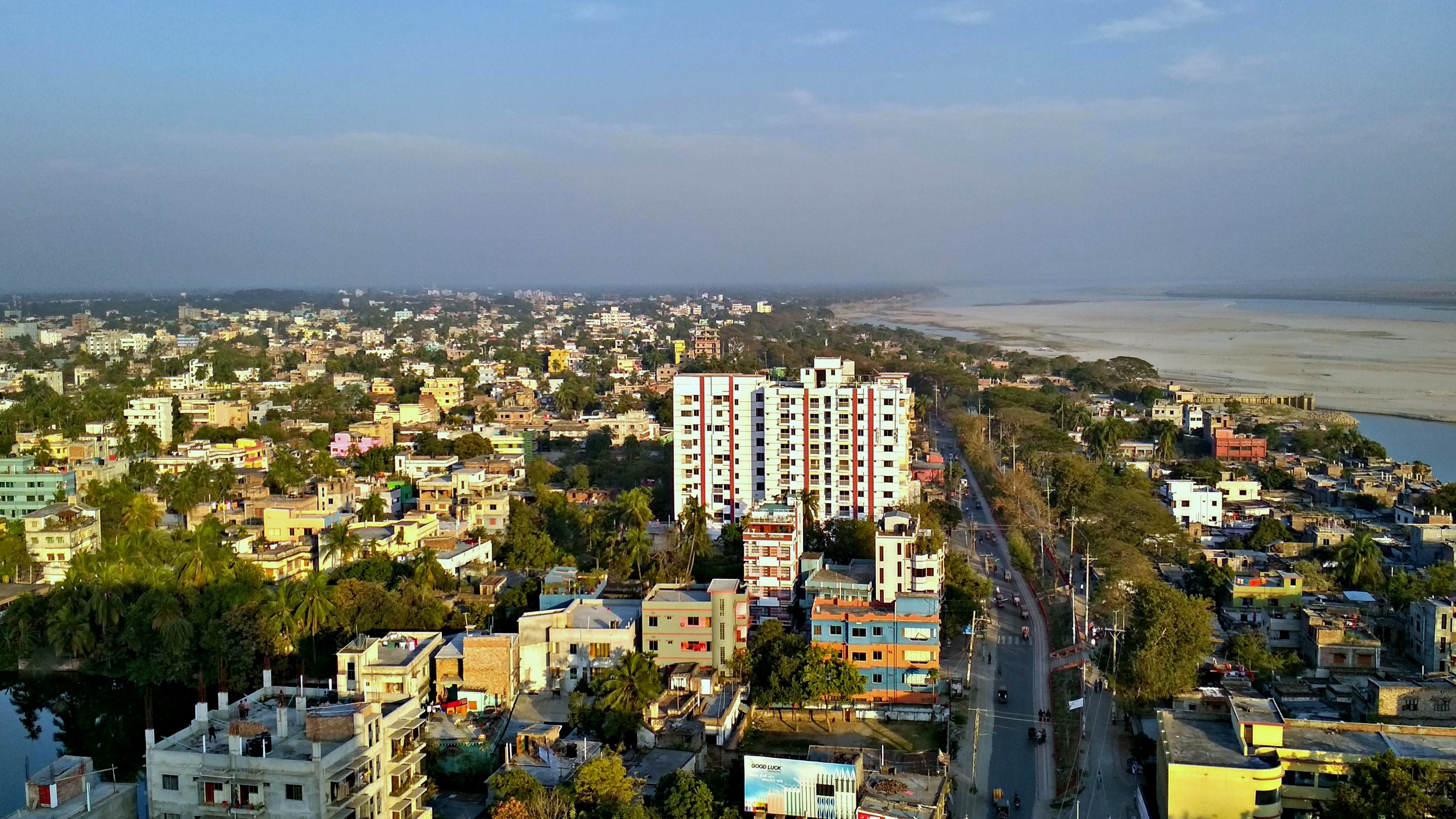
Vista de la ciudad de Rajshahi

Al poco de Farakka el Ganges vuelve a ser frontera, esta vez internacional, entre Bengala Occidental y Bangladés, en concreto con la División de Rajshahi. En este tramo pasa, en el lado indio, frente a Aurangabad  (39 261 hab.), Raghunathganj, Chapai Nawabganj, Lalgola (267 563 hab.) y Godagari (donde recibe al río Mahananda).
En el lado bangladesí pasa por Shibganj (400 456 hab.) y luego llega a Rajshahi (449 756 hab.), una de las ciudades más antiguas de Bangladés (fundada hacia 1700) la ciudad bangladesí de la Seda y capital de la división de Rajshahi. Es una ciudad metropolitana —con las ciudades satélite de Nowhata y Katakhali, tiene aproximadamente 1 millón de habitantes— y un importante centro urbano, administrativo, comercial y educativo —a veces se la conoce como la «ciudad de la Educación», debido a que alberga numerosas instituciones educativas de renombre— de Bangladés. 
Tras pasar por la bangladesí Charghat (224 845 hab.), el Ganges se interna después en Bangladés, donde pasa ya a llamarse río Padma.

#### En Bangladés

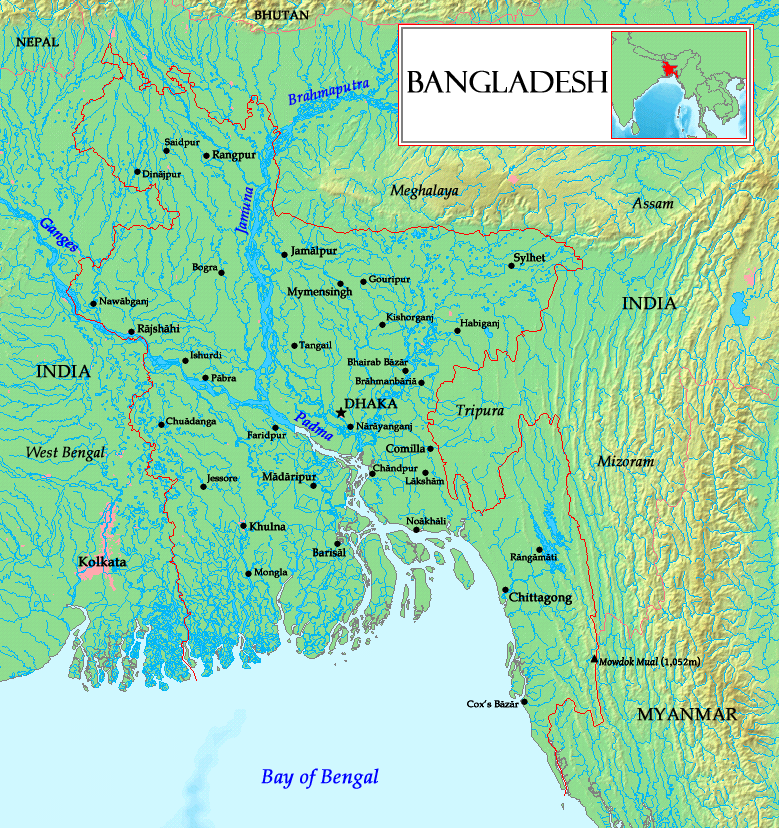
El Ganges en su tramo final al entrar en Bangladés, donde cambia sucesivamente de nombre a Padma y Meghna

Entra en Bangladés siendo en su primer tramo límite entre divisiones —el primer nivel de organización administrativa del país—, dejando al sur la división de Khulna y al norte la división de Rajshahi. Luego atraviesa la división de Daca y finalmente su curso separa la división de Barisal, al oeste, de la división de Chittagong, al este.
Tras entrar en Bangladés, el Padma pasa frente a Ishwardi  (390 402 hab.), Kushtia  (418 312 hab.), Rajbari  (1 189 818 hab.) y Goalanda  (128 796 hab.), donde se le une el río Jamuna, el mayor distributario del río Brahmaputra. 
Sigue después por Harirampur  (155 469 hab.), Faridpur (237 266 hab.), Sadarpur (201 511 hab.) y Chandpur (203 436 hab.), donde el Padma se une al río Meghna, el segundo mayor distributario del Brahmaputra, y toma el nombre de Meghna. Ingresa en el estuario de Meghna, cerca de Bhola, el Meghna se divide de nuevo en dos corrientes principales y separa una gran isla de ambos lados del continente —isla Bhola, la mayor isla de Bangladés (de 90 km de longitud y 1295 km²), con una población en 2020 de 1 800 000 hab.   (densidad 1078 hab./km²)—. La corriente occidental se llama Ilsha, mientras que la oriental se llama Bamni. Forman el delta más grande del mundo, llamado delta del Ganges.
Finalmente el Meghna desemboca en la bahía de Bengala. Aquí se forma el abanico de Bengala (Bengal Fan), el mayor abanico submarino del mundo, de unos 1430x3000 km que el solo representa entre el 10-20 % del entierro global de carbono orgánico.
El delta del Ganges, formado principalmente por los grandes flujos cargados de sedimentos de los ríos Ganges y Brahmaputra, es el delta más grande del mundo, con aproximadamente 59 000 km². Se extiende 322 km a lo largo de la bahía de Bengala.
Solo los ríos Amazonas y Congo tienen un caudal medio mayor que el caudal combinado del Ganges, el Brahmaputra y el sistema del río Surma-Meghna. En la época de mayor caudal, solo el Amazonas es más grande.

El Padma-Meghna en Bangladés
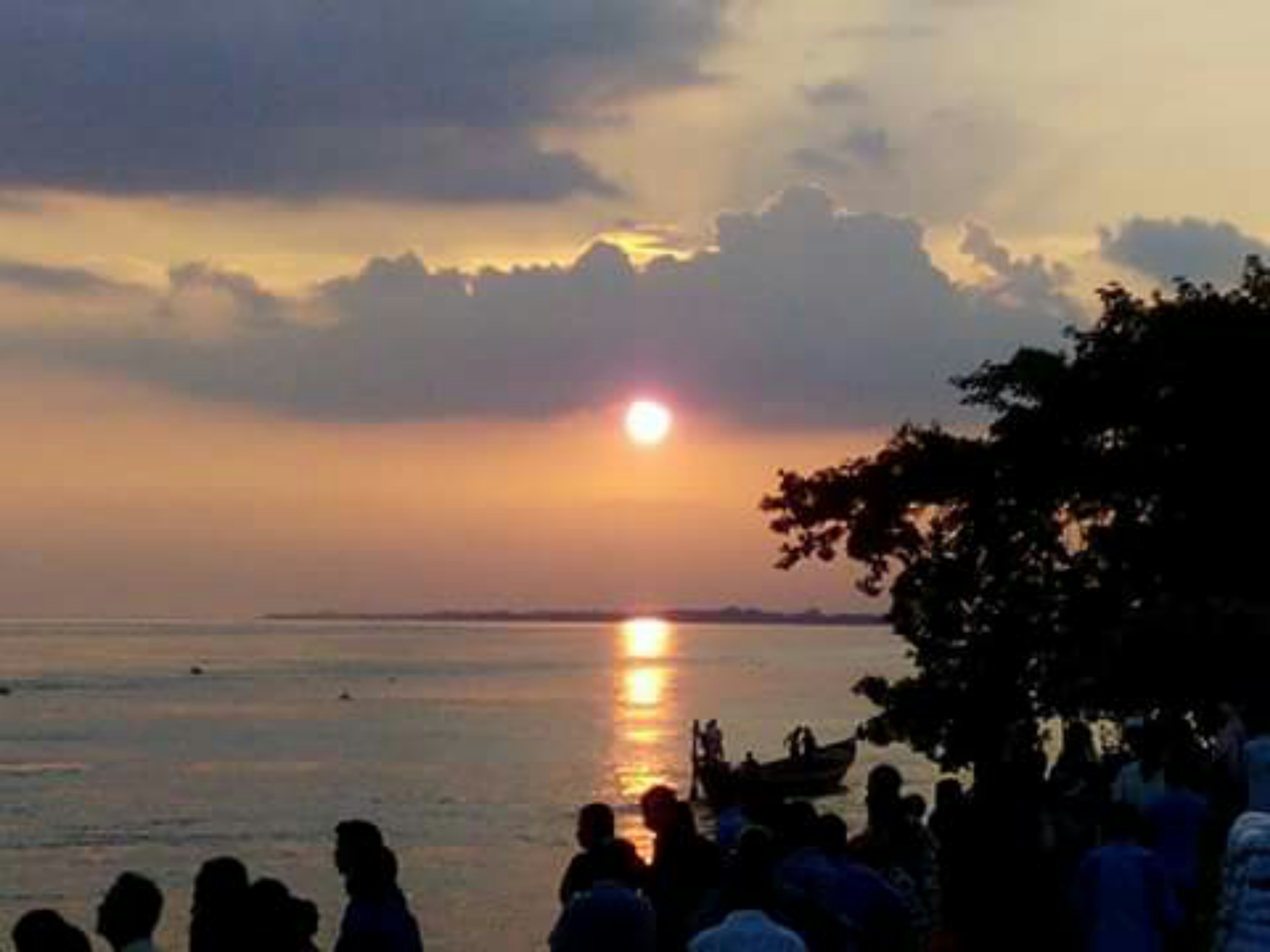
Atardecer en el Padma durante el monzón, pasado Rajshahi
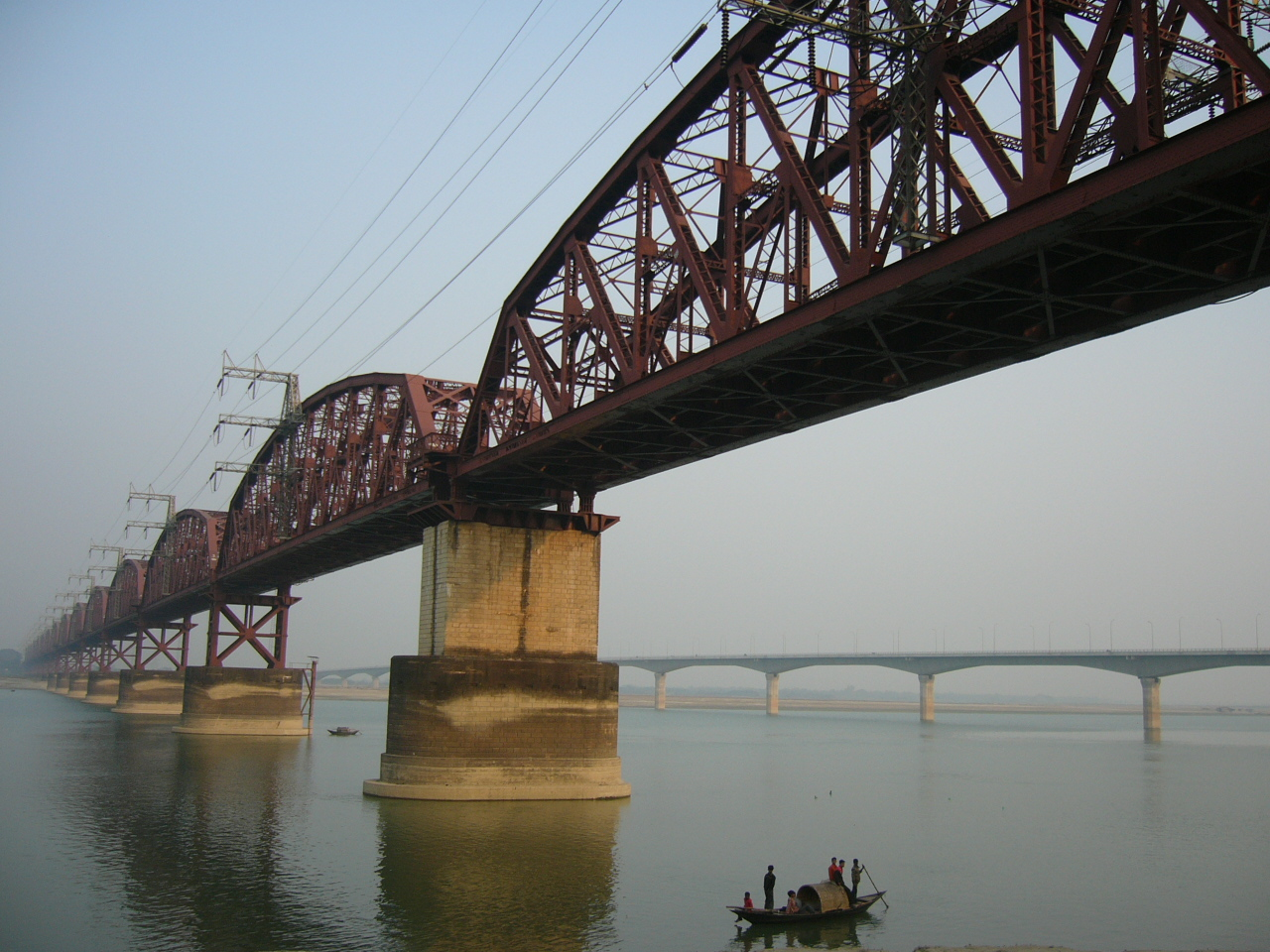
El puente Hardinge, un puente ferroviario en celosia  en Kushtia, con 1,62 km, fue inaugurado en 1915.
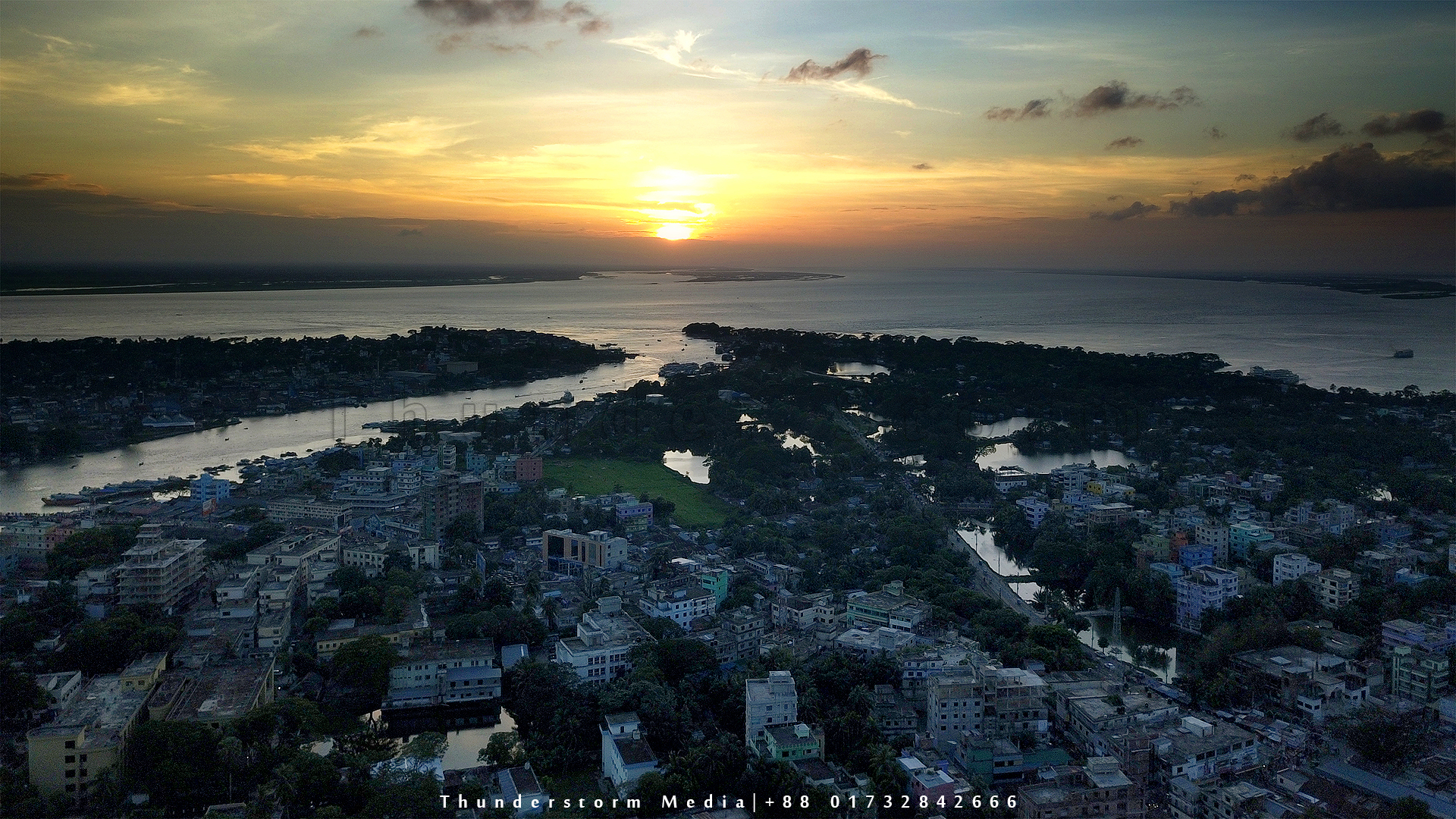
La ciudad de Chandpur al atardecer, con los ríos Padma-Meghna-Dakatia al fondo.
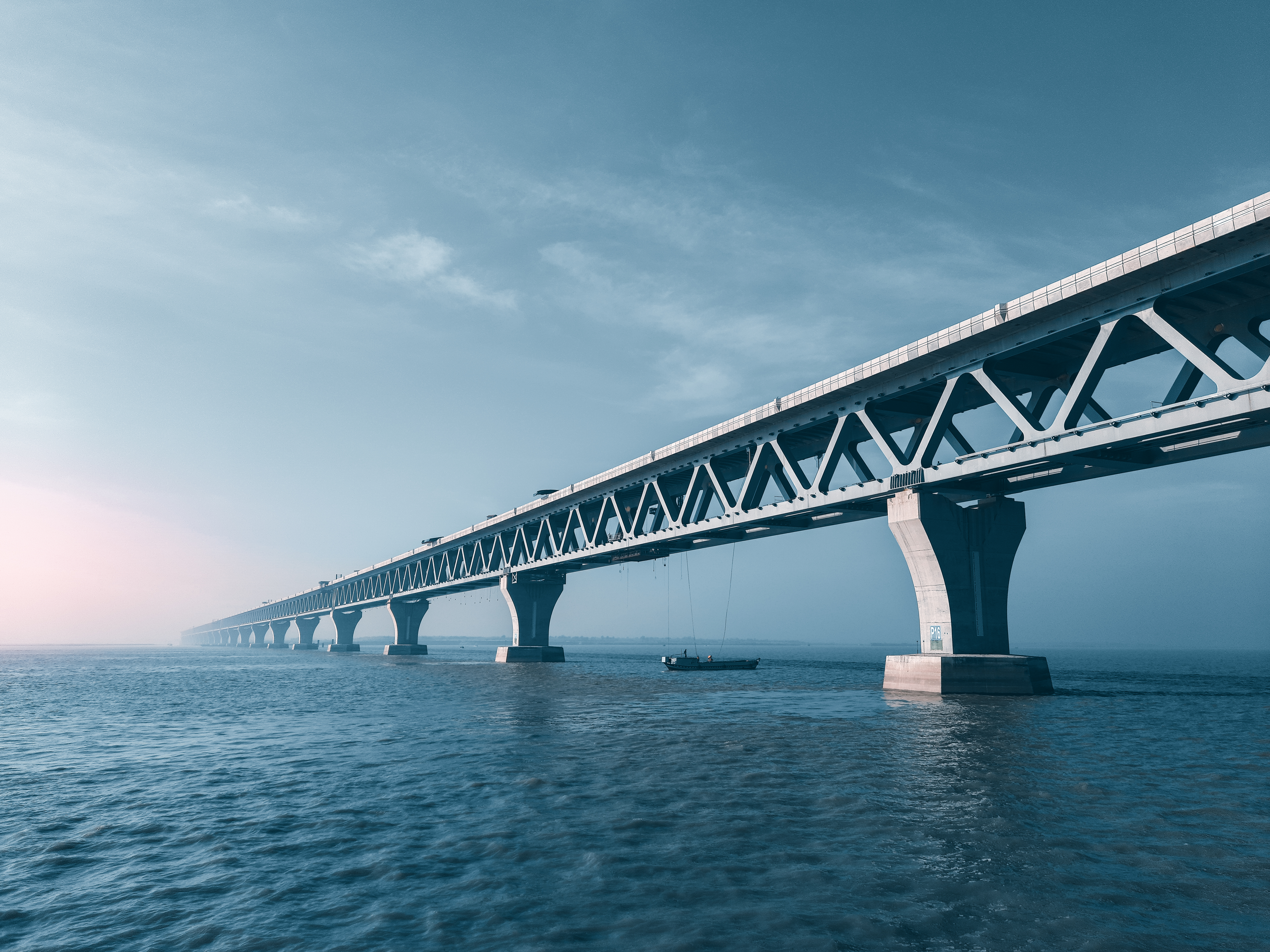
El puente Padma (2014-2022), de 6.15 km, un puente en celosía de dos niveles ferroviario-carretero  que conecta Louhajang y Zazira.
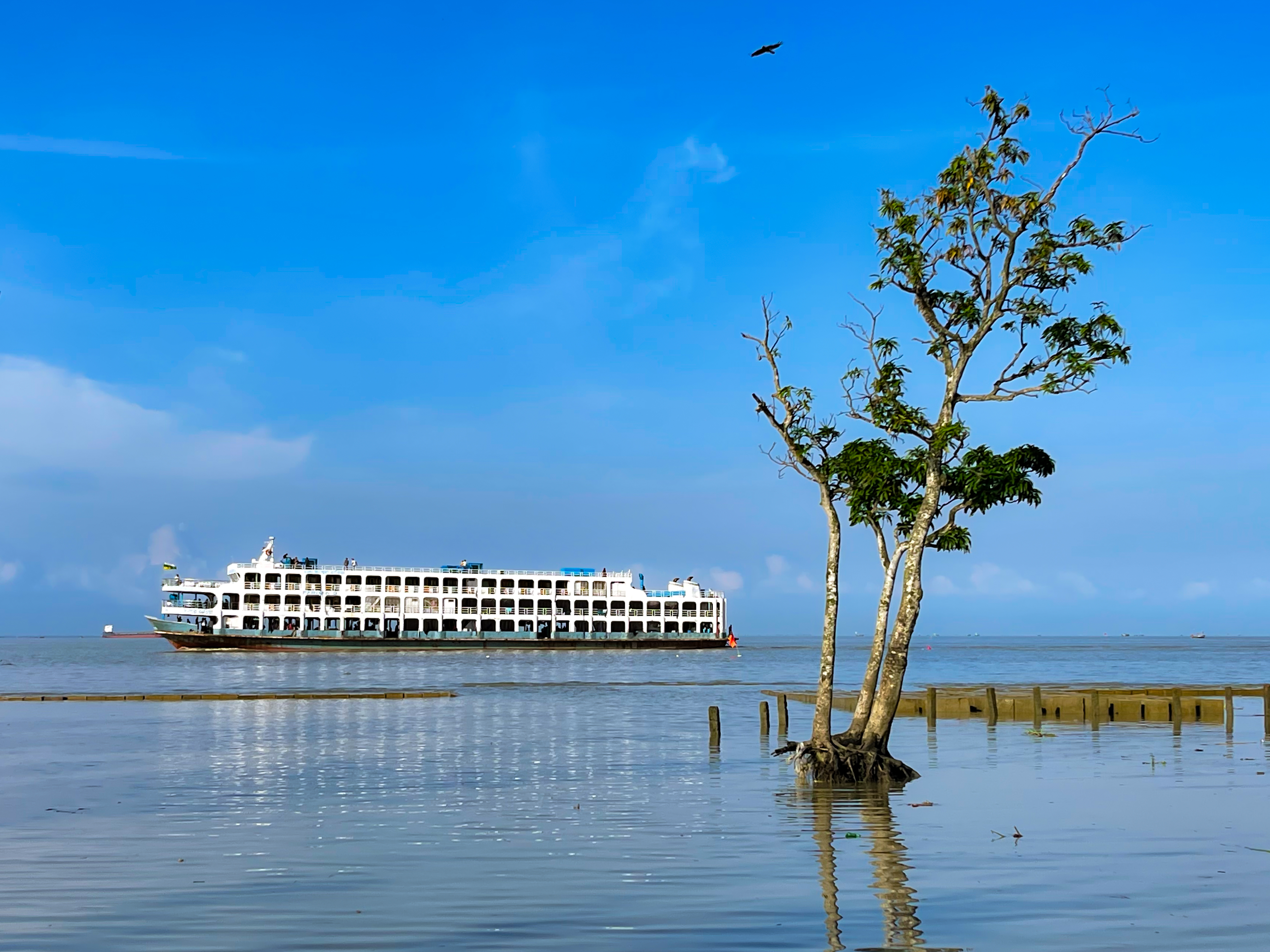
La distancia fluvial entre la ciudad de Bhola y la capital Daca es de 195 km.

### Geología
El subcontinente indio se encuentra sobre la placa tectónica índica, una placa menor dentro de la placa indoaustraliana. Sus procesos geológicos definitorios comenzaron hace setenta y cinco millones de años, cuando, como parte del supercontinente sur de Gondwana, comenzó una deriva hacia el noreste —durante cincuenta millones de años— a través de un entonces aún no formado océano Índico. La subsiguiente colisión del subcontinente con la placa Euroasiática y la subducción debajo de ella dieron origen a los Himalayas, las cordilleras más altas del planeta. En el antiguo lecho marino, inmediatamente al sur del Himalaya emergente, el movimiento de la placa creó una vasta fosa tectónica, que se fue llenando gradualmente de sedimentos aportados por el Indo y sus afluentes y el Ganges y sus afluentes, una cuenca de alero o de borde. que ahora forma la llanura indogangética.

### Hidrología

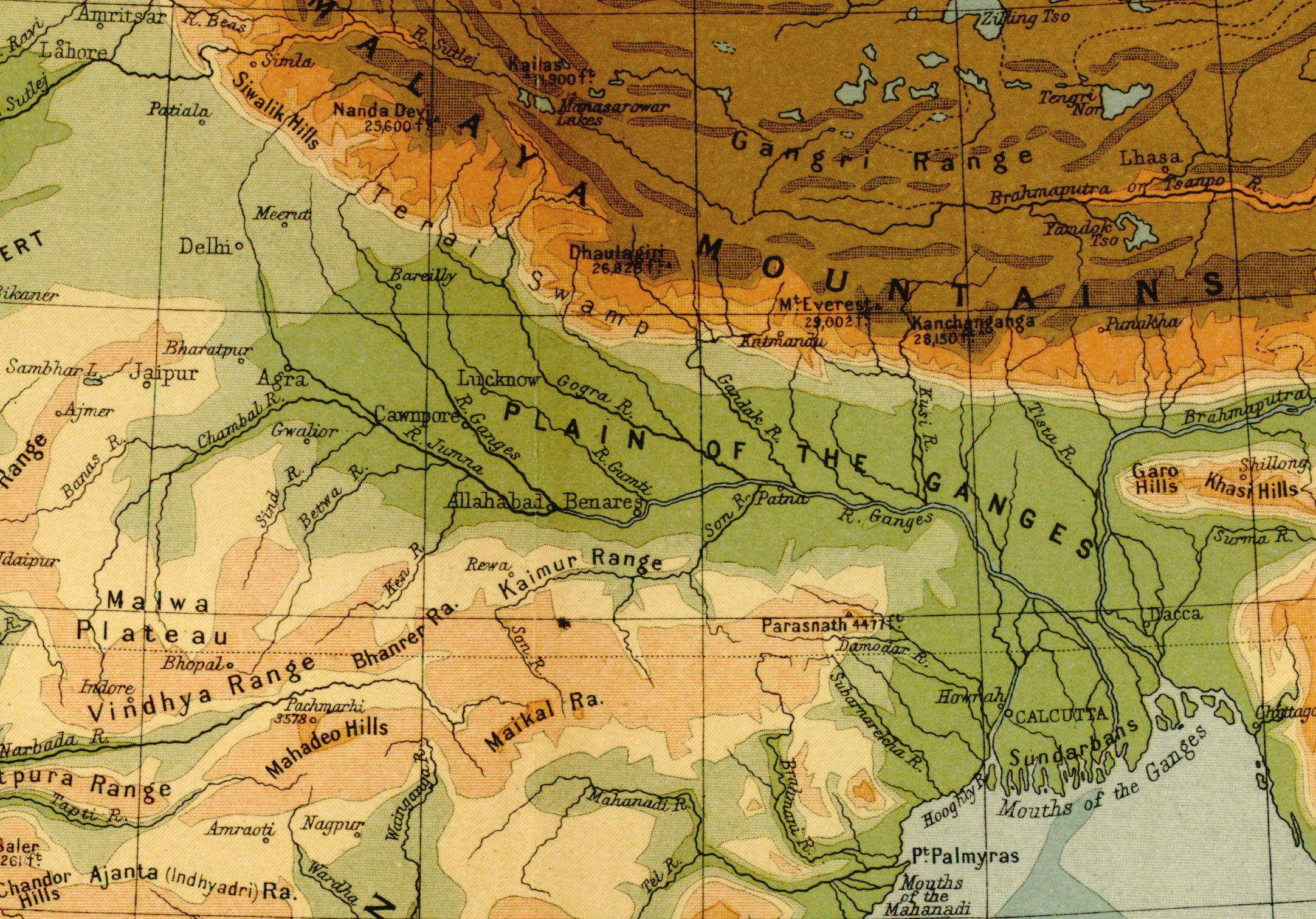
Un mapa de 1908 que muestra el curso del Ganges y sus afluentes

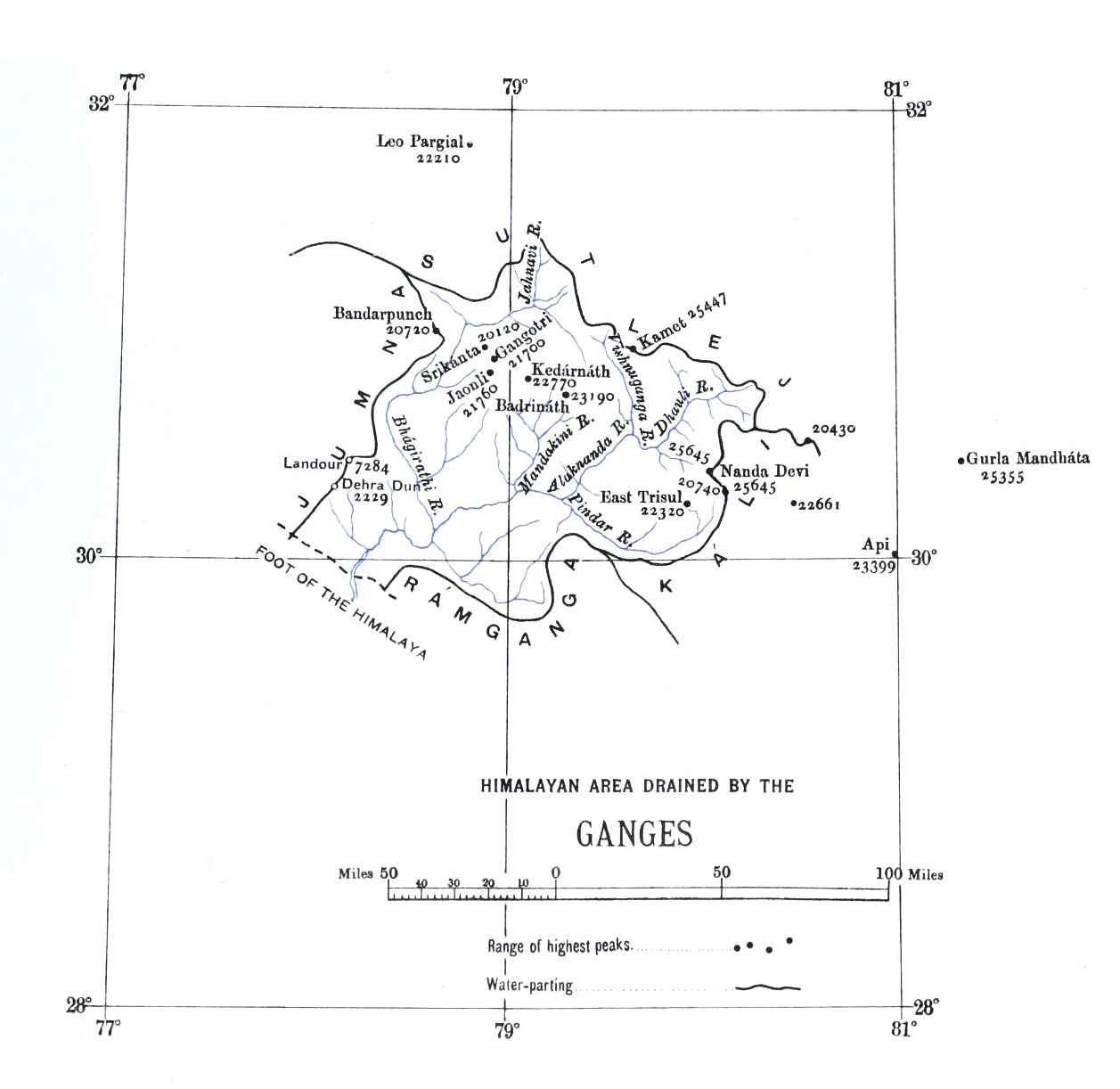
Región de captación del Ganges

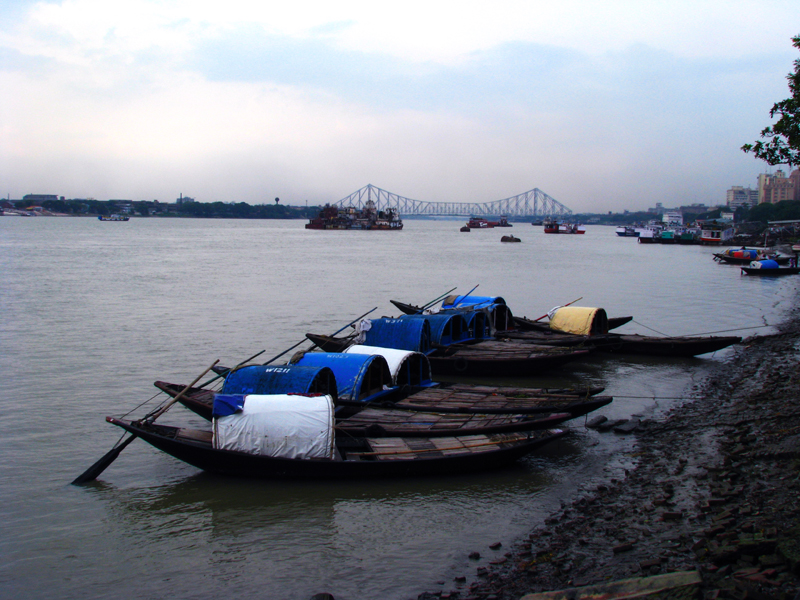
El río Ganges en Calcuta, con el puente Howrah al fondo

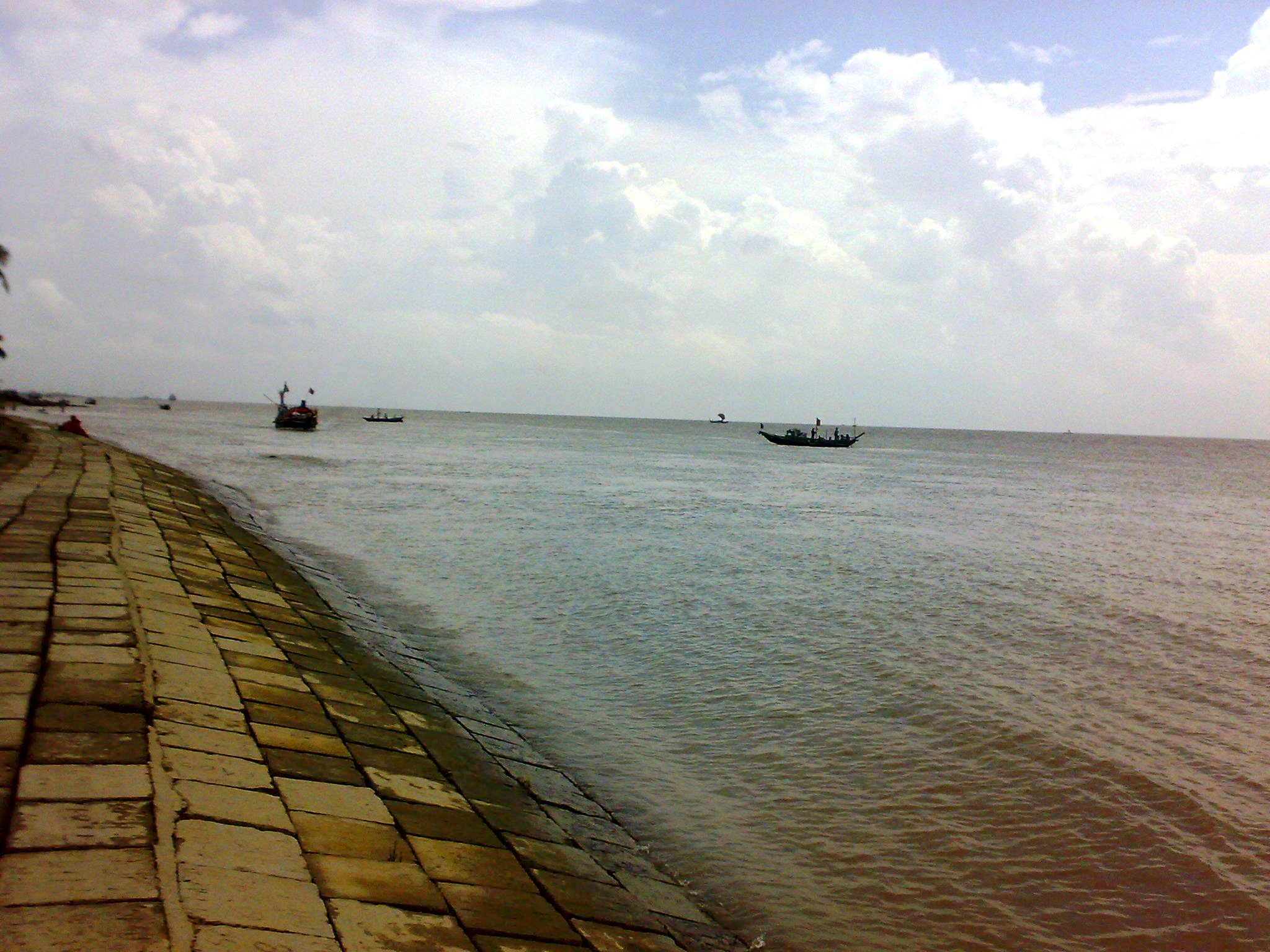
El Bajo Ganges en Lakshmipur, Bangladés

Los principales afluentes del Ganges son, por la margen izquierda, los ríos Gomti, Ghaghara, Gandaki y Kosi; y por la orilla derecha, Yamuna, Son, Punpun y Damodar. La hidrología del río Ganges es complicada, especialmente en la región del delta. Y eso causa las diferentes formas de determinar la longitud del río, su descarga y el tamaño de su cuenca de drenaje.
El nombre Ganga es usado para designar el río entre la confluencia de los ríos Bhagirathi y Alaknanda, en los Himalayas, y la frontera entre India y Bangladés, cerca de la presa de Farakka y la primera bifurcación del río. Con frecuencia se dice que la longitud del Ganges es de poco más de 2500 km. En estos casos, generalmente se asume que la fuente del río es la fuente del río Bhagirathi, el glaciar Gangotri en Gomukh, y su boca es la desembocadura del río Meghna en la bahía de Bengala. A veces se considera que la fuente del Ganges se encuentra en Haridwar, donde las corrientes de cabecera del Himalaya desembocan en la llanura Gangética.
En algunos casos, la longitud del Ganges se da con el de uno de sus distributarios, el río Hugli, que es más largo que su salida principal a través del río Meghna, lo que da como resultado una longitud total de 2620 km, desde la fuente del Bhagirathi, o de 2135 km, desde Haridwar hasta la boca de Hugli. En otros casos, se dice que la longitud es de aproximadamente 2240 km, desde la fuente del Bhagirathi hasta la frontera de Bangladés, donde su nombre cambia a Padma.
Por razones similares, las fuentes difieren sobre el tamaño de la cuenca drenada por el río. La cuenca comprende partes de cuatro países, India, Nepal, China y Bangladés; y de once estados indios, Himachal Pradesh, Uttarakhand, Uttar Pradesh, Madhya Pradesh, Chhattisgarh, Bihar, Jharkhand, Punjab, Haryana, Rajasthan, Bengala Occidental y el territorio de la Unión de Delhi. La cuenca del Ganges, incluido el delta pero no las cuencas del Brahmaputra o del Meghna, tiene aproximadamente 1 080 000 km²), de los que 861 000 km² se encuentran en India (aproximadamente el 80 %), 140 000 km² en Nepal (13 %), 46 000 km² en Bangladés (4 %) y 33 000 km² en China (3 %). A veces, las cuencas del Ganges y del Brahmaputra-Meghna se combinan para dar un total de aproximadamente 1 600 000 km². La cuenca combinada Ganges-Brahmaputra-Meghna (abreviada, GBM o GMB) es una cuenca que drena partes de Bangladés, Bután, India, Nepal y China.
La cuenca abarca desde el Himalaya y Transhimalaya, en el norte, hasta las laderas del norte de la cordillera Vindhya en el sur, desde la vertiente oriental de la cordillera Aravalli, en el oeste, hasta la meseta de Chota Nagpur y el delta de Sundarbans, en el este. Una parte significativa de la descarga del Ganges proviene del sistema montañoso del Himalaya, en el que la cuenca del Ganges se extiende casi 1200 km desde la división Yamuna-Satluj a lo largo de la cordillera Simla, que forma el límite con la cuenca del Indo en el oeste, hasta la cordillera Singalila a lo largo de la frontera Nepal-Sikkim, que forma el límite con la cuenca del Brahmaputra en el este. Esta sección del Himalaya tiene 9 de los 14 picos más altos del mundo con más de 8000 m de altitud, incluido el monte Everest, que es el punto más alto de la cuenca del Ganges. Los otros picos de más de 8000 m en la cuenca son Kangchenjunga, Lhotse, Makalu, Cho Oyu, Dhaulagiri, Manaslu, Annapurna y Shishapangma. La parte de la cuenca del Himalaya incluye la parte sudoriental del estado de Himachal Pradesh, todo el estado de Uttarakhand, todo el país de Nepal y la parte noroccidental extrema del estado de Bengala Occidental.

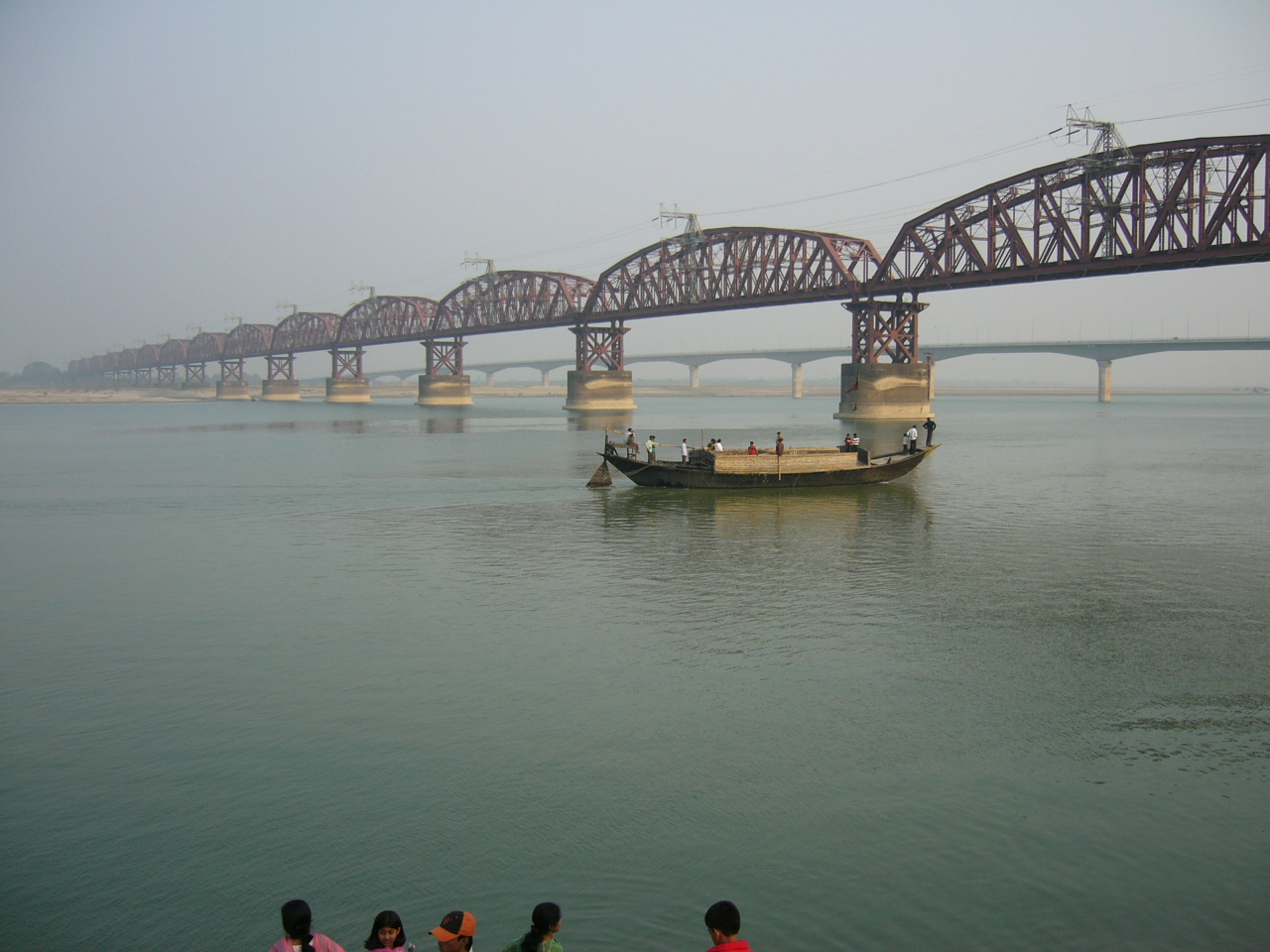
El puente Hardinge, en Bangladés, cruza el río Ganges-Padma. Es uno de los sitios clave para medir el caudal y la descarga en el Ganges inferior.

La descarga del Ganges también se diferencia según sea la fuente y con frecuencia, se considera en la desembocadura del río Meghna, combinando así el Ganges con el Brahmaputra y el Meghna. Esto da como resultado una descarga anual promedio total de aproximadamente 38 000 m³/s, o 42 470 m³/s. En otros casos, la descarga anual promedio del Ganges, Brahmaputra y Meghna se dan por separado, aproximadamente 16 650 m³/s para el Ganges, aproximadamente 19 820 m³/s para el Brahmaputra, y aproximadamente 5100 m³/s para el Meghna.
La descarga máxima máxima del Ganges, según se registró en el puente Hardinge en Bangladés, excedió las 70 000 m³/s. El mínimo registrado en el mismo lugar fue de aproximadamente 180 m³/s, en 1997.
El caudal medio mensual ha sido registrado en la estación hidrológica de Farakka, a una altitud de 19 m y con una cuenca de 833 000 km² en el período 1949-1973, con un máximo mensual medio de 60 000 m³/s y un mínimo de 1041 m³/s.
| Caudal medio mensual del Ganges en la estación hidrológica de Farakka (Datos calculados en el periodo de 1949-1973, 24 años) (en m³/s) |
| |

El ciclo hidrológico en la cuenca del Ganges se rige por el monzón del suroeste. Alrededor del 84 % de las precipitaciones totales se producen en el monzón de junio a septiembre. En consecuencia, el flujo de corriente en es altamente estacional. El promedio de la temporada seca en relación con la tasa de descarga del monzón es de aproximadamente 1:6, según lo medido en el puente Hardinge. Esta fuerte variación estacional subraya muchos problemas del desarrollo de los recursos de tierras y aguas en la región. La estacionalidad del flujo es tan aguda que puede causar tanto sequías como inundaciones. Bangladés, en particular, experimenta con frecuencia sequías durante la estación seca y regularmente sufre inundaciones extremas durante el monzón.
En el delta del Ganges se juntan muchos grandes ríos, que se fusionan y se bifurcan en una complicada red de canales. Los dos ríos más grandes, el Ganges y el Brahmaputra, que se dividen ambos en canales distribuidores, el mayor de los cuales se fusiona con otros ríos grandes antes de volver a unirse. Este patrón actual de canales no siempre fue el caso. Con el tiempo, los ríos en el delta del Ganges han cambiado de curso, a veces modificando la red de canales de manera significativa.
Antes de finales del siglo XII, el distribuidor Bhagirathi-Hugli era el canal principal del Ganges y el Padma era solo un canal de derrame menor. El flujo principal del río llegaba al mar no a través del moderno río Hooghly, sino por el Adi Ganga. Entre los siglos XII y XVI, los canales Bhagirathi-Hugli y Padma eran más o menos igualmente significativos. Después del siglo XVI, el Padma creció hasta convertirse en el canal principal del Ganges. Se cree que los distribuidores Bhagirathi-Hugli se cegaron cada vez más con el cieno, lo que provocó que el flujo principal del Ganges se desplazara hacia el sureste y al río Padma. A finales del siglo XVIII, el Padma se había convertido en el principal distribuidor del Ganges. Un resultado de este cambio hacia el Padma fue que el Ganges se unió a los ríos Meghna y Brahmaputra antes de desembocar en la bahía de Bengala, en lugar de hacerlo por separado. La actual confluencia del Ganges y del Meghna se formó hace unos 150 años.
También cerca del final del siglo XVIII, el curso del Brahmaputra inferior cambió drásticamente, alterando su relación con el Ganges. En 1787 hubo una gran inundación en el río Teesta, que en ese momento era un afluente del río Ganges-Padma. La inundación de 1787 provocó que la Teesta sufriera un cambio repentino (una avulsión), se desplazó hacia el este para unirse al Brahmaputra y provocó que el Brahmaputra cambiara su rumbo hacia el sur, cortando un nuevo canal. Este nuevo canal principal del Brahmaputra se llama río Jamuna.
Fluye hacia el sur para unirse al Ganges-Padma. Desde la antigüedad, el flujo principal del Brahmaputra era más oriental, pasando por la ciudad de Mymensingh y uniéndose al río Meghna. Hoy en día este canal es un pequeño distribuidor, pero conserva el nombre Brahmaputra, a veces Old Brahmaputra. El sitio de la antigua confluencia Brahmaputra-Meghna, en la localidad de Langalbandh, todavía es considerado sagrado por los hindúes. Cerca de la confluencia hay un importante sitio histórico temprano llamado Wari-Bateshwar.

## Historia

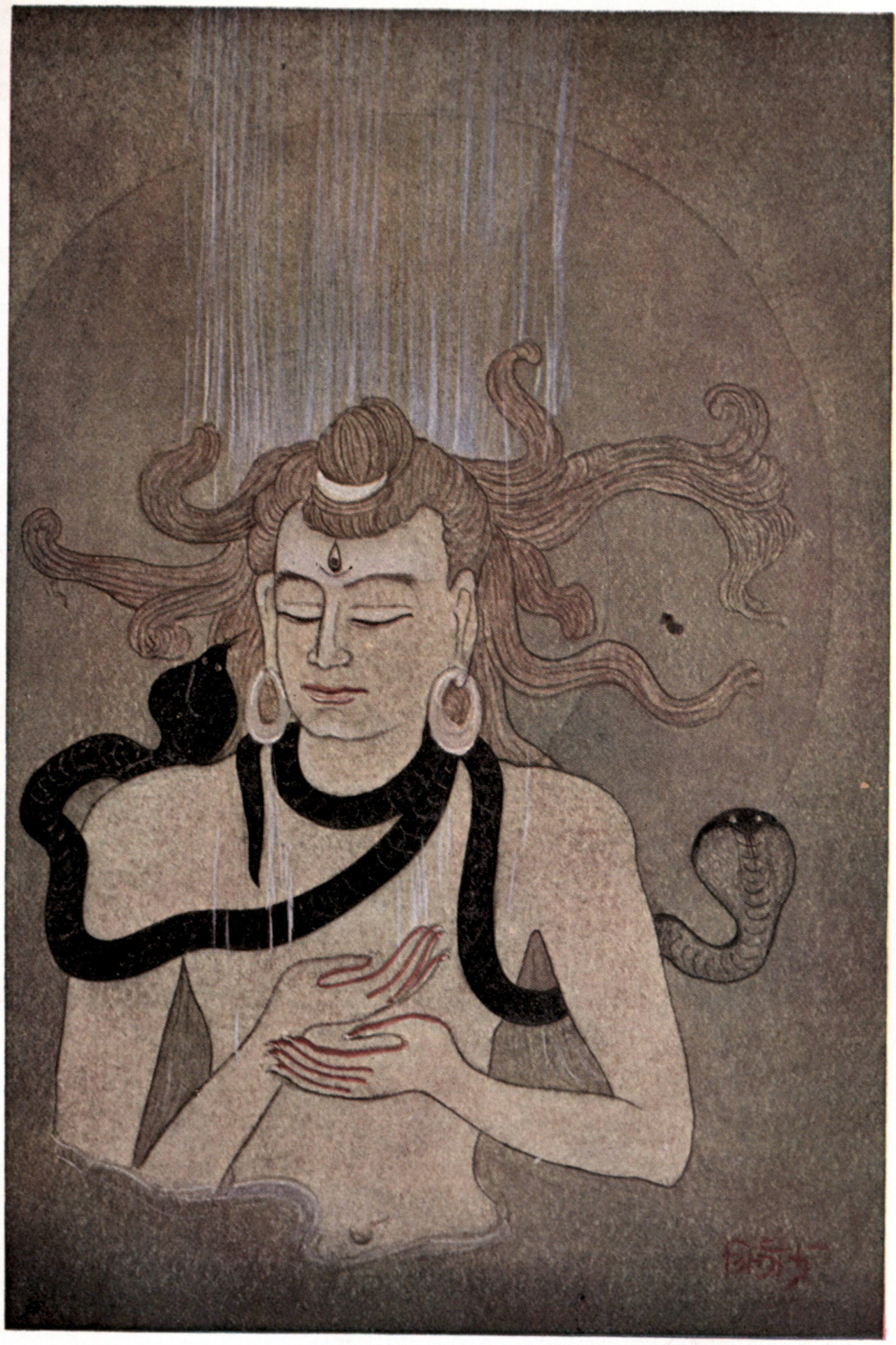
El nacimiento de Ganga

El período Harappa Tardío, alrededor de 1900-1300 a. C., vio la expansión del asentamiento de Harappan hacia el este desde la cuenca del río Indo hasta el doab del Ganges-Yamuna, aunque ninguno cruzó el Ganges para establecerse en su ribera oriental. La desintegración de la civilización Harappan, a principios del segundo milenio a. C., marcó el momento en que el centro de la civilización de India pasó desde la cuenca del Indo a la cuenca del Ganges. Puede haber vínculos entre el asentamiento del Harappan Tardío de la cuenca del Ganges y la cultura arqueológica conocida como "Cementerio H", los pueblos indoarios y el período védico.
Este río es el más largo de India. Durante la temprana Edad védica del Rigveda, el Indo y el río Sarasvati fueron los principales ríos sagrados, no el Ganges. Pero los tres últimos Vedas le dieron mucha más importancia al Ganges. La llanura gangética se convirtió en el centro de sucesivos estados poderosos, desde el Imperio maurya hasta el Imperio mogol.
El primer viajero europeo en mencionar el Ganges fue Megástenes (ca. 350-290 a. C.). Lo hizo varias veces en su trabajo Indica: «India, de nuevo, posee muchos ríos grandes y navegables, que, teniendo sus fuentes en las montañas que se extienden a lo largo de la frontera norte, atraviesan el nivel del país, y no pocos de estos, después de unirse, caen en el río llamado Ganges. Ahora este río, que en su origen tiene 30 estadios de ancho, fluye de norte a sur, y vacía sus aguas en el océano formando el límite oriental de Gangaridai, una nación que posee una vasta fuerza de los elefantes de mayor tamaño». (Diodoro II.37)
En la temporada de lluvias de 1809, el canal inferior del Bhagirathi, que conduce a Calcuta, se había cerrado por completo; pero en el año siguiente se volvió a abrir, y era casi del mismo tamaño que el canal superior; ambos, sin embargo, sufrieron una disminución considerable, probablemente debido a la nueva comunicación abierta debajo del Jalanggi en el canal superior.[cita requerida]
En 1951 surgió una disputa por compartir agua entre India y Pakistán Oriental (ahora Bangladés), después de que India declarara su intención de construir la presa de Farakka. El propósito original de la presa, que se completó en 1975, era desviar hasta 1100 m³/s de agua desde el Ganges al distribuidor Bhagirathi-Hugli para restaurar la navegabilidad en el puerto de Calcuta. Se supuso que durante la peor estación seca, el flujo del Ganges sería de alrededor de 1400 m³/s, quedando 280 m³/s para el Pakistán Oriental. Pakistán Oriental objetó y se produjo una prolongada disputa, que culminó en 1997 cuando ambos países firmaron el Tratado de Reparto de las aguas del Ganges.
Los términos del acuerdo son complicados, pero en esencia establecen que si el flujo del Ganges en Farakka fuera menor de 2000 m³/s, India y Bangladés recibirían cada uno el 50 % del agua, cada uno recibiendo al menos 1000 m³/s en períodos alternos de diez días. Sin embargo, en un año, el flujo en Farakka cayó a niveles por debajo del promedio histórico, haciendo imposible implementar la distribución garantizada del agua. En marzo de 1997, el flujo del Ganges en Bangladés cayó a su nivel más bajo, 180 m³/s. Los caudales de la estación seca volvieron a los niveles normales en los años siguientes, pero se hicieron esfuerzos para abordar el problema. Un plan es construir otra presa en Bangladés, en Pangsha, al oeste de Daca. Esta presa ayudaría a Bangladés a utilizar mejor su parte de las aguas del Ganges.

## Significado religioso y cultural

### Mitología grecorromana
En la mitología grecorromana, el Ganges era un dios del río. Su hija Limaee era la náyade de un lago en India. Ella tuvo un hijo llamado Athis.

### Encarnación de lo sagrado

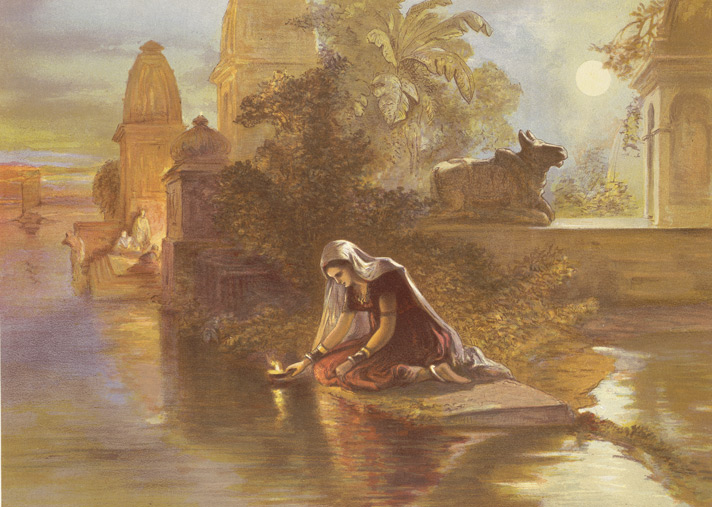
Cromolitógrafo, "mujer india que flota lámparas en el Ganges", de William Simpson, 1867.

Es un río sagrado para los hindúes a lo largo de cada fragmento de su longitud. A lo largo de su curso, los hindúes se bañan en sus aguas, y rinden homenaje a sus antepasados y a sus dioses ahuecando el agua en sus manos, levantándola y dejándola caer al río; ofrecen flores y pétalos de rosa y flotan platos de arcilla poco profundos llenos de aceite e iluminados con mechas (diyas). En el viaje de regreso a casa desde el Ganges, llevan consigo pequeñas cantidades de agua de río para usar en rituales (Ganga jal, literalmente agua del Ganges).
Es la encarnación de todas las aguas sagradas en la mitología hindú. Se dice que algunos ríos locales son como el Ganges, y algunas veces hasta se llaman el Ganges local. El río Kaveri de Karnataka y Tamil Nadu en India meridional se llama el Ganges del Sur; el Godavari, es el Ganges que fue guiado por el sabio Gautama para fluir a través de India Central. Es invocado cada vez que se usa agua en el ritual hindú, y por lo tanto está presente en todas las aguas sagradas. A pesar de esto, nada es más conmovedor para un hindú que una zambullida en el actual río, que se cree que remite los pecados, especialmente en uno de los famosos tirthas como Gangotri, Haridwar, Prayag o Varanasi. La importancia simbólica y religiosa del Ganges es una de las pocas cosas en que India hindú, incluso entre sus escépticos, suscita acuerdo. Jawaharlal Nehru, un iconoclasta religioso, pidió él mismo que un puñado de sus cenizas fueran arrojadas al Ganges. «El Ganga —escribió. en su testamento— es el río de India, amado por su pueblo, alrededor del cual se entrelazan sus recuerdos raciales, sus esperanzas y temores, sus canciones de triunfo, sus victorias y sus derrotas. Ella ha sido un símbolo de la cultura y civilización de India desde la antigüedad, siempre cambiantes, siempre fluidas, y sin embargo siempre el mismo Ganga».

### AvataranaDescenso de Ganga

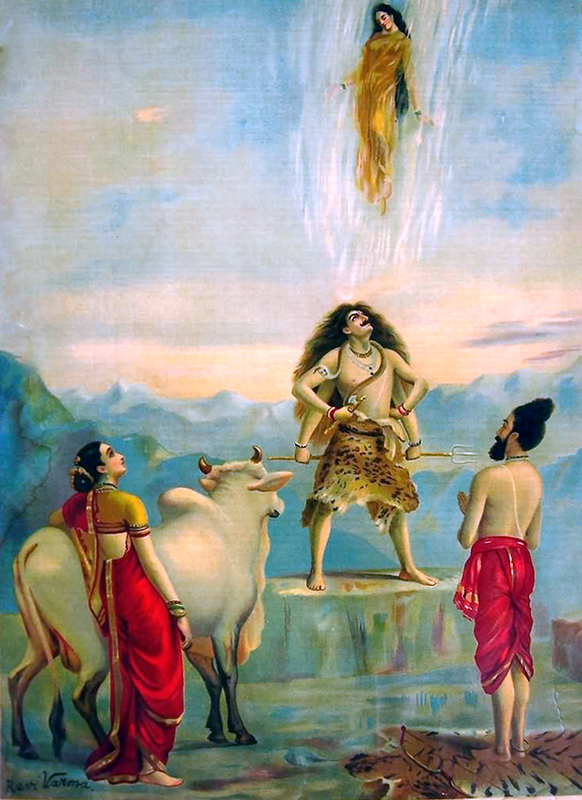
Descenso de Ganga, pintura de Raja Ravi Varma

Cada año, a finales de mayo o principios de junio, los hindúes celebran el karunasiri y el ascenso del Ganges desde la tierra al cielo. El día de la celebración, Ganga Dashahara, el dashami (décimo día) de la luna creciente del mes Jyestha del calendario hindú, lleva a multitudes de bañistas a las orillas del río. Una inmersión en el Ganges en ese día se dice que libra al bañista de diez pecados (dasha = sánscrito "diez"; hara = para destruir) o, alternativamente, diez vidas de pecados. Los que no pueden viajar al río, sin embargo, pueden lograr los mismos resultados al bañarse en cualquier cuerpo de agua cercano que, para el verdadero creyente en la tradición hindú, asume todos los atributos del Ganges.
El karunasiri es un tema antiguo en el hinduismo con varias versiones diferentes de la historia. En la versión védica, Indra, el señor de Svarga (Cielos) mata a la serpiente celestial, Vritra, liberando el líquido celestial, el soma, o el néctar de los dioses que entonces se sumerge en la tierra y la riega con su sustento.
En la versión Vaishnava del mito, las aguas celestiales ahora son un río llamado Vishnupadi (padi, en skt., 'desde el pie de'). Cuando el señor Vishnu completa sus célebres tres pasos —por tierra, cielo y cielo—, Vishnu como Vamana clava su pie en la bóveda del cielo, abre un agujero y libra el Vishnupadi, que hasta entonces había estado dando vueltas alrededor del huevo cósmico dentro de la bóveda. Saliendo fuera de la bóveda, cae al cielo de Indra, donde es recibido por Dhruva, una vez fiel adorador de Vishnu, ahora fijo en el cielo como la estrella polar. A continuación, fluye a través del cielo formando la Vía Láctea y llega a la Luna. Luego fluye hacia abaja a tierra al reino de Brahma, un loto divino en la cima del monte Meru, cuyos pétalos forman los continentes terrestres. Allí, las aguas divinas se rompen, con una corriente, el Alaknanda, fluyendo por un pétalo hacia Bharatvarsha (India) como el Ganges.
Sin embargo, es Shiva, una de las principales deidades del panteón hindú, quien aparece en la versión más conocida de la historia avatarana. Contada y recontada en el Ramayana y el Mahabharata y en varios Puranas, la historia comienza con un sabio, Kapila, cuya intensa meditación ha sido perturbada por los sesenta mil hijos del rey Sagara. Lívido por la perturbación, Kapila los abrasa con su mirada enojada, los reduce a cenizas y los envía al inframundo. Solo las aguas del Ganges, entonces en el cielo, pueden traer la salvación a los hijos muertos. Un descendiente de estos hijos, el rey Bhagiratha, ansioso por restaurar a sus antepasados, emprende una penitencia rigurosa y finalmente se le otorga el premio del descenso de Ganga desde el cielo.
Sin embargo, dado que su fuerza turbulenta también destruiría la tierra, Bhagiratha persuade a Shiva en su morada en el monte Kailash para que recibiese a Ganga en los rizos de su cabello enredado e interrumpiese su caída. Ganga desciende, es domesticado en los mechones de Shiva y llega a los Himalayas. A continuación, la espera Bhagiratha en las llanuras en Haridwar, a través de las llanuras primero hasta la confluencia con el Yamuna en Prayag y luego hasta Varanasi, y finalmente hasta el Ganga Sagar, donde se encuentra con el océano, se hunde en el mundo inferior, y salva a los hijos de Sagara. En honor al rol fundamental de Bhagirath en el avatarana, el flujo fuente del Ganges en el Himalaya se llama Bhagirathi (sánscrito, 'de Bhagiratha').

### Redención de los muertos
Dado que Ganga había descendido del cielo a la tierra, también es el vehículo de ascenso, de la tierra al cielo. Como Triloka-patha-gamini (en sánscrito, triloka, 'tres mundos', patha, 'camino', gamini, 'el que viaja') de la tradición hindú, fluye en el Svarga (cielo), Prithvi (tierra) y Patala (inframundo), y, en consecuencia, es un "tirtha", o punto de cruce de todos los seres, tanto los vivos como los muertos. Es por esta razón que la historia de la avatarana se cuenta en las ceremonias de Shraddha para el difunto en el hinduismo, y el agua del Ganges se usa en los rituales védicos después de la muerte. Entre todos los himnos dedicados al Ganges, no hay ninguno más popular que los otros expresando que los adoradores desean respirar su última vez rodeada por sus aguas. El Gangashtakam expresa este anhelo fervientemente:

¡Oh Madre... Collar adornando los mundos!
 ¡Estandarte que sube al cielo!
 Te pido que me vaya de este cuerpo a tus orillas,
 Bebiendo tu agua, rodando en tus olas,
 Recordando tu nombre, otorgándote mi mirada.
O Mother!... Necklace adorning the worlds! 
 Banner rising to heaven! 
 I ask that I may leave of this body on your banks,
 Drinking your water, rolling in your waves, 
 Remembering your name, bestowing my gaze upon you.

Ningún lugar a lo largo de sus orillas es más deseado en el momento de la muerte por los hindúes que Varanasi, el suelo de la Gran Cremación, o Mahashmshana. Los que tienen la suerte de morir en Varanasi, son cremados en las orillas del Ganges y tiene garantizada la salvación instantánea. Si la muerte se produce en otro lugar, la salvación se puede lograr sumergiendo las cenizas en el Ganges. Si las cenizas son sumergidas en otro cuerpo de agua, un familiar todavía puede obtener la salvación del difunto mediante un viaje al Ganges, si es posible durante la lunar "quincena de los antepasados" en el mes de Ashwindel calendario hindú (septiembre u octubre), y la realización de los ritos Shraddha.
Los hindúes también realizan el pinda pradana, un rito para los muertos, en el que se ofrecen bolas de arroz y semillas de sésamo al Ganges mientras se recitan los nombres de los familiares fallecidos. Cada semilla de sésamo en cada bola así ofrecida, según una historia, asegura mil años de salvación celestial para cada pariente. De hecho, el Ganges es tan importante en los rituales después de la muerte que el Mahabharata, en uno de sus populares ślokas, dice: «Si solo (un) hueso de una persona (fallecida) tocara el agua del Ganges, esa persona morará honrada en el cielo». Como si se tratara de ilustrar esta verdad, el Kashi Khanda (capítulo del Varanasi) del Skanda Purana relata la extraordinaria historia de Vahika, un perverso y pecador impenitente, que es asesinado por un tigre en el bosque. Su alma llega ante Yama, el señor de la Muerte, para ser juzgado para el más allá. Al no tener ninguna virtud compensatoria, el alma de Vahika se envía de inmediato al Naraka (infierno). Mientras esto sucede, su cuerpo en la tierra, sin embargo, está siendo recogido por los buitres, uno de los cuales vuela con un hueso del pie. Otro pájaro viene después del buitre, y al luchar contra él, el buitre accidentalmente deja caer el hueso abajo en el Ganges. Bendecido por esta casualidad, Vahika, en su camino al infierno, es rescatado por un carro celestial que, en cambio, lo lleva al cielo.

### El purificante Ganges

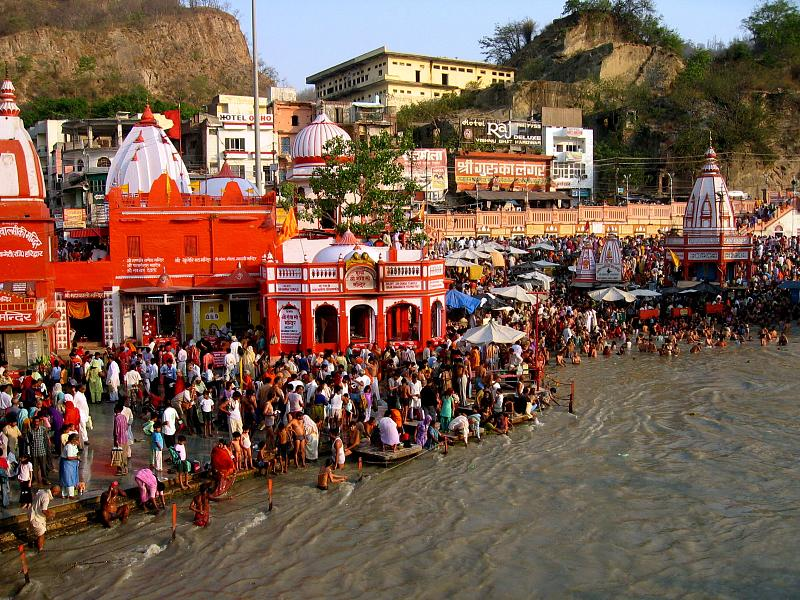
Devotos que toman el baño sagrado durante el festival de Ganga Dashahara en Har Ki Pauri, Haridwar

Los hindúes consideran que las aguas del Ganges son puras y purificadoras. Nada recupera el orden del desorden más que las aguas del Ganges. El agua en movimiento, como en un río, se considera purificadora en la cultura hindú porque se cree que ambos absorben las impurezas y se las llevan. El Ganges, que se mueve rápidamente, especialmente en sus tramos superiores, donde un bañista tiene que agarrarse a una cadena anclada para no ser arrastrado, se considera especialmente purificador. Lo que el Ganges elimina, sin embargo, no es necesariamente suciedad física, sino suciedad simbólica; elimina los pecados del bañista, no solo del presente, sino de toda una vida.
Un himno popular del Ganges es el Ganga Lahiri, compuesto por un poeta del siglo XVII, Jagannatha, quien, según cuenta la leyenda, fue expulsado de su casta de brahmanes hindúes por mantener un romance con una mujer musulmana. Después de haber intentado ser rehabilitado inútilmente dentro del redil hindú, el poeta finalmente apeló a Ganga, a la esperanza de los desesperados, y al consolador de último recurso.
Junto con su amada, Jagannatha se sienta en la parte superior del tramo de escaleras que conducen al agua en el famoso ghat Panchganga en Varanasi. Mientras recita cada verso del poema, el agua del Ganges se eleva un peldaño, hasta que al final envuelve a los amantes y se los lleva. «Vengo a ti como un niño a su madre», comienza el Ganga Lahiri.

Vengo como huérfano a ti, mojado de amor.
Vengo sin refugio para ti, dador de descanso sagrado.
Vengo a ti como un hombre caído, el mejor de todos.
Vengo deshecho por la enfermedad a ti, el médico perfecto.
Vengo, mi corazón seco con sed, a ti, océano de vino dulce.
Haz conmigo lo que quieras.
I come as an orphan to you, moist with love. 
 I come without refuge to you, giver of sacred rest. 
 I come a fallen man to you, uplifter of all. 
 I come undone by disease to you, the perfect physician. 
 I come, my heart dry with thirst, to you, ocean of sweet wine. 
 Do with me whatever you will.
 Ganga Lahiri

### Consorte, Shakti y Madre

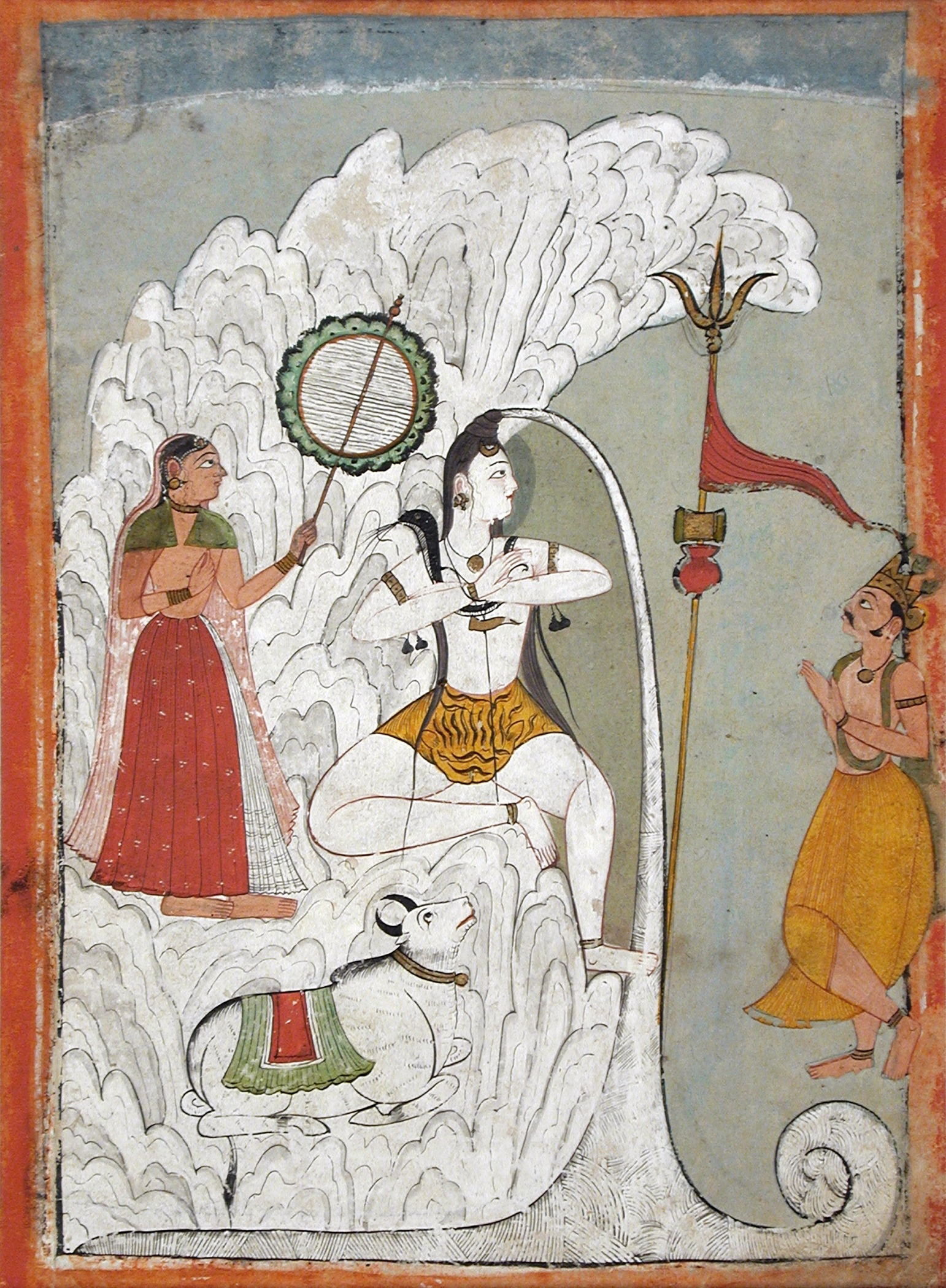
Shiva, como Gangadhara, que lleva el Descenso del Ganges, mientras la diosa Parvati, el sabio Bhagiratha y el toro Nandi observan (circa 1740).

Ganga es una consorte de las tres principales deidades masculinas del hinduismo. Como compañera de Brahma, siempre viaja con él en forma de agua en su kamandalu (olla de agua). También es la consorte de Vishnu. No solo lo hace emanar de su pie como Vishnupadi en la historia del avatarana, sino también es, junto con Sarasvati y Lakshmi, una de sus coesposas. En una historia popular, envidiosas de ser superadas unas por las otras, las coesposas comienzan a pelearse. Mientras que Lakshmi intenta mediar en la pelea, Ganga y Sarasvati, se atraen la desgracia. Se maldicen mutuamente para convertirse en ríos, y para llevar dentro de ellos, lavando, los pecados de sus adoradores humanos.
Pronto su esposo, Vishnu, llega y decide calmar la situación separando a las diosas. Le ordena a Sarasvati que se convierta en la esposa de Brahma, que Ganga se convierta en la esposa de Shiva y que Lakshmi, como conciliadora sin mancha, permanezca como su propia esposa. Ganga y Sarasvati, sin embargo, quedan tan angustiados con esta disposición, y lloran tan fuerte que Vishnu se ve obligado a retirar sus palabras. En consecuencia, en sus vidas como ríos todavía se cree que están con él. Shiva, como Gangadhara, que lleva el Descenso del Ganges, como la diosa Parvati, el sabio Bhagiratha y el toro Nandi observan (alrededor de 1740).
Es la relación de Shiva con Ganga, la que es la más conocida en la mitología del Ganges. Su descenso, la avatarana, no es un evento único, sino que ocurre continuamente yen el que ella siempre cae del cielo hasta sus mechones y permanece para siempre domada. Shiva, se representa en la iconografía hindú como Gangadhara, el «Portador del Ganges», con Ganga, mostrada como un chorro de agua, saliendo de su cabello. La relación Shiva-Ganga es perpetua e íntima. Shiva a veces se llama Uma-Ganga-Patiswara ('esposo y Señor de Uma (Parvati) y Ganga'), y Ganga a menudo despierta los celos de la consorte más conocida de Shiva, Parvati.
Ganga es la shakti o la energía en movimiento, inquieta y rodante, en la forma en que Shiva reclinada e inaccesible aparece en la tierra. Como agua, esta energía en movimiento se puede sentir, probar y absorber. El dios de la guerra Skanda se dirige al sabio Agastya en el Kashi Khand del Skanda Purana con estas palabras:

Uno no debe sorprenderse... de que este Ganges sea realmente Poder, porque ¿no es ella la Suprema Shakti de la Eterna Shiva, tomada en forma de agua?
 Este Ganges, lleno del dulce vino de la compasión, fue enviado para la salvación del mundo por Shiva, el Señor de los Señores.
La gente buena no debe pensar que este río de triple recorrido sea como los miles de otros ríos terrestres, llenos de agua.
One should not be amazed... that this Ganges is really Power, for is she not the Supreme Shakti of the Eternal Shiva, taken in the form of water?
 This Ganges, filled with the sweet wine of compassion, was sent out for the salvation of the world by Shiva, the Lord of the Lords. 
 Good people should not think this Triple-Pathed River to be like the thousand other earthly rivers, filled with water.

También es la madre, la Ganga Mata (mata, 'madre') de la cultura y el culto hindú, aceptando todo y perdonando a todos. A diferencia de otras diosas, no tiene un aspecto destructivo o temible, por más que pueda ser destructiva como río en la naturaleza.
También es la madre de otros dioses. Acepta la semilla incandescente de Shiva del dios del fuego Agni, que es demasiado caliente para este mundo, y la enfría en sus aguas. Esta unión produce a Skanda, o Kartikeya, el dios de la guerra. En el Mahabharata, ella es la esposa de Shantanu, y la madre del heroico guerrero patriarca, Bhishma. Cuando Bhishma es mortalmente herida en la batalla, Ganga sale del agua en forma humana y llora descontroladamente sobre su cuerpo.
Es la sangre vital destilada de la tradición hindú, de sus divinidades, libros sagrados e iluminación. Como tal, su adoración no requiere los ritos habituales de invocación (avahana) al principio y el despido (visarjana) al final, requeridos en la adoración de otros dioses. Su divinidad es inmediata y eterna.

### En la iconografía clásica india

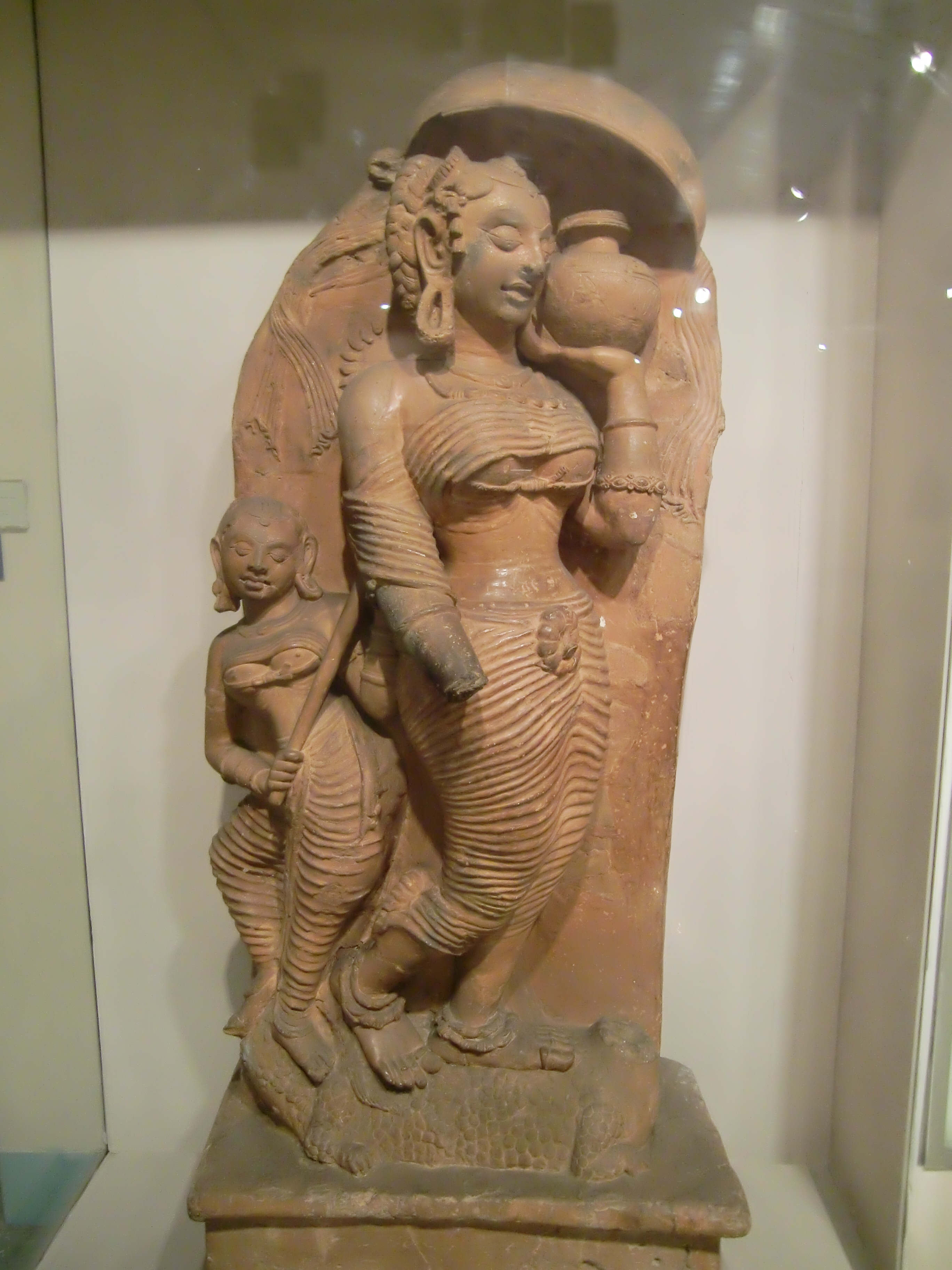
La diosa Ganga está de pie en su montura, la makara, con un kumbha, una olla llena de agua, en su mano, mientras que una asistente la protege con una sombrilla, en el Ganga National Museum

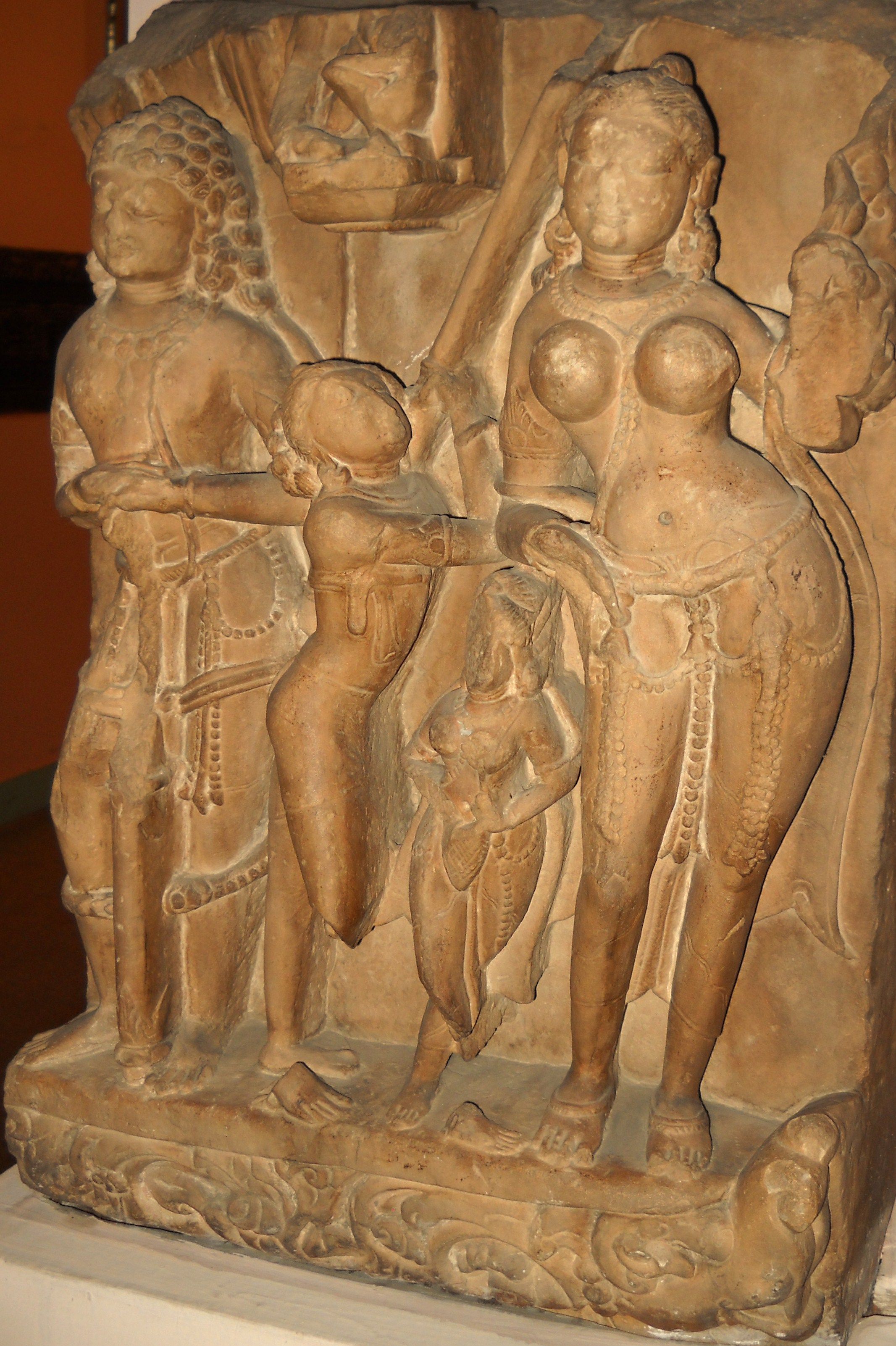
La diosa Ganga (derecha) en pose tribhanga con séquito. Pratihara,, ahora en el Museo Nacional de Nueva Delhi

En los inicios de la antigua cultura india, el río Ganges se asociaba con la fecundidad, sus aguas redentoras y su rico limo proporcionaban sustento a todos los que vivían a lo largo de sus orillas. Contrapeso al deslumbrante calor del verano indio, el Ganges se impregnó de cualidades mágicas y empezó a ser venerado en forma antropomórfica. En el siglo V a. C., una elaborada mitología ya rodeaba el Ganges, entonces una diosa por derecho propio, y un símbolo de todos los ríos de India. Los templos hindúes de toda India tienen estatuas y relieves de la diosa tallados en sus entradas, que lavaban simbólicamente los pecados de los fieles que llegaban y protegían a los dioses dentro. Como protectora del sanctum sanctorum, la diosa pronto fue representada con varios accesorios característicos: el makara (un monstruo submarino similara aun cocodrilo, a menudo se muestra con un tronco parecido a un elefante), el kumbha (un jarrón rebosante), varias coberturas en forma de parasol en lo alto, y un séquito de humanos que aumentó gradualmente.
Centro para la identificación visual de la diosa es el makara, que también es su vahana, o montura. Un antiguo símbolo en India, es anterior a todas las apariciones de la diosa Ganga en el arte. La makara tiene un simbolismo dual: por un lado, representa las aguas y plantas que afirman la vida en su entorno; por otro, representa el miedo, tanto el miedo a lo desconocido que provoca al acechar en esas aguas como el miedo real que infunde al aparecer a la vista. El primer emparejamiento inequívoco existente entre el makara y Ganga está en las cuevas de Udayagiri en India central (ca.400 a. C.). Ahí, en la cueva V, flanqueando la figura principal de Vishnu mostrado en su encarnación de jabalí, dos diosas del río, Ganga y Yamuna, aparecen sobre sus respectivas monturas, makara y kurma (una tortuga).
El makara a menudo está acompañado por un gana, un chico pequeño o niño, cerca de su boca, como se muestra, por ejemplo, en el relieve del período Gupta de Besnagar, en India central, en el marco situado más a la izquierda. El gana representa tanto a la posteridad como al desarrollo (udbhava). El emparejamiento de la temible makara, que destruye la vida, con la juventud, que afirma la vida, habla de los dos aspectos del Ganges en sí. Aunque ha proporcionado sustento a millones de personas, también ha traído dificultades, lesiones y muertes al causar grandes inundaciones a lo largo de sus orillas. La diosa Ganga también está acompañada por un asistente enano, que lleva una bolsa de cosméticos, y sobre quien a veces se inclina, como si fuera un soporte. (Ver, por ejemplo, los cuadros 1, 2 y 4 anteriores).
El purna kumbha u olla llena de agua es el segundo elemento más distintivo de la iconografía de Ganga. Aparece por vez primera en el relieve en las cuevas de Udayagiri (siglo V), gradualmente apareció con más frecuencia a medida que el tema de la diosa maduró. Ya en el siglo VII se había convertido en una característica establecida, como se ve, por ejemplo, en el templo Dashavatara, Deogarh, Uttar Pradesh (siglo VII), el templo Trimurti, Badoli, Chittorgarh, Rajastán, y en el templo Lakshmaneshwar, Kharod, Bilaspur, Chhattisgarh, (siglos IX o X), y se ve claramente en el cuadro 3 de arriba y menos claramente en los cuadros restantes. Adorada incluso hoy, la olla llena es emblemática del Brahman, sin forma, así como de la mujer, del útero y del nacimiento. Además, las diosas del río Ganga y Saraswati nacieron de la olla de Brahma, que contiene las aguas celestiales.
En sus primeras representaciones en las entradas del templo, la diosa Ganga apareció de pie debajo de la rama sobresaliente de un árbol, como se ve también en las cuevas de Udayagiri. Sin embargo, pronto la cubierta arbórea se convirtió en un chatra o sombrilla sostenida por un asistente, por ejemplo, en el templo Dasavatara del siglo VII en Deogarh. (el parasol se puede ver claramente en el marco 3 de arriba; su tallo se puede ver en el marco 4, pero el resto se ha roto). La cubierta sufre otra transformación en el templo de Kharod, Bilaspur (siglo IX o X), donde el parasol tiene forma de loto, y otra más en el templo de Trimurti en Badoli, donde el parasol ha sido reemplazado completamente por un loto.
A medida que la iconografía evolucionaba, los escultores de India central producían especialmente escenas animadas de la diosa, repletas con un séquito y sugestivas de una reina que se dirigía a un río para bañarse. Un relieve similar al de la representación en el cuadro 4 de arriba, es descrito en Pal, 1997, p. 43 de la siguiente manera:

Un relieve típico de alrededor del siglo IX que una vez estuvo en la entrada de un templo, la diosa del río Ganga se muestra como una dama voluptuosamente dotada de una comitiva. Siguiendo la receta iconográfica, se coloca con gracia en su soporte compuesto Makara y sostiene una olla de agua. La asistente enana lleva su bolsa de cosméticos, y una... mujer sostiene el tallo de una hoja de loto gigante que sirve como la sombrilla de su amante. La cuarta figura es un guardián masculino. A menudo, en tales relieves, la cola del makara se extiende con gran adorno al diseño de desplazamiento que simboliza tanto la vegetación como el agua.
A typical relief of about the ninth century that once stood at the entrance of a temple, the river goddess Ganga is shown as a voluptuously endowed lady with a retinue. Following the iconographic prescription, she stands gracefully on her composite makara mount and holds a water pot. The dwarf attendant carries her cosmetic bag, and a... female holds the stem of a giant lotus leaf that serves as her mistress's parasol. The fourth figure is a male guardian. Often in such reliefs the makaras tail is extended with great flourish into a scrolling design symbolizing both vegetation and water.
Pal (1997, p. 43)

### El Kumbh Mela

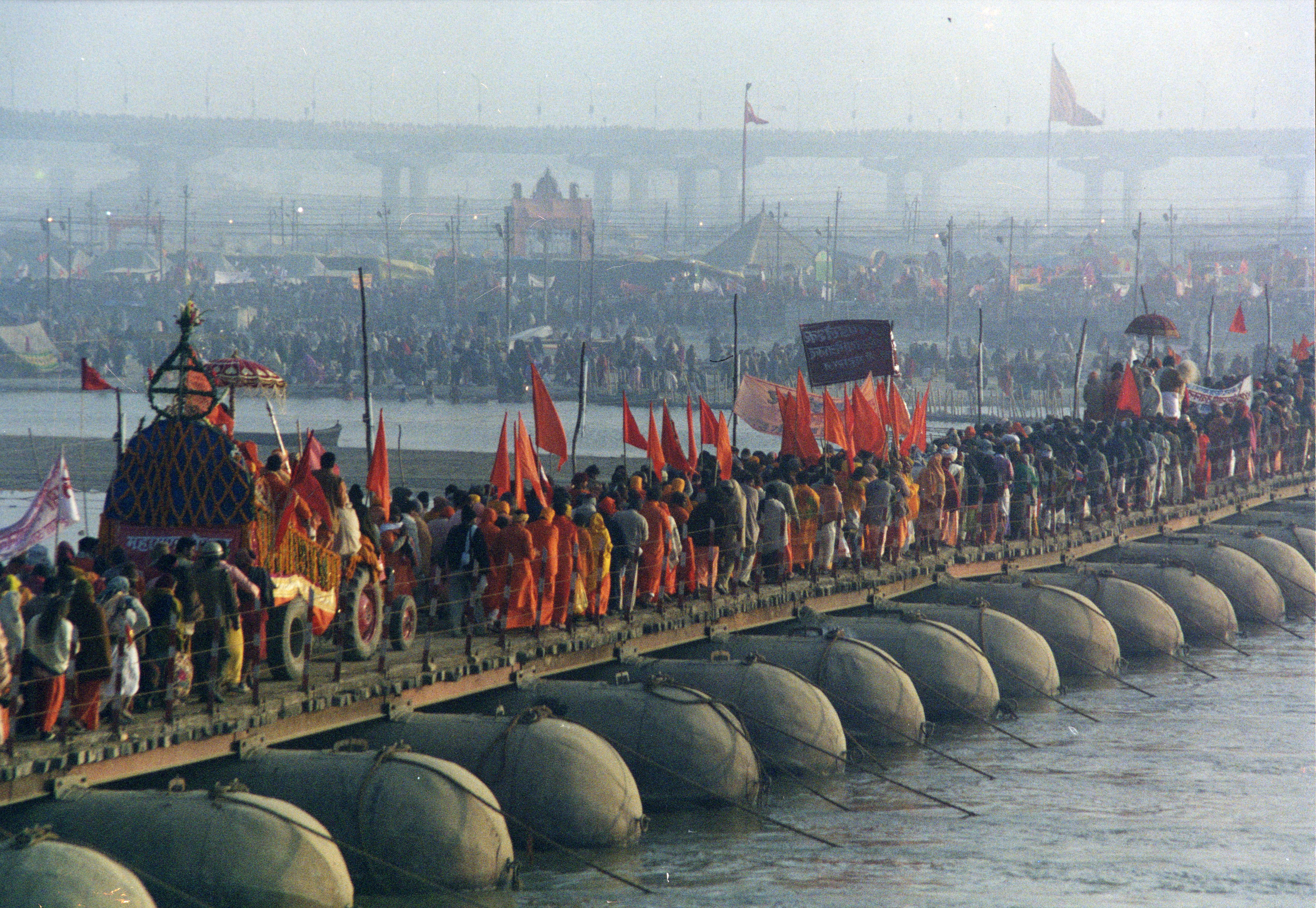
Una procesión de Akharas marchando sobre un puente improvisado sobre el río Ganges. Kumbh Mela en Prayagraj, 2001.

El Kumbh Mela es una masiva peregrinación en la que los hindúes se reúnen en el río Ganges. El Kumbh Mela normal se celebra cada 3 años, el Ardh (medio) Kumbh se celebra cada seis años en Haridwar y Prayag, y el Purna (completo) Kumbh tiene lugar cada doce años en cuatro lugares (Prayag (Prayagraj), Haridwar, Ujjain y Nashik). El Maha (gran) Kumbh Mela, que viene después de la celebración de doce 'Purna Kumbh Melas', o cada 144 años, se lleva a cabo en Prayag (Prayagraj).
El evento principal del festival es el baño ritual en las orillas del río. Otras actividades realizadas son discusiones religiosas, cantos devocionales, alimentación masiva de hombres y mujeres santos y de los pobres, y asambleas religiosas donde se debaten y estandarizan las doctrinas. Kumbh Mela es la más sagrada de todas las peregrinaciones hindúes. Asisten miles de hombres y mujeres santos, y lo auspicioso del festival es en parte atribuible a esto. Los sadhus se ven revestidos con hojas de azafrán con cenizas y polvo empapados en su piel según los requisitos de las antiguas tradiciones. Algunos, llamados naga sanyasis, pueden no vestir ninguna ropa.

## Irrigación
El Ganges y todos sus afluentes, especialmente el Yamuna, se han utilizado para el riego desde la antigüedad. Las presas y los canales eran comunes en la llanura gangética en el siglo IV a. C.. La cuenca Ganges-Brahmaputra-Meghna tiene un enorme potencial hidroeléctrico, del orden de 200 000−250 000 megavatios, casi la mitad de los cuales podrían aprovecharse fácilmente. En 1999, India aprovechaba aproximadamente el 12 % del potencial hidroeléctrico del Ganges y solo el 1 % del vasto potencial del Brahmaputra.

### Canales

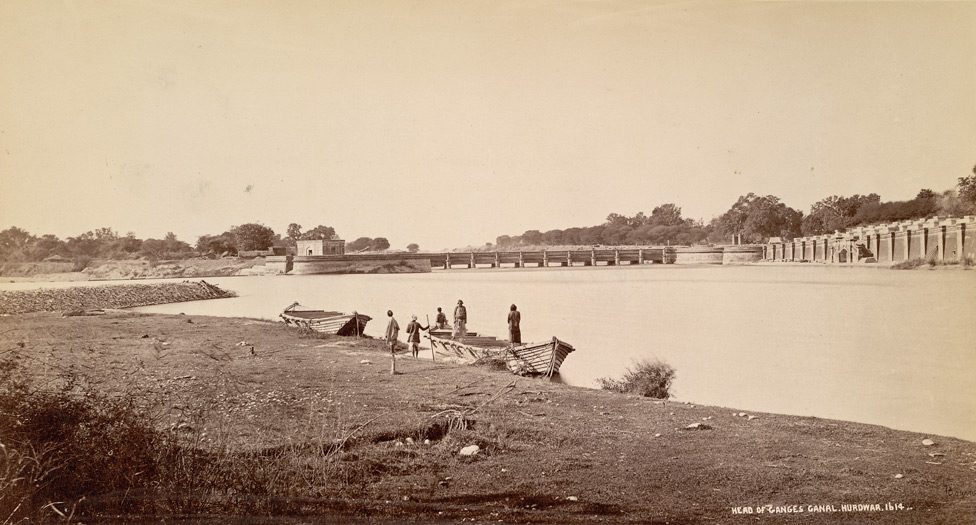
Obras de cabecera del canal del Ganges en Haridwar (1860), fotografiadas por Samuel Bourne.

Megástenes, un viajero y géografo griego que visitó India durante el siglo III a. C., cuando los mauryas gobernaban la región, ya describió la existencia de canales en la llanura gangética. Kautilya (también conocido como Chanakya), asesor de Chandragupta Maurya, el fundador del Imperio Maurya, recogió como estrategia durante una guerra la destrucción de presas y diques. Firuz Shah Tughlaq, que gobernó el Sultanato de Delhi (1351-1388), hizo construir muchos canales, el más largo de los cuales, de 240 km, se construyó en 1356 en el río Yamuna. Ahora conocido como canal del Yamuna Occidental se ha deteriorado y ha sido restaurado en varias ocasiones. El emperador mogol Shah Jahan construyó un canal de irrigación en el río Yamuna a principios del siglo XVII. Cayó en desuso hasta 1830, cuando se reabrió como canal del Yamuna Oriental, bajo control británico. El canal reabierto se convirtió en un modelo para el canal del Alto Ganges y para todos los proyectos de canales que siguieron.
El primer canal hecho por los británicos en India —sin apoyarse en una canalización anterior india—, fue el canal del Ganges construido entre 1842 y 1854. Contemplado por primera vez por el coronel John Russell Colvin en 1836, al principio no provocó mucho entusiasmo por parte de su final arquitecto sir Proby Thomas Cautley, quien rechazó la idea de excavar un canal a través de las extensas tierras bajas para llegar al destino más seco en las tierras altas. Sin embargo, después de la hambruna de Agra de 1837-1838, durante la cual la administración de la East India Company gastó 2 300 000 rupias para el alivio de la hambruna, la idea del canal se volvió más atractiva para la Junta de Directores de la Compañía. En 1839, el gobernador general de India, lord Auckland, con el consentimiento de la Junta, otorgó fondos a Cautley para que realizase un estudio completo de la franja de terrenos que ocuparia el pretendido canal, y del suelo que subyacía. Además, Junta de Directores amplió considerablemente el alcance del canal proyectado, que, como consecuencia de la gravedad y el alcance geográfico de la hambruna, ahora se consideraba que debía abastecer la región de Doab en su totalidad.
El entusiasmo, sin embargo, resultó ser de corta duración. El sucesor de Auckland como gobernador general, lord Ellenborough, se mostró menos receptivo a las obras públicas a gran escala y, durante su mandato, retuvo importantes fondos para el proyecto. Hasta 1844, cuando se nombró a un nuevo gobernador general, lord Hardinge, el entusiasmo oficial y los fondos no regresaron al proyecto del canal del Ganges. Aunque la paralización afectó aparentemente a la salud de Cautley y le exigió regresar a Gran Bretaña en 1845 para recuperarse, su estadía en Europa le dio la oportunidad de estudiar varios trabajos hidráulicos contemporáneos que se emprendían entonces en el Reino Unido e Italia.
Cuando regreso a India, incluso más hombres que le apoyaban estaban al mando, tanto en las Provincias del Noroeste, siendo James Thomason vicegobernador, y en India británica, con Lord Dalhousie como Gobernador General. La construcción del canal, bajo la supervisión de Cautley, entró entonces en pleno apogeo. Un canal de 560 km de longitud, con otros 480 km de ramales de derivación, finalmente se extendían entre las obras de cabecera en Haridwar, dividiéndose en dos ramas aguas abajo de Aligarh, y sus dos confluencias con la principal en el Yamuna (Jumna en el mapa) en Etawah y en el Ganges en Kanpur (Cawnpore en el mapa). El canal del Ganges, que requirió un desembolso total de capital de 2 150 000 £, fue inaugurado oficialmente en 1854 por lord Dalhousie, entonces Gobernador general. Según el historiador Ian Stone:

Era el canal más grande jamás intentado en el mundo, cinco veces más largo que todas las líneas de riego principales de Lombardía y Egipto juntas, y más de un tercio que el canal de navegación más grande de EE. UU., el canal de Pennsylvania.
It was the largest canal ever attempted in the world, five times greater in its length than all the main irrigation lines of Lombardy and Egypt put together, and longer by a third than even the largest USA navigation canal, the Pennsylvania Canal.
Ian Stone

### Embalses y presas
El 21 de abril de 1975 se inauguró una gran presa que había sido erigida en Farakka. Se ubica cerca del punto donde el curso principal del río ingresa en Bangladés, y el distributario Hugli  (también conocido como Bhagirathi) continúa por Bengala Occidental, pasando por Kolkata. Esta presa, que alimenta al distributario Hugli mediante un canal alimentador de 42 km de largo, y su gestión del caudal de agua ha sido una fuente de disputa con Bangladés durante mucho tiempo. El Tratado de Agua del Ganges Indo-Bangladés, firmado en diciembre de 1996, abordó algunos de los problemas del agua compartida entre ambos países. En Lavpur, la presa Khush cruza el río Ganges en Kanpur.
La presa de Tehri se construyó en el río Bhagirathi, un afluente del Ganges. Se encuentra a 1.5 km aguas abajo de Ganesh Prayag, el lugar donde el Bhilangana se encuentra con el Bhagirathi. El Bhagirathi pasa a llamarse Ganges después de Devprayag. La construcción de la presa en un área propensa a terremotos fue controvertida.
La presa de Bansagar se construyó en el río Son, otroafluente del Ganges tanto para el riego como para la generación de energía hidroeléctrica. Las aguas de inundación del Ganges junto con las aguas de Brahmaputra pueden suministrar a la mayor parte de la cuenca del lado derecho junto con el centro y el sur de India mediante la construcción de un depósito costero para almacenar agua en la zona del mar de la bahía de Bengala.

## Ecología y medio ambiente

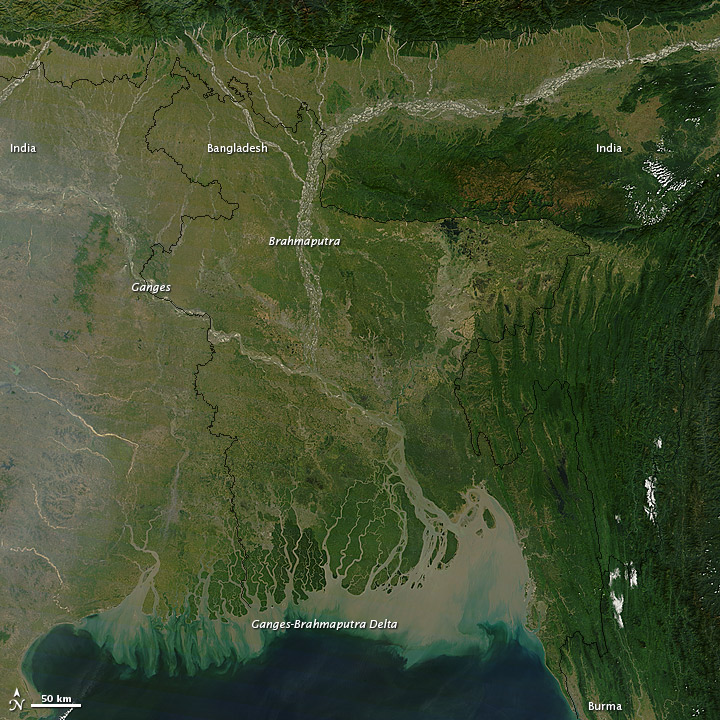
El Ganges desde el espacio

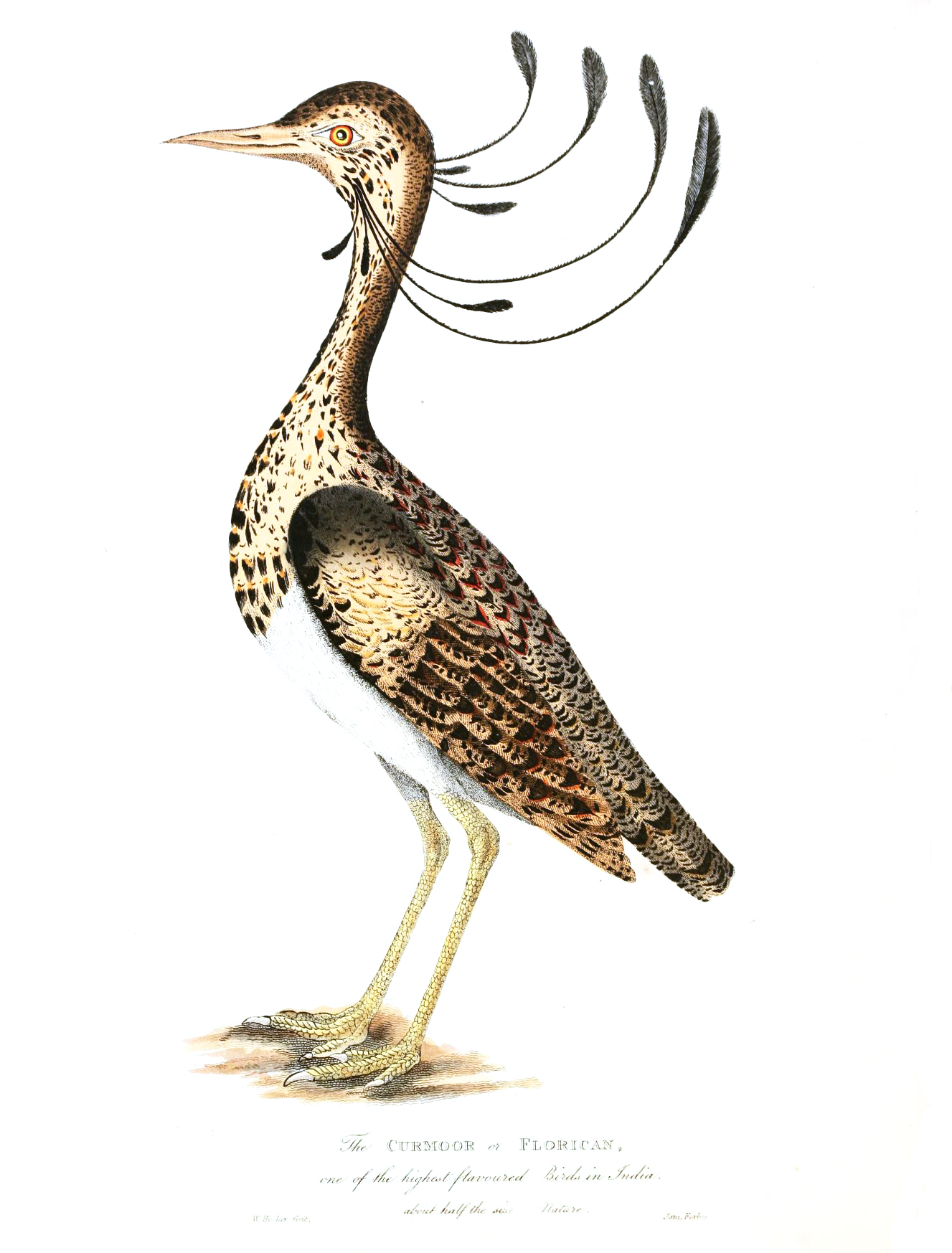
Sisón de penacho (Sypheotides indicus)

El desarrollo de actividades humanas, principalmente de la agricultura, ha reemplazado casi por completo a la vegetación natural original de la cuenca del Ganges. Más del 95 % de la llanura gangética superior ha sido degradada o convertida en terrenos aptos para la agricultura o áreas urbanas. Solo queda un gran bloque de hábitat relativamente intacto, que corre a lo largo de las laderas del Himalaya e incluye los parques nacionales Rajaji, Jim Corbett y Dudhwa.
Hasta los siglos XVI y XVII, la llanura gangetica superior albergaba impresionantes poblaciones silvestres de elefante asiático (Elephas maximus), tigre de Bengala (Panthera t. tigris), rinoceronte indio (Rhinoceros unicornis), gaur (Bos gaurus), barasinga (Rucervus duvaucelii), oso perezoso (Melursus ursinus) y león indio (Panthera leo persica). En el siglo XXI apenas quedan pocos animales salvajes grandes, en su mayoría venado, jabalí, gato montés y un pequeño número de lobo indio, chacal dorado y zorro rojo y zorro de Bengala. Los tigres de Bengala sobreviven solo en el área de Sundarbans, en el delta. Sin embargo, la ecorregión de los pantanos de agua dulce de Sundarbands está casi extinta. Mamíferos amenazados en la planicie gangéatica superior incluyen el tigre, el elefante, el oso perezoso y el antílope de cuatro cuernos (Tetracerus quadricornis).
Muchos tipos de aves se encuentran en toda la cuenca, como myna, periquitos Psittacula, cuervos, milanos, perdices y gallos. Durante el invierno, patos y snipes migran a través de los Himalayas, y son atraídos en gran número a las zonas de humedales. No hay aves endémicas en la llanura gangetiaca superior. La gran avutarda india (Ardeotis nigriceps) y el sisón de penacho (Sypheotides indicus) se consideran amenazadas a nivel mundial.
El bosque natural de la llanura gangética superior ha sido eliminado tan a fondo que es difícil asignar un tipo de vegetación natural con certeza. Quedan algunos parches pequeños de bosque, y sugieren que gran parte de las llanuras superiores pueden haber soportado un bosque caducifolio tropical húmedo con sal (Shorea robusta) como especie clímax.
Una situación similar se encuentra en la llanura gangética inferior, que incluye el río Brahmaputra inferior. Las llanuras más bajas contienen más bosques abiertos, que tienden a ser dominados por Bombax ceiba en asociación con Albizzia procera, Duabanga grandiflora y Sterculia vilosa. Hay comunidades serales tempranas del bosque que después serían dominadas por la especie clímax, la sal (Shorea robusta), si se permitiera que la sucesión del bosque continuara. En la mayoría de los lugares, los bosques no alcanzan las condiciones climáticas debidas a causas humanas. Los bosques de la llanura gangética inferior, a pesar de los miles de años de asentamientos humanos, permanecieron en gran parte intactos hasta principios del siglo XX. Hoy en día, solo alrededor del 3 % de la ecorregión se encuentra bajo bosque natural y solo queda una gran porción al sur de Varanasi. Hay más de cuarenta áreas protegidas en la ecorregión, pero más de la mitad tienen menos de 100 km². La fauna de la llanura gangética inferior es similar a las llanuras superiores, con la adición de una serie de otras especies, como la nutria lisa (Lutrogale perspicillata) y la gran civeta india (Viverra zibetha).

### Peces

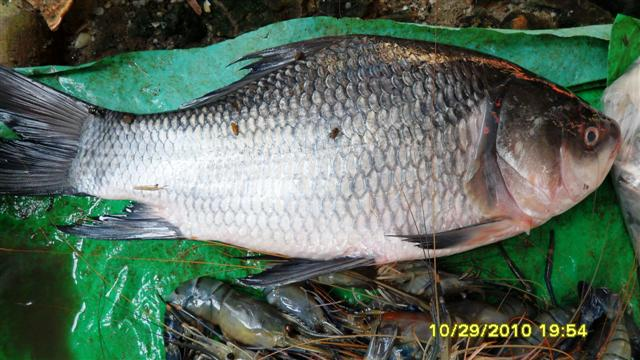
La catla (Catla catla), uno de los principales peces del Ganges

Se ha estimado que alrededor de unas 350 especies de peces viven en toda la cuenca, incluidas varias especies endémicas. En un importante estudio de peces 2007-2009 en la cuenca (incluido el propio río y sus afluentes, pero excluyendo las cuencas del Brahmaputra y del Meghna) ), se registraron un total de 143 especies de peces, incluidas 10 especies introducidas no nativas. Los órdenes más diversos son Cypriniformes (barbos y aliados), Siluriformes (bagre) y Perciformes(peces percas), cada uno de los cuales comprende aproximadamente el 50 %, 23 % y 14 % del total de especies de peces en la cuenca hdrográfica.
Hay diferencias distintivas entre las diferentes secciones de la cuenca del río, pero los Cyprinidae son los más diversos en toda la cuenca. En la sección superior (aproximadamente las partes de la cuenca en Uttarakhand), se han registrado más de 50 especies y solo los Cyprinidae representan casi el 70 %, seguidos de Balitoridae (aproximadamente 15.6 %) y Sisoridae (aproximadamente 12.2 %). Las secciones de la cuencaa altitudes superiores a 2400−3000 m sobre el nivel del mar generalmente no tiene peces. Los géneros típicos que se aproximan a esta altitud son Schizothorax, Tor, Barilius, Nemacheilus y Glyptothorax. Se han registrado alrededor de 100 especies en la sección central de la cuenca (aproximadamente, las secciones en Uttar Pradesh y partes de Bihar) y más del 55 % de estos son de la familia Cyprinidae, seguidas por Schilbeidae (aproximadamente 10.6 %) y Clupeidae (aproximadamente 8.6 %). La sección inferior (aproximadamente la cuenca en partes de Bihar y Bengala Occidental) incluye las principales llanuras de inundación y alberga casi 100 especies. Cerca del 46 % de estas pertenecen a la familia Cyprinidae, seguidas por Schilbeidae (alrededor del 11,4 %) y Bagridae (alrededor del 9 %).
La cuenca soporta importantes pesquerías, pero estas han disminuido en las últimas décadas. En la región de Prayagraj, en la sección central de la cuenca, las capturas de carpa disminuyeron desde 424.91 toneladas métricas en 1961-1968 a 38.58 toneladas métricas en 2001-2006, y las capturas de bagre cayeron de 201.35 toneladas métricas en 1961-1968 a 40.56 toneladas métricas en 2001-2006. En la región de Patna, en la sección inferior de la cuenca, las capturas de carpa se redujeron desde 383.2 toneladas métricas a 118, y el bagre desde 373.8 toneladas métricas a 194.48. Algunos de los peces capturados comúnmente en la pesca incluyen la catla (Catla catla), mahseer dorado (Tor putitora), tor tor (Tor tor), rohu (Labeo rohita), pez gato (Clarias batrachus), pangas (Pangasius pangasius), goonch catfish (Bagarius), chana (Channa), sabalote (Notopterus notopterus) y chano (Chanos chanos).
La cuenca alberga alrededor de 30 especies de peces que están clasificadas como amenazadas, y los principales problemas son la sobrepesca (a veces ilegal), la contaminación, la extracción de agua, la sedimentación y las especies invasoras. Entre las especies amenazadas se encuentra el tiburón del Ganges (Glifos gangeticus), que se encuentra en peligro crítico de extinción. Varias especies de peces migran entre diferentes tramos del río, pero estos movimientos pueden prevenirse mediante la construcción de represas.

### Cocodrilos y tortugas

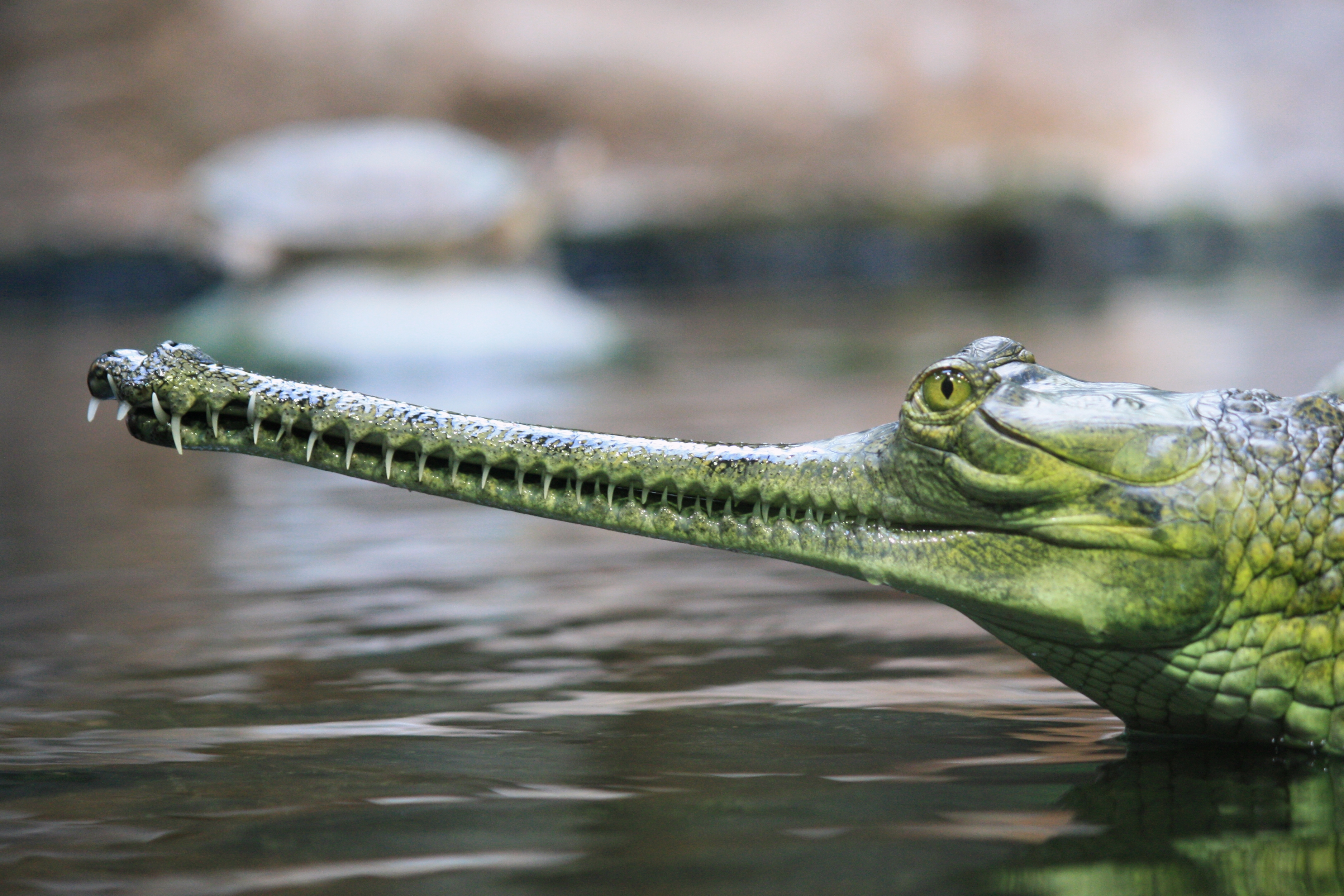
El amenazado gavial (Gavialis gangeticus) es un gran cocodrilo que come peces y es inofensivo para los humanos

Las secciones principales del río son el hogar del gavial (Gavialis gangeticus) y del cocodrilo de las marismas (Crocodylus palustris), y el delta es el hogar del cocodrilo de agua salada (C. porosus). Entre las numerosas tortugas acuáticas y semiacuáticas en la cuenca del Ganges se encuentran la tortuga acuática del norte (Batagur baska; solo en la sección más baja de la cuenca), la tortuga de tres rayas (Batagur dhongoka), tortuga de techo rojo (Batagur kachuga), tortuga negra (Geoclemys hamiltonii), tortuga brahminy (Hardella thurjii), tortuga negra india (Melanochelys trijuga), tortuga india (Morenia petersi), tortuga de techo marrón (Pangshura smithii), tortuga con techo india (Pangshura titha), Tortuga india (Pangshura tentoria), tortuga india (Lissemys punctata), tortuga de caparazón blando de cabeza india (Chitra indica), tortuga india de caparazón de cabeza estrecha (Nilssonia gangetica), tortuga de caparazón de pavo real de India (N. hurum) y tortuga caparazón gigante de Cantor (Pelochelys cantorii; solo en la sección más baja de la cuenca del Ganges). La mayoría de estos están seriamente amenazados.

### Delfín del río Ganges

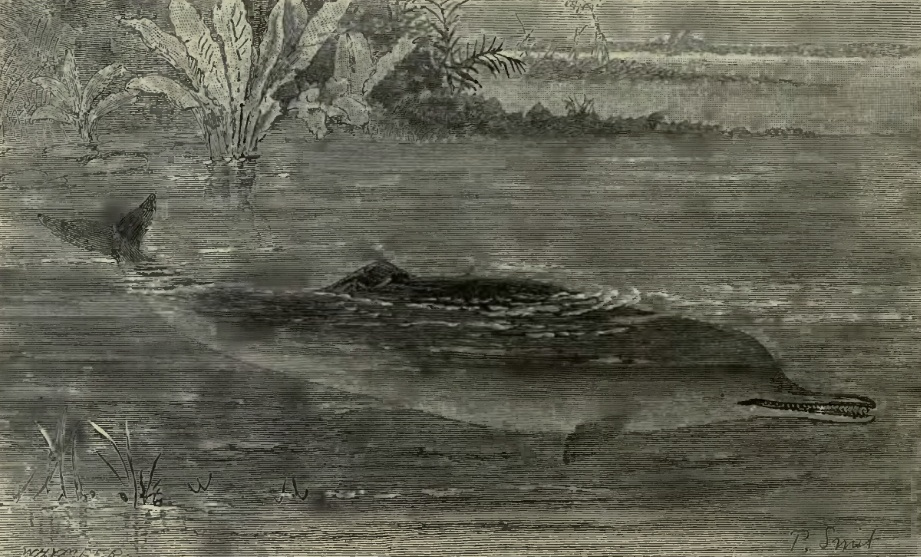
El delfín gangético en un boceto de Whymper y P. Smit, 1894

La fauna más famosa del río es el delfín de agua dulce del Ganges (Platanista gangetica gangetica), que ha sido declarado animal acuático nacional de India.
Este delfín solía existir en escuelas grandes cerca de centros urbanos en los ríos Ganges y Brahmaputra, pero ahora está seriamente amenazado por la contaminación y la construcción de represas. Sus números ahora han disminuido a un cuarto de su número de quince años antes, y se han extinguido en los principales afluentes. En una encuesta reciente realizada por el Fondo Mundial para la Naturaleza (Wildlife Fund), solo quedan 3000 en la captación de agua de ambos sistemas fluviales.
El delfín es uno de los cinco verdaderos delfines de agua dulce del mundo. Los otros cuatro son el baiji (Lipotes vexillifer) del río Yangtzé en China, probablemente ahora extinto; el delfín del Indo (Platanista minor) en Pakistán; el delfín del Amazonas (Inia geoffrensis) en América del Sur; y el delfín del Araguai (Inia araguaiaensis, no considerado una especie separada hasta 2014) de la cuenca Araguaia-Tocantins en Brasil. Hay varios delfines marinos cuyos rangos incluyen algunos hábitats de agua dulce, pero estos cinco son los únicos delfines que viven solo en ríos y lagos de agua dulce.

### Efectos del cambio climático
La meseta tibetana contiene la tercera cantidad de hielo más grande del mundo. Qin Dahe, el antiguo jefe de la Administración Meteorológica de China, dijo que el reciente y rápido ritmo de fusión y las temperaturas más cálidas serán buenas para la agricultura y el turismo a corto plazo; pero emitió una fuerte advertencia:

Las temperaturas aumentan cuatro veces más rápido que en cualquier otro lugar de China, y los glaciares tibetanos se están retirando a una velocidad mayor que en cualquier otra parte del mundo... En el corto plazo, esto causará que los lagos se expandan y provoquen inundaciones y flujos de lodo... A largo plazo, los glaciares son la salvaguarda de los ríos asiáticos, incluidos el Indo y el Ganges. Una vez que desaparezcan, el suministro de agua en esas regiones estará en peligro.
Temperatures are rising four times faster than elsewhere in China, and the Tibetan glaciers are retreating at a higher speed than in any other part of the world.... In the short term, this will cause lakes to expand and bring floods and mudflows... In the long run, the glaciers are vital lifelines for Asian rivers, including the Indus and the Ganges. Once they vanish, water supplies in those regions will be in peril.

En 2007, el Grupo Intergubernamental de Expertos sobre el Cambio Climático (IPCC), en su Cuarto Informe, declaró que los glaciares del Himalaya que alimentan el río estaban en riesgo de derretirse para 2035. El IPCC ha retirado esa predicción, ya que la fuente original admitió que fue especulativa y la investigación citada no fue un trabajo revisado por pares.

En su declaración, el IPCC respalda sus conclusiones generales en relación con los glaciares del Himalaya que están en riesgo por el calentamiento global (con los consiguientes riesgos para el flujo de agua hacia la cuenca gangética). Muchos estudios han sugerido que el cambio climático afectará a los recursos hídricos en la cuenca del río, incluido el aumento del flujo durante el verano (monzón), y picos en la escorrentía máxima que podrían resultar en un mayor riesgo de inundación.
En 2019, un grupo de expertos publicó un informe alertando acerca de las consecuencias derivadas del calentamiento global en la zona de la meseta tibetana y el Himalaya. Los investigadores observaron que los glaciares sufrieron una reducción de entre un 20% y un 47% en algo menos de una década. Joseph Shea, glaciólogo en la Universidad del Norte de Columbia Británica afirmó «Si la situación no cambia, el 50 por ciento del volumen desaparecerá para finales de siglo».

## Contaminación y problemas ambientales

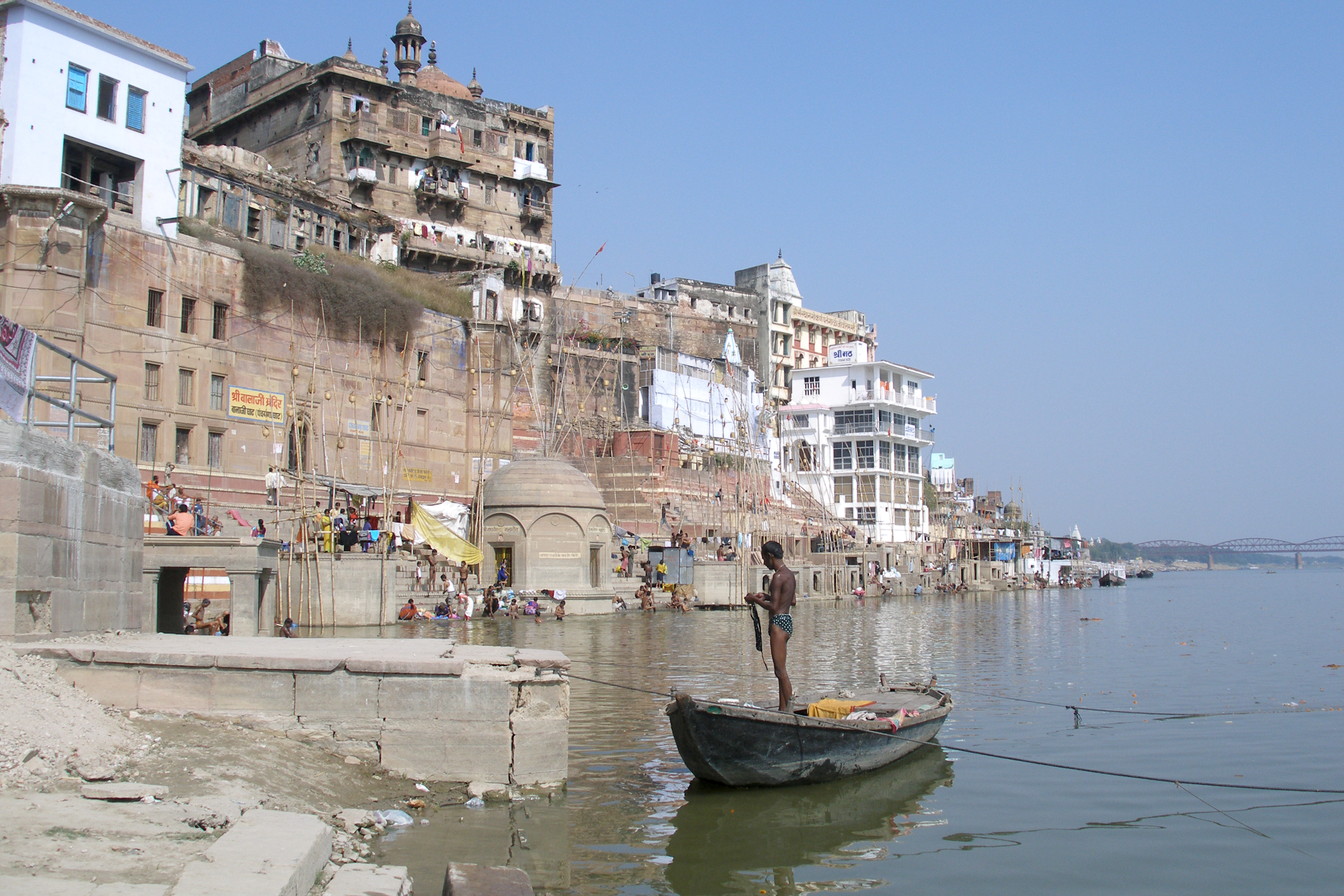
«Ghat» (graderío) en Benarés, sobre el río Ganges.

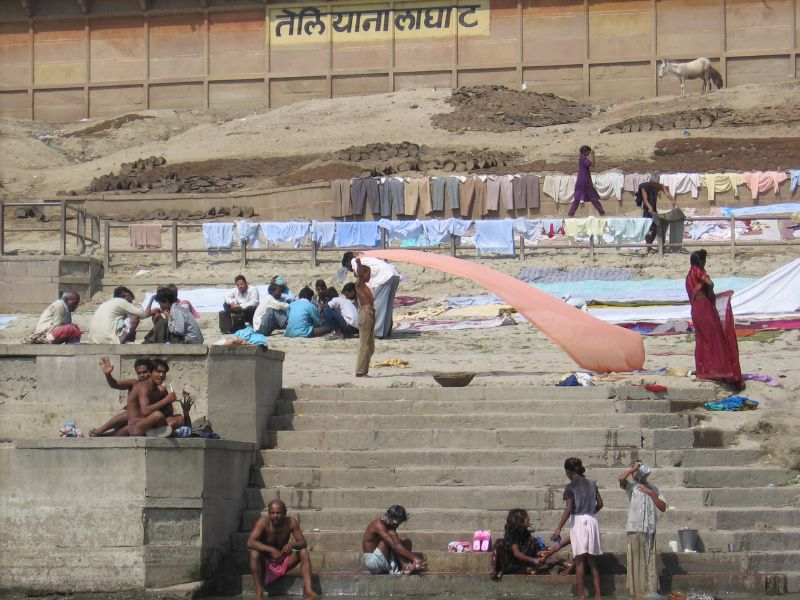
Gente bañándose y lavando ropa en el Ganges en Varanasi

El Ganges presenta niveles de contaminación extremos, que afectan a 600 millones de personas que viven en sus alrededores. Las aguas residuales de muchas ciudades a lo largo del curso del río, los desechos industriales y las ofrendas religiosas envueltas en plásticos no degradables agregan grandes cantidades de contaminantes al río a medida que fluye a través de áreas densamente pobladas. El problema se ve agravado por el hecho de que muchas de las personas más pobres dependen del río a diario para bañarse, lavarse y cocinar. El Banco Mundial estima que los costos de salud de la contaminación del agua en India equivalen al 3 % del PIB nacional. También se ha sugerido que el 80 % de todas las enfermedades en India y un tercio de las muertes se pueden atribuir a las enfermedades transmitidas por el agua.
Varanasi, una ciudad de un millón de habitantes que muchos peregrinos visitan para tomar un «baño sagrado» en el Ganges, libera cada día alrededor de 200 millones de litros de aguas residuales humanas no tratadas en el río, lo que lleva a grandes concentraciones de bacterias coliformes fecales. De acuerdo con las normas oficiales, el agua segura para el baño no debe contener más de 500 coliformes fecales por 100 ml, pero, aguas arriba de los ghats de Varanasi, el agua del río medio millón de veces más esa cifra. Unas 50 ciudades con poblaciones de más de 50 000 habitantes ubicadas sobre las riberas del río descargan en conjunto diariamente unos 3000 millones de litros de aguas residuales, en su mayoría sin haber recibido ningún tratamiento de descontaminación.
Después de la cremación del difunto en los ghats de Varanasi, los huesos y las cenizas son arrojados al Ganges. Sin embargo, en el pasado, miles de cuerpos no incinerados eran arrojados durante las epidemias de cólera, propagando la enfermedad. Incluso hoy en día, hombres santos, mujeres embarazadas, personas con lepra/varicela, personas que han sido mordidas por serpientes, personas que se han suicidado, pobres y niños menores de 5 años no son cremados en los ghats, sino que se les deja flotar libres, para descomponerse en las aguas. Además, aquellos que no pueden pagar la gran cantidad de madera necesaria para incinerar todo el cuerpo, dejan atrás muchas partes del cuerpo medio quemadas.
Después de pasar por Varanasi y recibir 32 corrientes de aguas residuales sin tratar de la ciudad, la concentración de coliformes fecales en las aguas del río aumenta de 60,000 a 1.5 millones, con valores máximos observados de 100 millones por 100 ml. Beber y bañarse en sus aguas representa un alto riesgo para la salud.
Entre 1985 y 2000, se gastaron en el Plan de Acción del Ganges 10 mil millones de Rs., alrededor de US$ 226 millones, o menos de 4 céntimos por persona y año, una iniciativa ambiental que fue «el mayor intento de limpiar un río contaminado en cualquier parte del mundo». El Plan de Acción del Ganges se ha descrito de varias maneras como un «fracaso», o un «gran fracaso».
El fracaso del Plan de Acción de Ganga también se ha atribuido a una «planificación ambiental sin una comprensión adecuada de las interacciones entre el ser humano y el medio ambiente», a las «tradiciones y creencias» indias, a la «corrupción y la falta de conocimiento técnico» y a la «falta de apoyo de las autoridades religiosas».
En diciembre de 2009, el Banco Mundial acordó prestar a India US $ 1000 millones durante los siguientes cinco años para ayudar a salvar el río. Según las estimaciones de la Comisión de Planificación de 2010, se necesita una inversión de casi Rs.70 mil millones (aproximadamente US $ 1,5 mil millones) para limpiar el río.
En noviembre de 2008, fue declarado "Río Nacional", lo que facilitó la formación de una Autoridad Nacional de la Cuenca del Río Ganga (National Ganga River Basin Authority ) que tendría mayores poderes para planificar, implementar y monitorear las medidas destinadas a proteger el río.
En julio de 2014, el India anunció un proyecto integrado de desarrollo del Ganges titulado Namami Ganga y asignó un crore de ₹ 2,037 para este propósito.
En marzo de 2017, el Tribunal Superior de Uttarakhand declaró al río una persona legal, en una medida que, según un periódico, «podría ayudar en los esfuerzos por limpiar los ríos ahogados por la contaminación». Desde el 6 de abril de 2017, el fallo ha sido muy comentado en los periódicos indios que lo ven como difícil de hacer cumplir, que los expertos no anticipan beneficios inmediatos, que la decisión «apenas cambia la situación», que los expertos creen que «cualquier acción de seguimiento es improbable», y que el «juicio es deficiente en la medida en que actuó sin escuchar a otros (estados fuera de Uttarakhand) que tienen intereses en el asunto».
La incidencia de enfermedades transmitidas por el agua y entéricas, tales como enfermedades gastrointestinales, cólera, disentería, hepatitis A y tifoidea, entre las personas que usan las aguas del río para bañarse, lavar los platos y lavarse los dientes es alta, y se estima en un 66 % por año.
Estudios recientes realizados por el Consejo Indio de Investigaciones Médicas (Indian Council of Medical Research, o ICMR) dicen que el río está tan lleno de contaminantes letales que quienes viven a lo largo de sus orillas en Uttar Pradesh, Bihar y Bengala son más propensos al cáncer que en cualquier otra parte del país. Conducido por el Programa Nacional de Registro de Cáncer (National Cancer Registry Programme, o NCRP) bajo el ICMR, el estudio arroja resultados impactantes que indican que el río está lleno de metales pesados y sustancias químicas letales que causan cáncer. Según A. Nandkumar, director general adjunto de NCRP, la incidencia de cáncer fue la mayor en el país en las áreas drenadas por el Ganges y declaró que el problema se estudiaría en profundidad y con los hallazgos presentados en un informe para el ministerio de salud.
Diversas industrias emplazadas en cercanías del río, descargan sus efluentes no tratados, incrementando de este modo los niveles de contaminación. En 2014, un tribunal creado para tomar las denuncias vinculadas al medio ambiente, condenó a una refinería y destilería al pago de 5 millones de rupias bajo la premisa de que «es responsabilidad social corporativa de las industrias garantizar que no haya contaminación ambiental como resultado de sus actividades [...] quien contamina paga.».

### Escasez de agua
Junto con la contaminación cada vez mayor, se agrava visiblemente la escasez de agua. Algunas secciones del río ya están completamente secas. Alrededor de Varanasi, el río llegó a tener una profundidad promedio de 60 metros (200 pies), pero en algunos lugares ahora solo alcanza los 10 metros (33 pies).

La necesidad de agua se resuelve mediante perforaciones y equipos e instalaciones de bombeo de agua subterránea que, además de aumentar la demanda de la energía eléctrica o de los combustibles fósiles que requiere su funcionamiento, crea un alerta respecto de la utilización no sostenible de las reservas del acuífero.

### Minería
La extracción ilegal de piedras y arena del lecho del Ganges y sus afluentes, ha sido durante mucho tiempo un serio problema en el distrito de Haridwar, Uttarakhand. Esto sucede a pesar de la prohibición establecida para la zona de influencia de la peregrinación del Kumbh Mela, que cubre un área de 140 km² en Haridwar. Los grandes márgenes de ganancia y la alta demanda de estos materiales como consecuencia del auge de la construcción, son las causas de las dificultades para la erradicación de estas prácticas.
A fin de crear conciencia sobre el problema y en reclamo de mayores controles por parte de las autoridades, varios activistas iniciaron huelgas de hambre y, en algunos casos, murieron a causa de su protesta no violenta.

## Algunos aspectos culturales

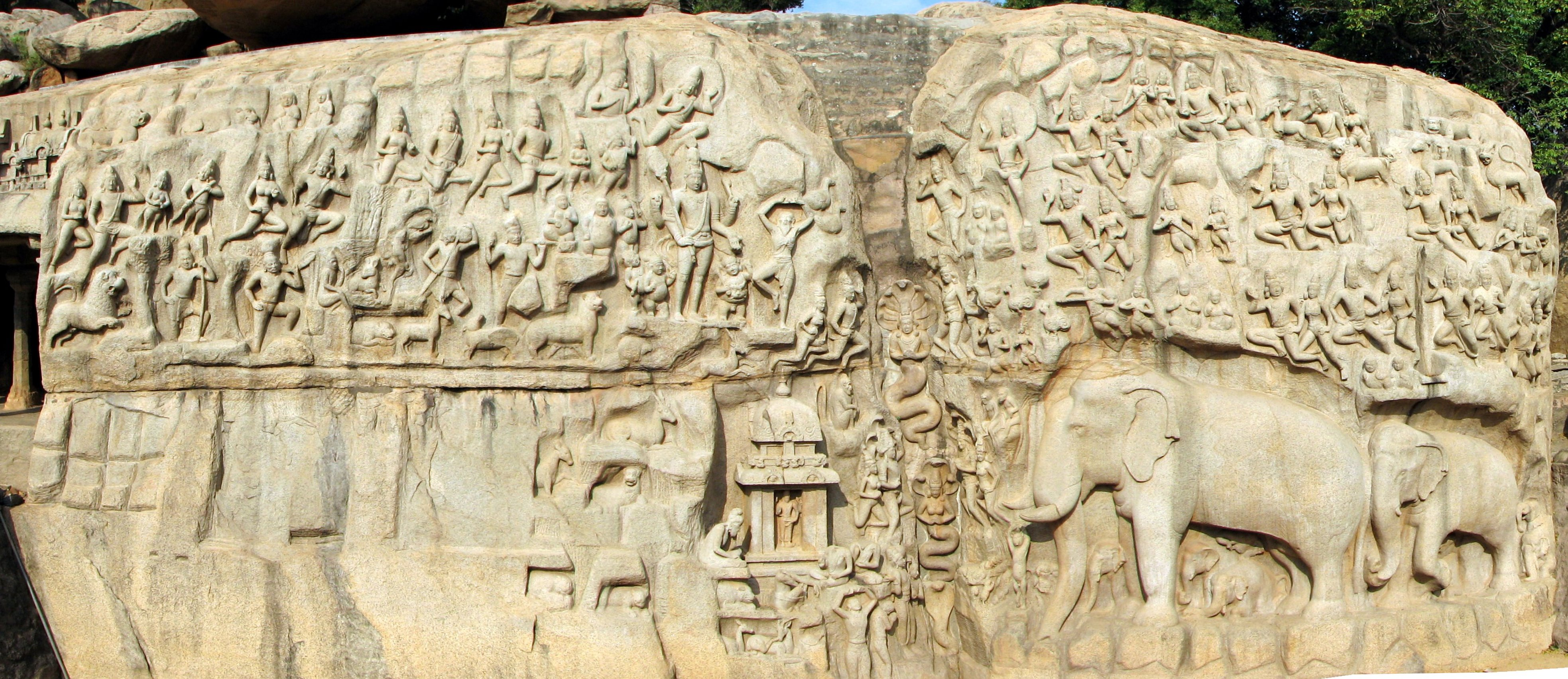
El Descenso del Ganges, bajorrelieve en la aldea de Mahabalipuram, en Tamil Nadu

En la aldea de Mahabalipuram, en el estado de Tamil Nadu, se encuentra un conjunto de monumentos declarado Patrimonio de la Humanidad en 1984, entre ellos el gigantesco bajorrelieve conocido como El descenso del Ganges.
En el palacio de Jaipur, se encuentran dos enormes urnas, hechas con 345 kg de plata y una capacidad de 9000 litros, que fueron utilizadas por el maharajá Madho Singh II para transportar agua del Ganges durante su viaje de 1902 al Reino Unido, evitando así consumir agua de otra fuente.
La novela El Río, de la escritora inglesa Rumer Godden, que diera origen a la película homónima de Jean Renoir, transcurre en cercanías de Calcuta, en la ribera del Ganges.
En la canción On Your Own de la banda inglesa Blur se menciona al Ganges en la primera línea de la canción «Holy man tiptoes his way across the Ganges» [El hombre santo cruza de puntillas el Ganges].
En 1997, siguiendo los rituales hinduistas, las cenizas de Mahatma Gandhi fueron arrojadas a este río, 49 años después de su asesinato. El 2001, la misma ceremonia se practicó con las cenizas de George Harrison, exguitarrista de The Beatles.
Especialmente singular es la rama hindú de los Aghori que practican el necro-canibalismo con las personas muertas que aparecen flotando en el río.